# Relaciones internacionales de la República de China

Relaciones diplomáticas entre los Estados del mundo y la República de China (RDC)
República de China (RDC, Área de Taiwan)
República Popular de China (RPC, China continental)
Países que sólo tienen relaciones formales con la RPC y no tienen ninguna relación con la RDC
Países que sólo tienen relaciones formales con la RPC, pero mantienen relaciones informales o embajadas mutuas embajadas de facto con el Ministerio de Asuntos Exteriores de la RDC.
Países que sólo mantienen relaciones formales con la RDC, sin relaciones formales con la RPC.

Las relaciones internacionales de la República de China (RDC), conocida informalmente como Taiwán, son llevadas a cabo por el Ministerio de Asuntos Exteriores de la República de China, un ministerio de nivel ejecutivo del Gobierno de la República de China. Actualmente mantiene relaciones diplomáticas formales con 11 de los 193 Estados miembros de las Naciones Unidas y con la Santa Sede, que gobierna la Ciudad del Vaticano. Además de estas relaciones, la RDC también mantiene relaciones no oficiales con 59 Estados miembros de la Organización de Naciones Unidas (ONU), un estado autodeclarado (Somalilandia), tres territorios (Guam, Hong Kong y Macao), y la Unión Europea a través de sus oficinas representativas y consulados bajo el principio de Una China. El gobierno de la República de China tiene la 31.ª red diplomática más grande del mundo con 110 oficinas. Taiwán es miembro de muchas organizaciones internacionales (algunas de las cuales lo reconocen) y también participa en varios de los principales tratados internacionales y acuerdos de libre comercio.
Históricamente, la RDC ha exigido a sus aliados diplomáticos que la reconozcan como el único gobierno legítimo de «China», compitiendo por el uso exclusivo de dicho nombre con la República Popular China. Durante la década de 1970, la República Popular China reemplazó a la RDC como el gobierno reconocido de «China» en la ONU después de la Resolución 2758, lo que también llevó a la pérdida de la posición clave de la RDC como miembro permanente en el Consejo de Seguridad de las Naciones Unidas (CSNU) a favor de la República Popular China en 1971.
A medida que el reconocimiento internacional de la República de China continúa disminuyendo simultáneamente con el ascenso de la República Popular China como una gran potencia, su política ha cambiado hacia una posición más realista de buscar activamente el reconocimiento dual con la República Popular China. Hoy en día, muchas organizaciones internacionales en las que participa la RDC utilizan nombres alternativos, incluido «China Taipéi» en la FIFA y el Comité Olímpico Internacional, entre otros.

## Contexto histórico
El gobierno de la República de China participó en la Conferencia de Moscú de 1943, en la Conferencia de Dumbarton Oaks y en la Conferencia de las Naciones Unidas sobre Organización Internacional, y fue miembro fundador de las ONU tras participar en la alianza que ganó la Segunda Guerra Mundial. En 1949, los nacionalistas perdieron la guerra civil china en la China continental y se retiraron a Taiwán, Penghu, Kinmen y Matsu, formando un Estado remanente. A pesar de la gran pérdida de territorio, la ONU y muchos países no comunistas siguieron reconociendo a la RDC como gobierno legítimo.
La política exterior estadounidense de 1950-1971 exigía el pleno reconocimiento y apoyo del gobierno de China en Taiwán. Al estallar la guerra de Corea (1950-1953), no se permitió a Taiwán enviar apoyo militar a Corea del Sur. Sin embargo, la administración de Truman reanudó la ayuda económica y militar a la RDC en Taiwán y neutralizó el estrecho de Taiwán con la Séptima Flota de Estados Unidos para detener una invasión del Partido Comunista de China (PCCh) y una posible contrainvasión de la RDC en el continente. En diciembre de 1954 se firmó una alianza militar entre Estados Unidos y Taiwán como parte de la estrategia estadounidense de la Guerra Fría en Extremo Oriente, con la determinación de no permitir que las fuerzas de Chiang Kai-shek en Taiwán atacaran China, desencadenando así otra guerra aún mayor entre Estados Unidos y China.
La presencia militar estadounidense en Taiwán estaba formada por el Grupo Asesor de Asistencia Militar (MAAG, siglas del inglés Militar Assistance Advisory Group) y el Mando de Defensa de Taiwán de Estados Unidos. Otras unidades destacadas fueron la 327 División Aérea. Hasta que Estados Unidos reconoció formalmente a la República Popular China en 1979, Washington proporcionó a la RDC subvenciones financieras basadas en la Ley de Asistencia Exterior, la Ley de Seguridad Mutua y la Ley para el Desarrollo Internacional promulgadas por el Congreso estadounidense. En 1954, los gobiernos de la RDC y EE. UU. firmaron un Tratado de Defensa Mutua sino-estadounidense que duró hasta 1979.

La posición oficial del Departamento de Estado de EE. UU. en 1959 era:
Que la capital provisional de la República de China ha estado en Taipéi, Taiwán (Formosa) desde diciembre de 1949; que el Gobierno de la República de China ejerce autoridad sobre la isla; que la soberanía de Formosa no ha sido transferida a China; y que Formosa no es parte de China como país, al menos no hasta ahora, y no hasta y a menos que en lo sucesivo se celebren tratados apropiados. Puede decirse que Formosa es un territorio o una zona ocupada y administrada por el Gobierno de la República de China, pero no se reconoce oficialmente como parte de la República de China.
En las últimas décadas, Estados Unidos ha mantenido su postura de no apoyar la independencia de Taiwán y, en su lugar, mantener una política de «Una sola China», guiada por la Ley de Relaciones con Taiwán, los tres Comunicados Conjuntos entre EE. UU. y China y las Seis Garantías, así como esperar que las diferencias a través del Estrecho se resuelvan pacíficamente y oponerse a cualquier cambio unilateral del statu quo por cualquiera de las partes.

### Expulsión de la ONU en 1971
En 1971, la ONU expulsó a la República de China y transfirió su sede a la República Popular China. Además del reconocimiento temporal de la RDC por parte de una mayoría de países antes de la Resolución 2758 de la ONU, la RDC perdió su condición de miembro de todas las organizaciones intergubernamentales relacionadas con la ONU. Dado que la ONU y las organizaciones relacionadas con ella, como la Corte Internacional de Justicia, son las sedes más comunes para la ejecución efectiva del derecho internacional y sirven de comunidad internacional para los estados soberanos, la mayoría de los países alineados con Occidente en la Guerra Fría pusieron fin a las relaciones diplomáticas con la RDC y abrieron relaciones diplomáticas con la República Popular China.
Los artículos 23 y 110 de la Carta de las Naciones Unidas, en su Capítulo II, se refieren explícitamente a la RDC, pero la sede de «China» la ocupa actualmente la República Popular China. La RDC sigue manteniendo importantes relaciones, incluso con la mayoría de las organizaciones no gubernamentales de las Naciones Unidas, además de con la UNESCO. La RDC firmó y ratificó la Convención de Viena sobre Relaciones Diplomáticas el 18 de abril de 1961 y el 19 de diciembre de 1969, incluido el Protocolo Facultativo sobre la Solución Obligatoria de Disputas. Se titula por la fundación de las Naciones Unidas como la piedra angular de la diplomacia moderna desde el Congreso de Viena, el artículo 35 de la Convención de Viena sobre el Derecho de los Tratados de 1969 también se aplica a la RDC desde 1971. Debido a la inseguridad e intolerancia de la RDC en las décadas de 1970 y 1980, tras ser expulsada por la ONU, así como a la influencia estadounidense, la RDC se democratizó gradualmente y adoptó el sufragio universal, poniendo fin bajo el liderazgo unipartidista del presidente Chiang Ching-kuo al levantamiento de 38 años de ley marcial sobre la rebelión comunista en China continental y estableciendo la nueva autoidentidad de República de China (sistema) en Taiwán en la comunidad internacional, promulgando Dos Estados Chinos en el mundo. La Resolución 2758 de la ONU no es vinculante para el derecho internacional en lo que respecta al estatus internacional de la República de China en Taiwán, y la RDC sigue buscando oportunidades para unirse a los organismos especializados de la ONU y convertirse en Observador Permanente bajo los auspicios de la Resolución 396 de la ONU, que recomendó debidamente las cuestiones del debate sobre la representación china en las Naciones Unidas.

### Elecciones
En 1996 se celebraron las primeras elecciones presidenciales directas, y resultó elegido el actual presidente Lee Teng-hui. Desde el 4 de mayo de 2015, los naturales de la República de China pueden recibir un trato preferente en materia de visados desde 142 países y zonas. En el contexto de la diplomacia de superpotencia e influencia, entre los aliados tradicionales y estables de la RDC se encuentran Estados Unidos de América, Canadá, Japón, Australia y Nueva Zelanda. La diplomacia cultural de la RDC incluye la creación en 2012 del Centro de Recursos de Taiwán para Estudios Chinos en las principales universidades de todo el mundo.
En las elecciones presidenciales taiwanesas de 2024, el vicepresidente Lai Ching-te, también conocido como William Lai, fue elegido nuevo presidente de Taiwán con el 40,05% del voto popular en las últimas elecciones celebradas el 13 de enero de 2024. Esta elección, que tomó posesión el 20 de mayo de 2024, subraya el compromiso de Taiwán con la gobernanza democrática en un contexto de crecientes tensiones geopolíticas, especialmente en relación con su gran vecino, China. La elección del Presidente Lai, respaldado por su partido, el Partido Democrático Progresista, refleja un firme compromiso con el mantenimiento de la soberanía de Taiwán y su participación activa en la diplomacia internacional y la seguridad regional.
Este resultado electoral se caracterizó por una participación notablemente alta, lo que demostró el profundo interés de la población ante las amenazas externas y los debates internos sobre el futuro estratégico de Taiwán. En los debates electorales ocuparon un lugar central cuestiones como la mejora de la independencia económica, la modernización militar y el fortalecimiento de las alianzas internacionales. La victoria de Lai no sólo valida su plataforma política, sino que también señala la determinación de Taiwán de mantener una línea de actuación independiente en medio de las actuales tensiones regionales.
Bajo la administración del presidente Lai, Taiwán está preparada para mejorar su posición internacional y forjar relaciones diplomáticas más sólidas. Desde que asumió el cargo, Lai ha ampliado las asociaciones estratégicas globales de Taiwán, en particular con los países que participan en la estrategia sobre el Indopacífico, para contrarrestar la influencia regional de China. Sus esfuerzos incluyen la defensa de nuevos acuerdos comerciales y la mejora de la participación de Taiwán en foros internacionales, ámbitos en los que Taiwán se ha enfrentado a menudo a la marginación debido a las presiones diplomáticas de China.
Se espera que los resultados de las elecciones de 2024 y las políticas subsiguientes bajo el liderazgo del presidente Lai tengan un impacto significativo en las relaciones internacionales de Taiwán y en su papel en la escena mundial. Mientras Taiwán siga afirmando su soberanía y sus valores democráticos, la respuesta de la comunidad internacional será fundamental para configurar el futuro político y económico de la región.

### Ayuda para el desarrollo
Desde 1950, Taiwán ha dado prioridad a la ayuda internacional, recibiendo a sus representantes incluso con los Estados sin relaciones diplomáticas formales. Sus políticas proporcionan una ayuda generosa sin condiciones estrictas de rendición de cuentas, especialmente en las naciones en desarrollo de África, América Latina y el Pacífico Sur. Construirse una reputación como donante responsable y generoso le ha dado prestigio, especialmente en contraste con el papel de la ayuda exterior en las políticas de China, como la Iniciativa Belt and Road.
La RDC es uno de los principales partidarios de la ayuda oficial al desarrollo, y el Fondo de Cooperación Internacional y Desarrollo gestiona sus proyectos de ayuda exterior y cooperación internaciona. A partir de 2010, junto con otros aliados de seguridad de EE. UU. como Australia, Nueva Zelanda, Japón y Corea del Sur en la región de Asia-Pacífico con la Ley de Relaciones de Taiwán, funcionarios de la RDC han obtenido visitas de nivel cuasi-oficial a los Estados Unidos tanto a nivel gubernamental como político, incluyendo la orientación militar cooperativa taiwanesa-estadounidense en los ejercicios anuales de fuerzas conjuntas Han Kuang.

### Grupos de reflexión
El sistema político de Taiwán ha evolucionado en términos de creciente liberalización política. En la década de 1990, Taiwán tenía un sistema democrático con competencia multipartidista, faccionalismo, una vigorosa sociedad civil y muchos grupos de interés. Los grupos de reflexión surgieron debido al gran prestigio de los expertos y a la fuerte demanda de diplomacia no oficial, necesaria por la pérdida del reconocimiento diplomático formal. Los grupos de reflexión han desempeñado un papel fundamental en la planificación y operatividad de las relaciones con países de todo el mundo.
Las universidades, centros de investigación y grupos de reflexión europeos han desarrollado un nuevo campo académico de estudios sobre Taiwán, especialmente en Europa, debido al estatus único de Taiwán en el sistema diplomático mundial. Los académicos implicados tienen un profundo compromiso con los estudios sobre Taiwán y han desarrollado una red de investigadores en toda Europa.

## Políticas

### Economía
Antes de 2012, el PIB de la República de China era superior al de varias economías del G20.

### Agencias especializadas de la ONU
Como Estado no miembro de las Naciones Unidas, al participar como miembros en una o más Agencias Especializadas de las Naciones Unidas y operar en un sistema político paralelo al Partido Comunista Chino como en el caso de Alemania y Corea, la RDC puede obtener el estatus de Observador Permanente en organizaciones como el FMI y el Banco Mundial.
La implicación y participación en la Conferencia de Innovación Asia-Pacífico permite la interacción con el director de la División de Economía y Estadística de la OMPI, que depende directamente del director general.

### Aislamiento internacional
Debido a «la ausencia de un entendimiento a ambos lados del estrecho» (consenso de 1992), la RDC ha sufrido aislamiento internacional por la presión política y económica de la República Popular China desde la década de 1970, y ha continuado bajo la administración independentista pro Taiwán del Partido Democrático Progresista. A Taiwán no se le permite asistir a la Asamblea Mundial de la Salud, Interpol, la Organización de Aviación Civil Internacional o el Sistema de Certificación del Proceso Kimberley de Naciones Unidas. Otras formas de aislamiento internacional incluyen medidas contra las actividades del Comité Olímpico de China Taipéi, el Festival de Cine y los Premios Golden Horse (boicoteados), y la prohibición a los periodistas taiwaneses de adquirir pases para las reuniones de Naciones Unidas y de la CMNUCC (Convención Marco de las Naciones Unidas sobre el Cambio Climático).
Los analistas sostienen que la estrategia coercitiva de la República Popular China podría haber resultado contraproducente, ya que ha unido aún más a los aliados de Estados Unidos (incluidos Australia y el Reino Unido) en su respuesta, lo que a su vez dificulta a Pekín la consecución de sus objetivos geoestratégicos previstos.
La sociedad civil (multisectorial) de la RDC participa actualmente en 11 proyectos de los Objetivos de Desarrollo Sostenible de las Naciones Unidas. La RDC ocupa el puesto 31 de 176 países y territorios en el Índice de Percepción de la Corrupción de Transparencia Internacional de 2016.

## Conflictos internacionales

Votación en la Asamblea General de la ONU de la Resolución 2758 (1971) por la que se reconoce a la República Popular China como «único representante legítimo de China». Verde = A favor, Rojo = En contra, Azul = Abstención, Amarillo = Sin voto, Gris = Estados no miembros de la ONU o sus dependencias.

En la década de 1970, muchos países cambiaron el reconocimiento diplomático de la República de China a la República Popular China, entre ellos Estados Unidos, Japón y Canadá. En octubre de 1971, la Asamblea General de la ONU aprobó la Resolución 2758, por la que expulsaba a «los representantes de Chiang Kai-shek» y transfería a la República Popular China el puesto de China en el Consejo de Seguridad. La resolución declaraba que «los representantes del Gobierno de la epública Popular Chinson los únicos representantes legítimos de China ante las Naciones Unidas». Sin embargo, la naturaleza eo ipso de Taiwán y las armas de destrucción masiva siguieron siendo un tema polémico.
Muchos intentos de la RDC de reincorporarse a las Naciones Unidas no han superado el comité, debido a la feroz oposición de la República Popular China y a las amenazas de veto. El presidente Chen Shui-bian argumentó que la Resolución 2758, que sustituyó a la RDC por la República Popular China en 1971, sólo abordaba la cuestión de quién debía ocupar el escaño de China en la ONU, y no si se podía crear un escaño adicional para la área de Taiwán que representara a los 23 millones de personas que residen en el territorio continental taiwanés y en otras islas.
Desde la década de 1970, la República Popular China y la RDC han competido por el reconocimiento diplomático de naciones de todo el mundo, a menudo ofreciendo ayuda financiera a los países más pobres como incentivo. Como condición previa para las relaciones diplomáticas, la República Popular China exige que el otro país renuncie a cualquier reconocimiento de la RDC. Desde la introducción de la política de «diplomacia pragmática» (務實外交; Wùshí wàijiāo) en 1991, la República Popular China no ha insistido en considerarse el único representante de China, y no exige a las naciones que la reconocen que pongan fin a sus relaciones con la República Popular China. Por ejemplo, cuando Santa Lucía reconoció a la RDC en 2007, El ministro de Asuntos Exteriores, Rufus Bousquet, dijo que la decisión «no debe interpretarse como una ruptura de nuestra relación con la la República Popular China». Sin embargo, la República Popular China responde a los reconocimientos extranjeros de la RDC suspendiendo las relaciones con el otro país.
En términos menos oficiales, la RDC está implicada en las disputas del mar de China meridional por el control de las islas Spratly con China, Malasia, Filipinas, Vietnam y Brunéi; y por las islas Paracel, ocupadas por China, pero reclamadas por Vietnam y por la RDC. El gobierno de la RDC también reclama las islas Senkaku.

## Tipos de relaciones

### Relaciones diplomáticas plenas

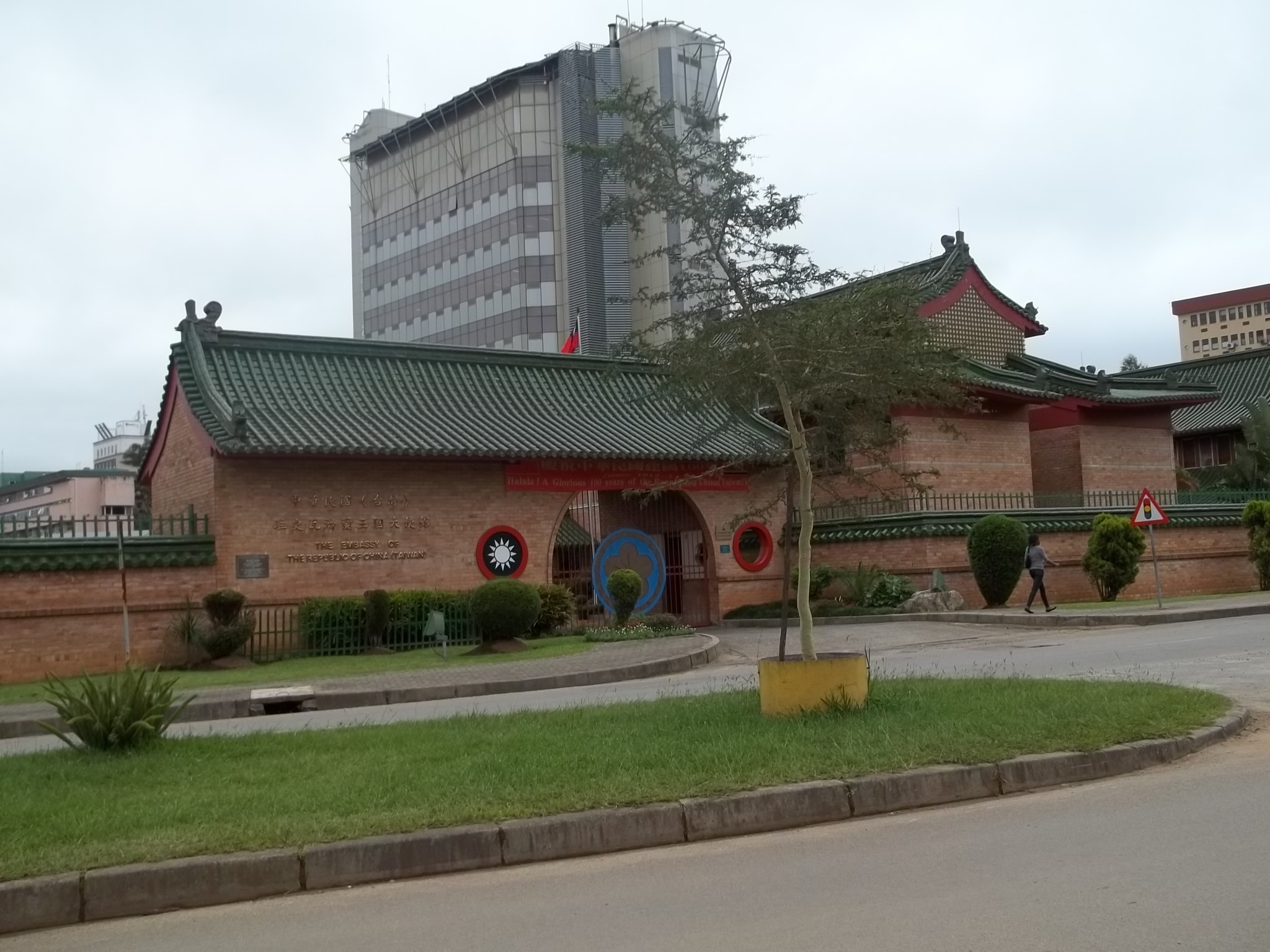
Embajada de la República de China en Babane, Suazilandia

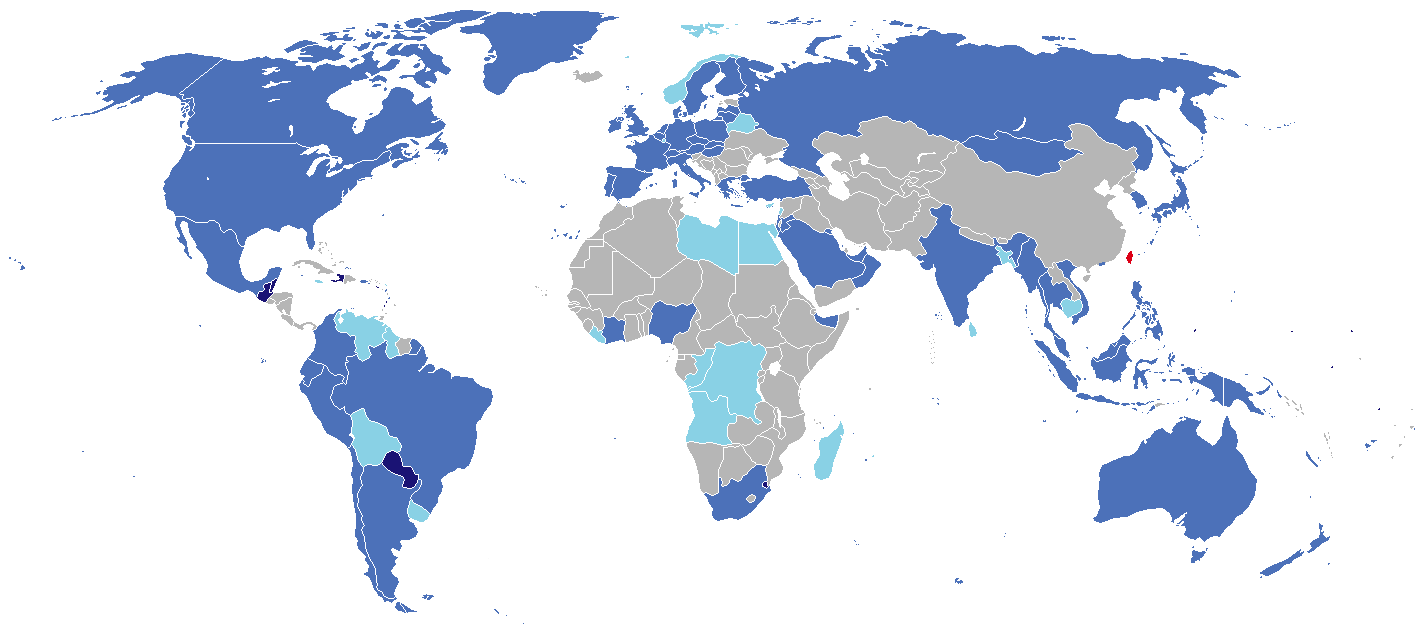
República de China zona de control real
Países con embajadas en la República Popular China
Países y regiones con oficinas de representación de la República de China
Países y regiones con oficinas de representación suprimidas

Taiwán mantiene relaciones diplomáticas plenas con 11 Estados miembros de las Naciones Unidas y con la Santa Sede (Ciudad del Vaticano), que es Estado observador en la Asamblea General de las Naciones Unidas.

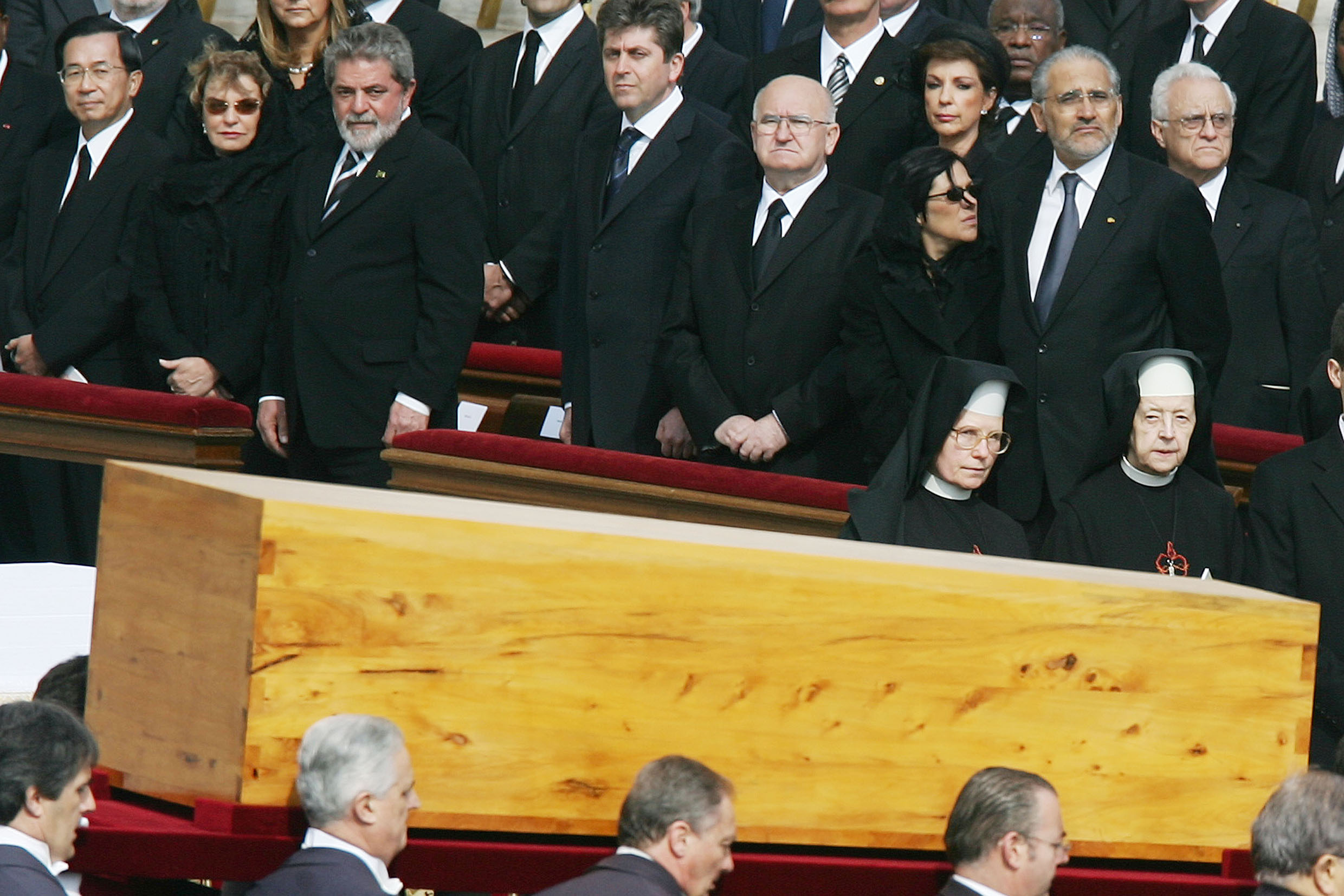
El Presidente Chen Shui-bian (en el extremo izquierdo) asistió al funeral del Papa Juan Pablo II y, como jefe de Estado de China reconocido por la Santa Sede, se sentó en primera fila por orden alfabético junto a la primera dama y el presidente de Brasil.

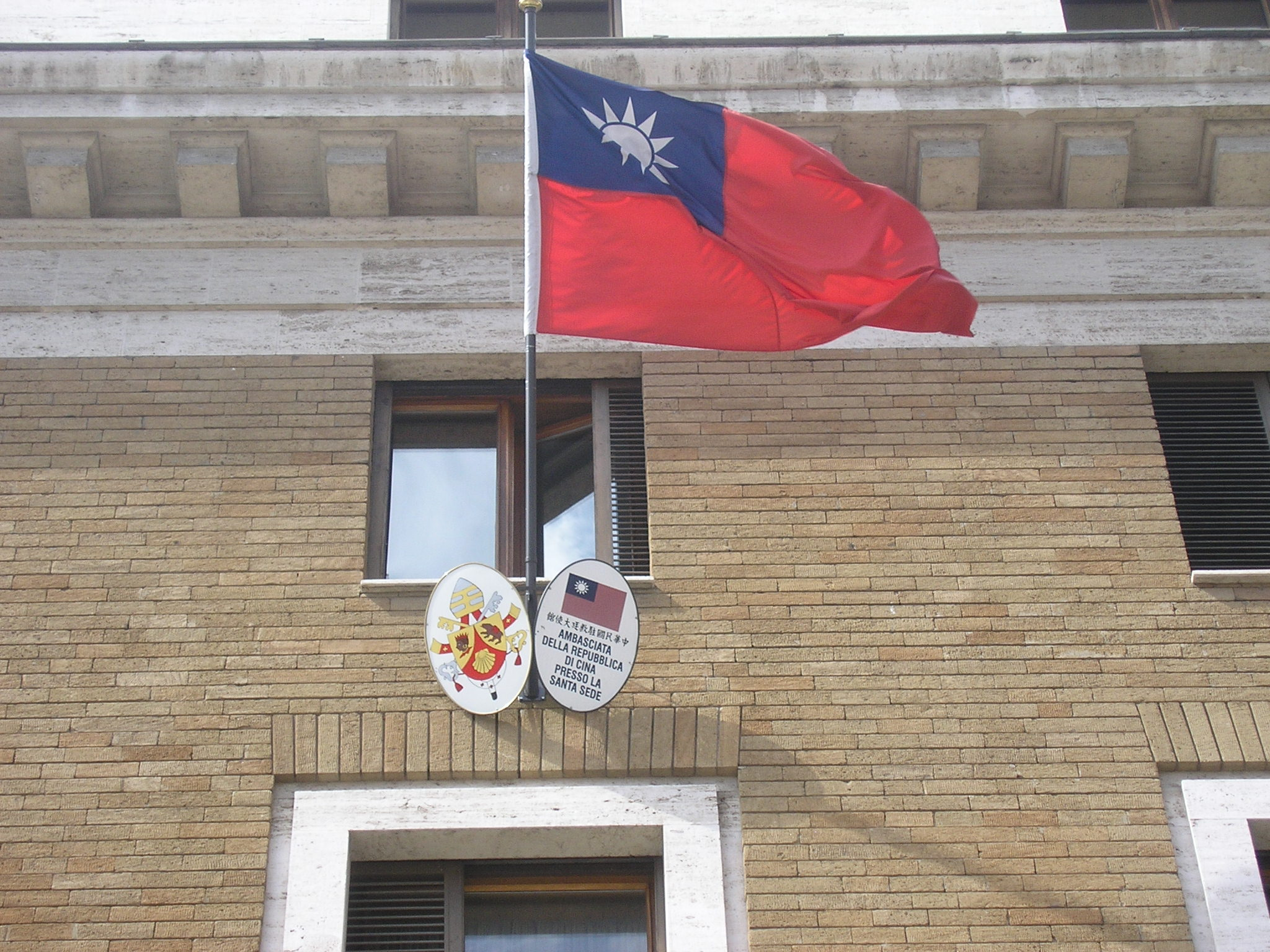
Debido al tamaño limitado de la Ciudad del Vaticano, todas las embajadas acreditadas ante la Santa Sede se encuentran en Roma, fuera de las fronteras de la Ciudad del Vaticano. Por ello, la embajada de la RDC ante la Santa Sede se encuentra en Italia, país que no reconoce oficialmente a la RDC, pero con el que mantiene estrechos vínculos no oficiales.

| Estado                           | Región  | Subregión         | Relaciones establecidas |
| -------------------------------- | ------- | ----------------- | ----------------------- |
| Belice                           | América | América Central   | 1989                    |
| Suazilandia                      | África  | África austral    | 1968                    |
| Guatemala                        | América | América Central   | 1933                    |
| Haití                            | América | Caribe            | 1956                    |
| Santa Sede (Ciudad del Vaticano) | Europa  | Europa meridional | 1942                    |
| Islas Marshall                   | Oceanía | Micronesia        | 1998                    |
| Palaos                           | Oceanía | Micronesia        | 1999                    |
| Paraguay                         | América | América del Sur   | 1957                    |
| San Cristóbal y Nieves           | América | Caribe            | 1983                    |
| Santa Lucía                      | América | Caribe            | 1984-1997, 2007         |
| San Vicente y las Granadinas     | América | Caribe            | 1981                    |
| Tuvalu                           | Oceanía | Polinesia         | 1979                    |

### Representación no diplomática

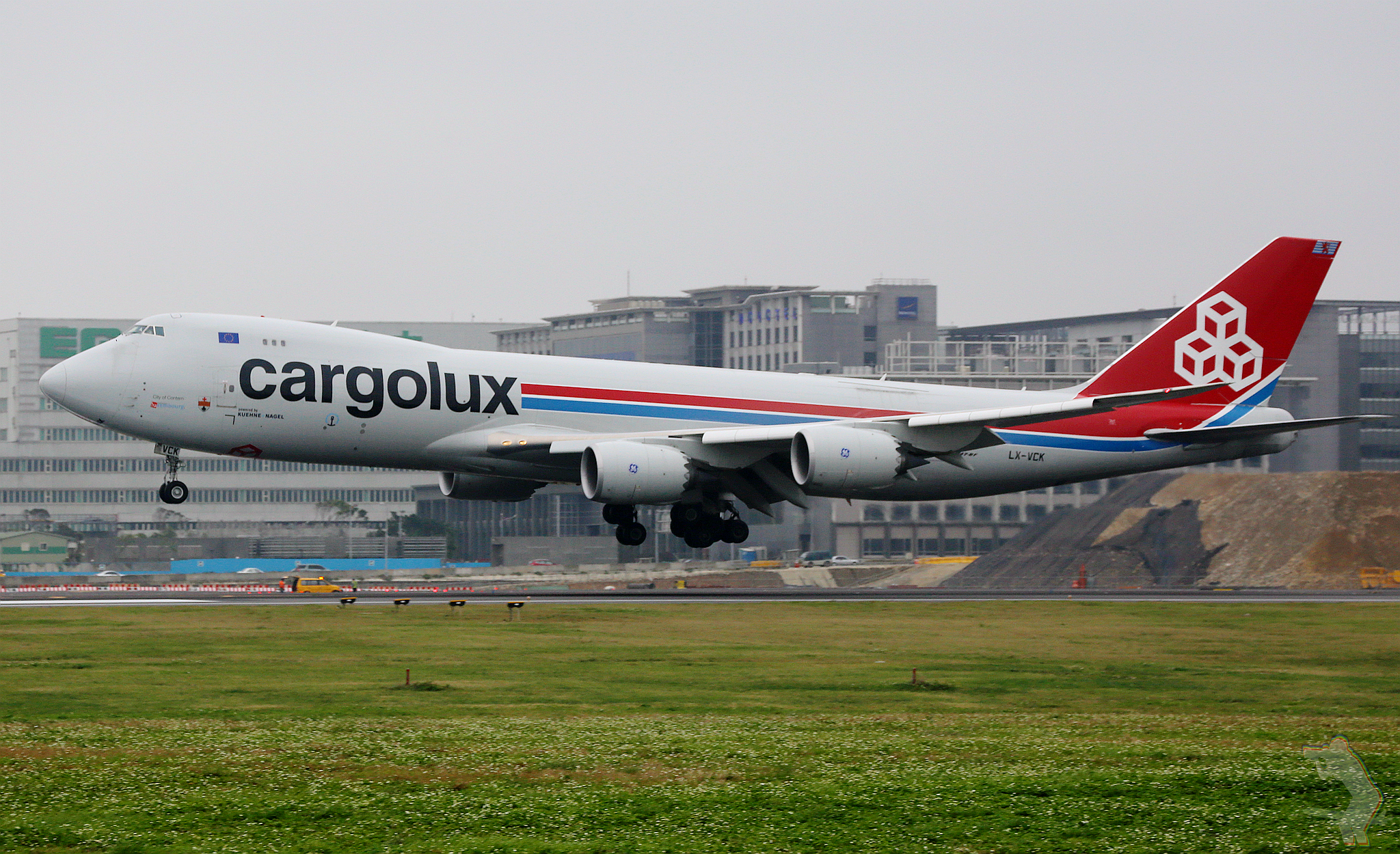
Avión de Luxemburgo en Taiwán

Un cierto número de países mantienen relaciones diplomáticas oficiales con la República Popular China, pero también mantienen algún tipo de relación diplomática no oficial con Taiwán. Este número incluye 59 Estados soberanos, 3 territorios dependientes o casi dependientes y la Unión Europea.
Las relaciones diplomáticas no oficiales suelen incluir una «Oficina Económica, Comercial y Cultural» en Taiwán para el país socio, así como la correspondiente «Oficina de Representación de República Popular China/Taiwán/ RDC» que representa a Taiwán en el país socio. Estas oficinas no oficiales suelen funcionar como embajadas a pesar de no denominarse oficialmente como tal. Por ejemplo, el Instituto Americano de Taiwán funciona como una embajada de facto de Estados Unidos, en la que el presidente y el personal actúan como funcionarios no oficiales del consulado del gobierno que, sin embargo, desempeñan funciones que realizarían las embajadas oficiales.
Varios países albergan oficinas de representación taiwanesas en su territorio, pero no tienen oficinas de representación en Taiwán. Un país, Luxemburgo, tiene una oficina de representación en Taiwán, pero no alberga una oficina de representación taiwanesa en su territorio; los intereses de Taiwán en Luxemburgo son atendidos por la Oficina de Representación de Taipéi en la UE y Bélgica. Taiwán también considera a la Unión Europea, con la que también mantiene relaciones no oficiales a través de la Oficina de Representación de Taipéi en la UE y Bélgica, como una entidad estatal en el contexto de las relaciones internacionales; la UE es una unión supranacional con un alto nivel de integración entre sus Estados miembros, aunque cada uno de ellos conserva su soberanía nacional.
Taiwán mantiene relaciones diplomáticas no oficiales con Hong Kong y Macao, ambas regiones administrativas especiales de la República Popular China, aunque no mantiene relaciones similares con China continental. Técnicamente, Hong Kong y Macao son territorios integrales de la República Popular China, gobernados en el marco de «un país, dos sistemas». Esto significa que Taiwán mantiene relaciones no oficiales con partes de la República Popular China, pero no con el gobierno nacional de la propia República Popular China. Taiwán mantiene relaciones hostiles con la República Popular China a través del Consejo de Asuntos del Continente, cuyo homólogo es la Oficina de Asuntos de Taiwán; ni Taiwán ni la República Popular China consideran a ninguna de las dos oficinas como embajadas, y ambas operan en el país de origen y no en el de acogida.
Taiwán mantiene estrechas relaciones no oficiales con Somalilandia, un Estado autoproclamado del Cuerno de África que es reclamado como territorio de la vecina Somalia, en una situación que presenta fuertes paralelismos con la propia disputa de soberanía de Taiwán con China.
Taiwán mantiene una «Oficina Económica y Cultural de Taiwán» en Guam, territorio externo de Estados Unidos situado en Oceanía.
En 2021, Lituania anunció que abriría una oficina de representación no oficial en Taiwán, y Taiwán anunció igualmente que abriría una oficina de representación no oficial en Lituania. La apertura de la oficina lituana estaba prevista para el otoño de 2021 en el hemisferio norte, es decir, de septiembre a noviembre, incluidos. Al mismo tiempo, las relaciones entre Lituania y la República Popular China se han deteriorado.
Cierto número de países mantienen relaciones diplomáticas no oficiales indirectas con Taiwán a través de terceros países interpuestos. Por ejemplo, la Oficina de Enlace de Taipéi en la República de Sudáfrica sirve a los intereses de Taiwán en un gran número de países africanos que, de otro modo, no tendrían ningún canal de comunicación con Taiwán.
África (4 estados)
- Costa de Marfil[78][79]
- Nigeria[80]
- Somalilandia[81] (estado de facto)
- Sudáfrica

Asia (20 estados y 2 territorios)
- Arabia Saudita
- Baréin
- Birmania
- Brunéi
- Corea del Sur
- EAU
- Filipinas
- India
- Indonesia
- Israel
- Japón
- Jordania
- Kuwait
- Malasia
- Mongolia
- Omán
- República Popular China (sin relación directa con China continental)
  -  Hong Kong (Región administrativa especial de la República Popular China)
  -  Macao (Región administrativa especial de la República Popular China)
- Singapur
- Tailandia
- Turquía
- Vietnam

Europa (23 estados y 1 unión internacional)
- Unión Europea (unión supranacional)
  -  Alemania
  -  Austria
  -  Bélgica
  -  Dinamarca
  -  Eslovaquia (tiene una Oficina Económica y Cultural en Taipéi, Taiwán tiene una Oficina de Representación en Bratislava)
  -  España
  -  Finlandia
  -  Francia[82]
  -  Grecia[83]
  -  Hungría
  -  Irlanda
  -  Italia
  -  Letonia
  -  Lituania (La oficina de Taiwán abrió en noviembre de 2021, la primera del mundo en adoptar el nombre de «taiwanesa»).[84]
  -  Luxemburgo (tiene una oficina en Taipéi, Taipéi no tiene oficina en Luxemburgo; representación a través de Bélgica y la Unión Europea)[85]
  -  Países Bajos
  -  Polonia
  -  Portugal
  -  República Checa
  -  Suecia
- Reino Unido
- Rusia
- Suiza

América del norte (3 estados)
- Estados Unidos
- Canadá
- México

Oceanía (4 estados y 1 territorio)
- Australia
- Fiyi
- Guam (territorio de Estados Unidos)
- Nueva Zelanda
- Papúa Nueva Guinea

América del sur (6 estados)
- Argentina
- Brasil
- Chile
- Colombia
- Ecuador
- Perú

### Sin representación
Los siguientes Estados reconocen a Pekín y no tienen representación en Taiwán (incluida cualquier representación no política, no diplomática y no intergubernamental):
África (50 estados)
- Angola
- Argelia
- Benín
- Botsuana
- Burkina Faso
- Burundi
- Cabo Verde
- Camerún
- Chad
- Comoras
- Egipto
- Eritrea
- Etiopía
- Gabón
- Gambia
- Ghana
- Guinea
- Guinea-Bisáu
- Guinea Ecuatorial
- Kenia
- Lesoto
- Liberia
- Libia
- Madagascar
- Malaui
- Mali
- Marruecos
- Mauricio
- Mauritania
- Mozambique
- Namibia
- Níger
- República Centroafricana
- República del Congo
- República Democrática del Congo
- Ruanda
- Santo Tomé y Príncipe
- Senegal
- Seychelles
- Sierra Leona
- Somalia
- Sudán
- Sudán del Sur
- Tanzania
- Togo
- Túnez
- Uganda
- Yibuti
- Zambia
- Zimbabue

Asia (24 estados)
- Afganistán
- Armenia
- Azerbaiyán
- Bangladés
- Camboya
- Catar
- Corea del Norte
- Georgia
- Irak
- Irán
- Kazajistán
- Kirguistán
- Laos
- Líbano
- Maldivas
- Nepal
- Pakistán
- Palestina
- Siria
- Sri Lanka
- Tayikistán
- Timor del Este
- Turkmenistán
- Uzbekistán
- Yemen

Europa (22 estados)
- Albania
- Andorra
- Bielorrusia
- Bosnia y Herzegovina
- Bulgaria
- Chipre
- Croacia
- Eslovenia
- Estonia
- Islandia
- Liechtenstein
- Macedonia del norte
- Malta
- Moldavia
- Mónaco
- Montenegro
- Noruega
- Rumania
- San Marino
- Serbia
- Ucrania

América del norte (13 estados)
- Antigua y Barbuda
- Bahamas
- Barbados
- Costa Rica
- Cuba
- Dominica
- El Salvador
- Granada
- Honduras
- Jamaica
- Nicaragua
- Panamá
- República Dominicana
- Trinidad y Tobago

Oceanía (9 estados)
- Estados Federados de Micronesia
- Islas Cook (estado en libre asociación con Nueva Zelanda)
- Kiribati
- Nauru
- Niue (estado asociado con Nueva Zelanda)
- Samoa
- Islas Salomón
- Tonga
- Vanuatu

América del sur (5 estados)
- Bolivia
- Guyana
- Surinam
- Uruguay
- Venezuela

### Ausencia de relaciones internacionales con la República de China y la República Popular China
Algunos países o entidades soberanas no mantienen relaciones diplomáticas plenas ni con la República Popular China ni con la RDC. Se trata de ocho Estados con reconocimiento limitado, un Estado miembro de las Naciones Unidas y una entidad soberana no territorial (la Soberana Orden Militar de Malta).
De los ocho Estados con reconocimiento limitado que no mantienen relaciones diplomáticas plenas con Taiwán, uno de ellos, Somalilandia, mantiene estrechas relaciones no oficiales con Taiwán, mientras que otro, Kosovo, ha sido reconocido unilateralmente por Taiwán, pero no reconoce a Taiwán a cambio. Los otros seis Estados con reconocimiento limitado son ignorados diplomáticamente por Taiwán.
La Soberana Orden Militar de Malta es una entidad soberana no territorial; no reclama ni controla ningún territorio, no se considera un Estado y, sin embargo, se considera soberana. La Orden de Malta mantiene relaciones diplomáticas plenas con 110 Estados soberanos (incluida la Santa Sede), relaciones oficiales con otros 5 Estados soberanos y relaciones a nivel de embajador con la Unión Europea y el Estado de Palestina. La Orden de Malta no mantiene relaciones diplomáticas plenas ni con Taiwán ni con la República Popular China. Aunque la Orden de Malta no mantiene relaciones diplomáticas plenas con Taiwán, se ha implicado en el apoyo a la participación de Taiwán en la Asamblea Mundial de la Salud, afiliada a la ONU, durante la pandemia de COVID-19.
Bután es el único Estado miembro de las Naciones Unidas que no mantiene relaciones diplomáticas plenas ni con la RDC ni con la República Popular China. La RDC ha reconocido unilateralmente a Bután como país.
| Estado o entidad soberana            | Reconocido por la RDC | Relaciones no oficiales | Notas |
| ------------------------------------ | --------------------- | ----------------------- | --- |
| Abjasia                              | No                    | No                      | Reconocido actualmente por 5 Estados miembros de la ONU y dos Estados no miembros. Reclamado por Georgia.                 |
| Bután                                | Sí                    | No                      | Estado miembro de las Naciones Unidas. La RDC reconoce a Bután como Estado soberano.                                      |
| Kosovo                               | Sí                    | No                      | Reconocido actualmente por 104 Estados miembros de la ONU y tres Estados no miembros. Reclamado por Serbia.               |
| Chipre del Norte                     | No                    | No                      | Reconocido sólo por Turquía. Reclamada por Chipre.                                                                        |
| República Árabe Saharaui Democrática | No                    | No                      | Actualmente reconocida por 46 Estados miembros de la ONU y un Estado no miembro. También conocido como Sáhara Occidental. |
| Somalilandia                         | Sí                    | Sí                      | Taiwán y Somalilandia establecieron mutuamente oficinas de representación el 1 de julio de 2020.                          |
| Osetia del Sur                       | No                    | No                      | Actualmente reconocida por 5 Estados miembros de la ONU y cuatro Estados no miembros. Reclamado por Georgia.              |
| Orden de Malta                       | Sí                    | No                      | Entidad soberana no territorial. No se pronuncia sobre la soberanía de Taiwán. Relaciones neutrales con Taiwán.           |
| Transnistria                         | No                    | No                      | Reclamado por Moldavia.                                                                                                   |

### Cambio de relaciones con la República de China a la República Popular China

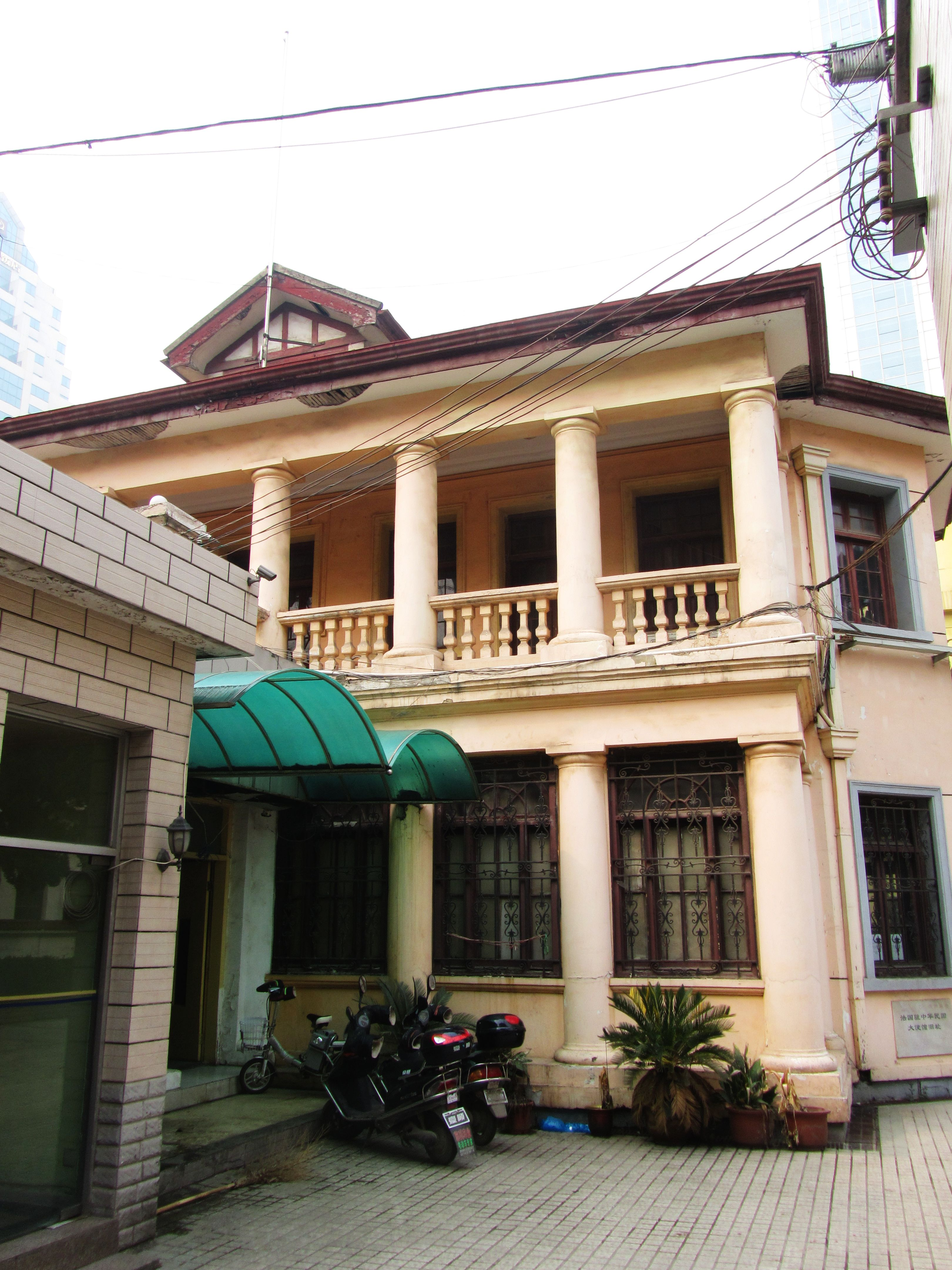
Antigua Embajada de Francia ante la RDC en Nankín

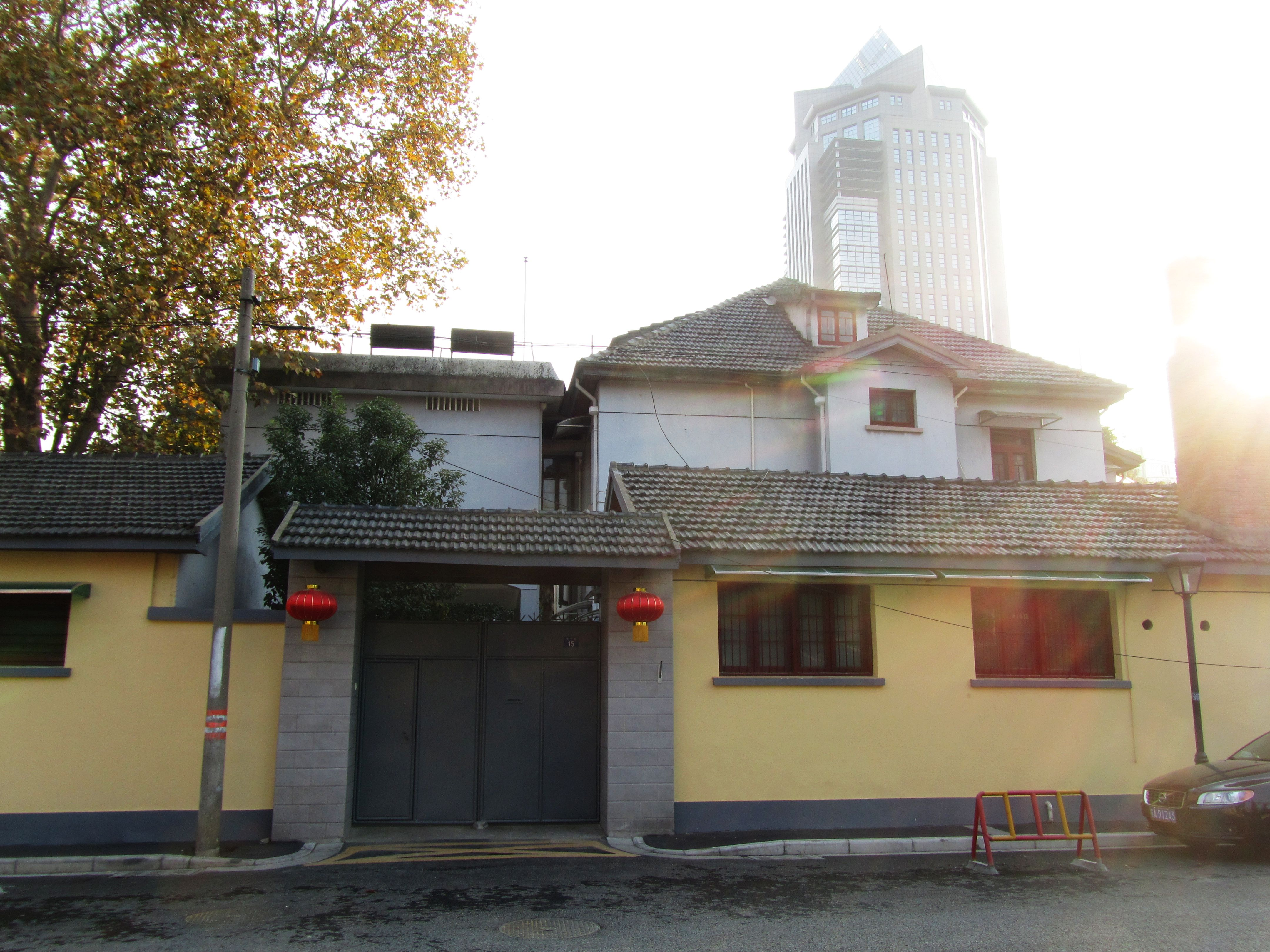
Antigua Embajada de México ante la RDC en Nankín

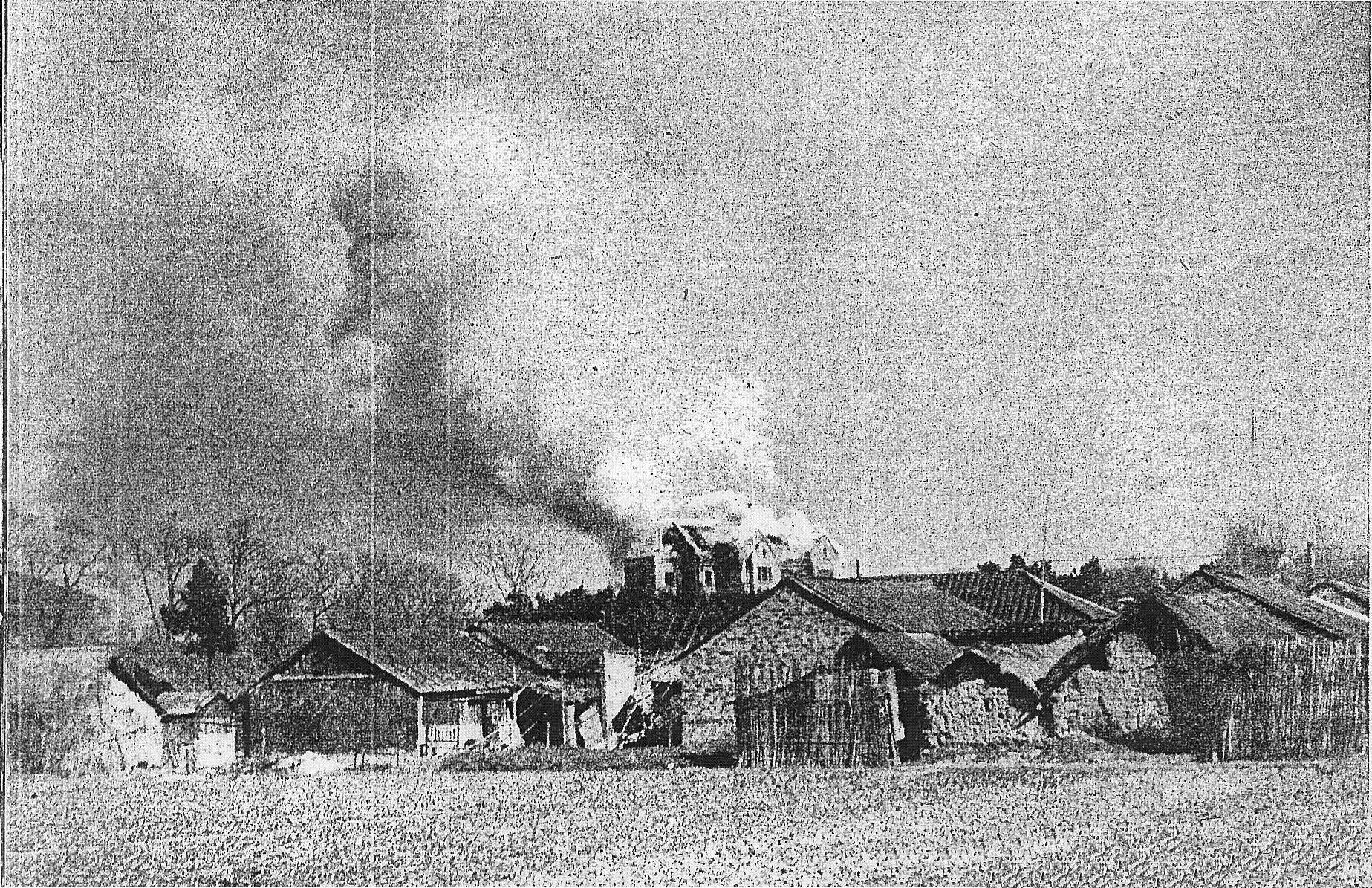
Antigua Embajada de la Unión Soviética ante la RDC en Nankín

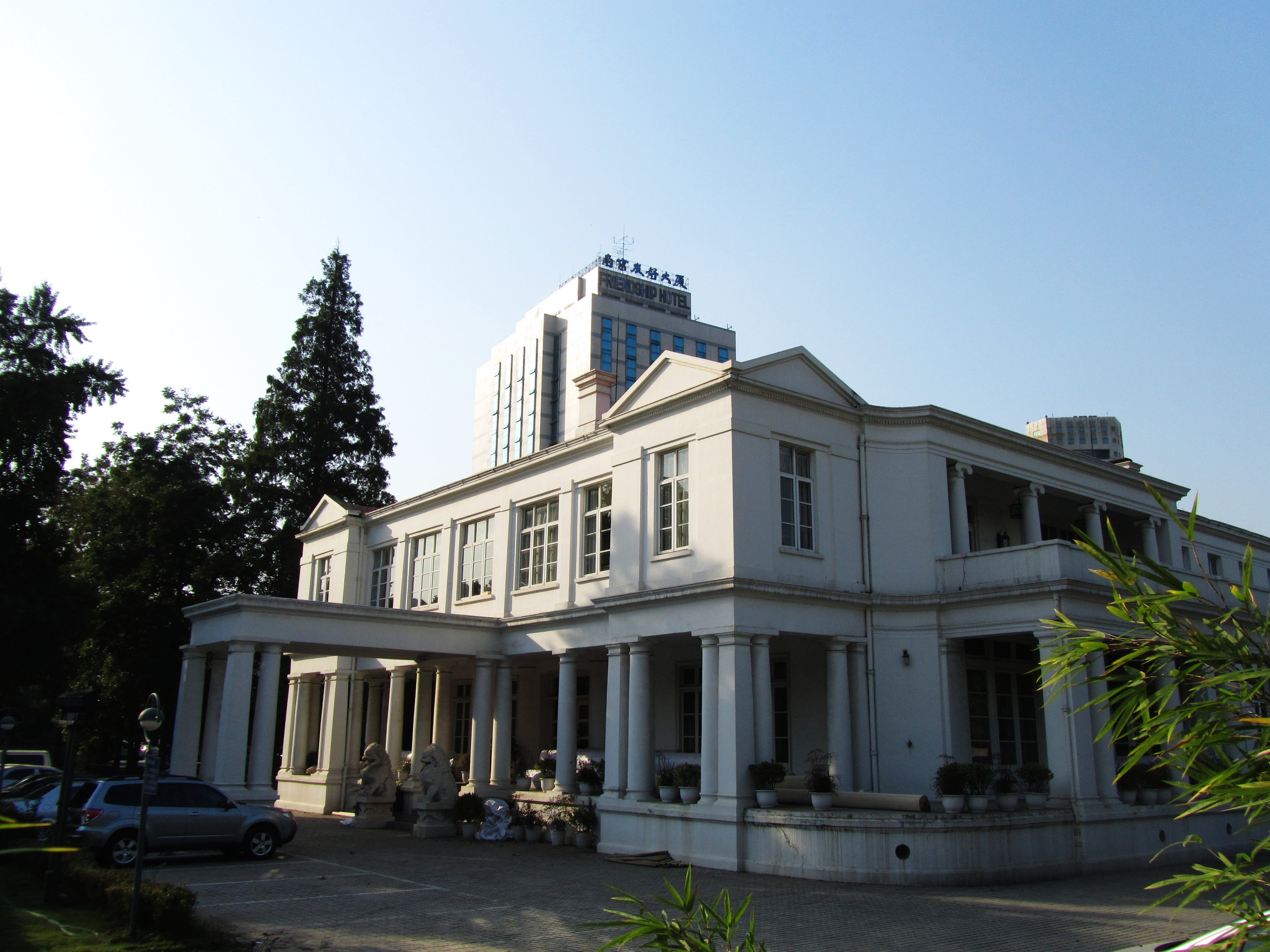
Antigua Embajada del Reino Unido ante la RDC en Nankín

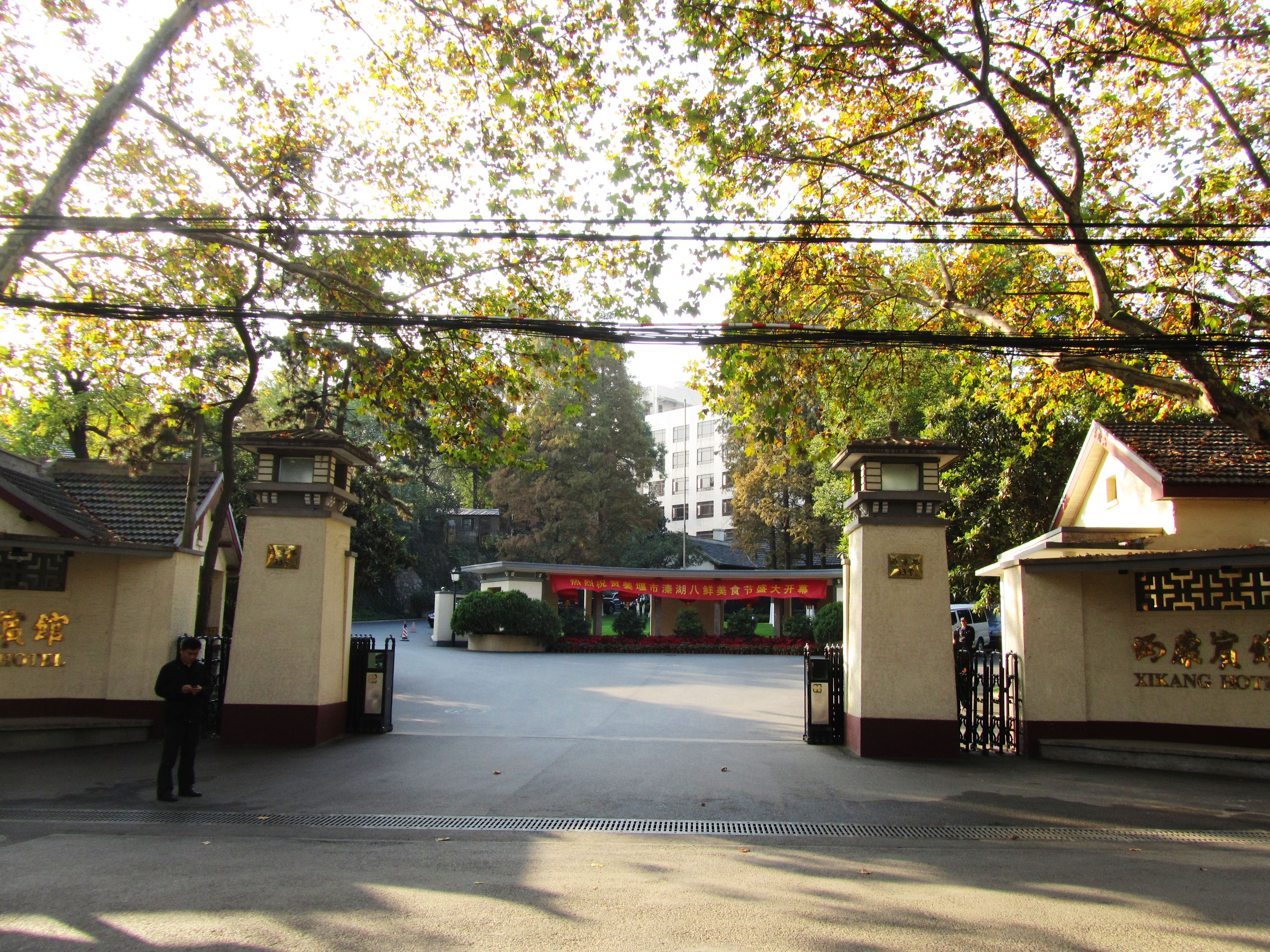
Antigua Embajada de Estados Unidos ante la RDC en Nankín

Académicos taiwaneses afirmaron que si un Estado cambiara sus relaciones diplomáticas con la República Popular China, se crearía un efecto dominó que animaría a otros Estados a hacer lo mismo. La Santa Sede (Vaticano), el único Estado europeo que mantiene relaciones diplomáticas con Taiwán, hizo esfuerzos en 2007 para crear lazos formales con la República Popular China. Obispos de alto rango de la Iglesia Católica han insinuado que tal movimiento diplomático era posible, siempre que la República Popular China concediera más libertad religiosa e interfiriera menos en la jerarquía de la Iglesia Católica en China.
|                              | Periodo de relación diplomática | Periodo de relación diplomática |
| Estado                       | Desde                           | Hasta                           |
| ---------------------------- | ------------------------------- | ------------------------------- |
| Afganistán                   | 1944                            | 1950                            |
| Alemania (República Federal) | 1955                            | 1972                            |
| Arabia Saudita               | 1946                            | 1990                            |
| Argentina                    | 1945                            | 1972                            |
| Australia                    | 1941                            | 1972                            |
| Austria                      | 1928                            | 1971                            |
| Barbados                     | 1967                            | 1977                            |
| Bahamas                      | 1989                            | 1997                            |
| Bélgica                      | 1928                            | 1971                            |
| Benín                        | 1960                            | 1965                            |
| Benín                        | 1966                            | 1973                            |
| Birmania                     | 1948                            | 1950                            |
| Bolivia                      | 1919                            | 1985                            |
| Botsuana                     | 1966                            | 1974                            |
| Brasil                       | 1928                            | 1974                            |
| Bulgaria                     | 1947                            | 1949                            |
| Burkina Faso                 | 1961                            | 1973                            |
| Burkina Faso                 | 1994                            | 2018                            |
| Camboya                      | 1953                            | 1958                            |
| Camboya                      | 1970                            | 1975                            |
| Camerún                      | 1960                            | 1971                            |
| Canadá                       | 1941                            | 1970                            |
| Ceilán                       | 1948                            | 1950                            |
| Chad                         | 1962                            | 1972                            |
| Chad                         | 1997                            | 2006                            |
| Checoslovaquia               | 1930                            | 1949                            |
| Chile                        | 1915                            | 1971                            |
| Chipre                       | 1960                            | 1972                            |
| Colombia                     | 1941                            | 1980                            |
| Corea del Sur                | 1949                            | 1992                            |
| Costa de Marfil              | 1963                            | 1983                            |
| Costa Rica                   | 1941                            | 2007                            |
| Cuba                         | 1913                            | 1960                            |
| Dinamarca                    | 1928                            | 1950                            |
| Dominica                     | 1983                            | 2004                            |
| Ecuador                      | 1946                            | 1971                            |
| Egipto                       | 1942                            | 1956                            |
| El Salvador                  | 1941                            | 2018                            |
| España                       | 1929                            | 1949                            |
| Estados Unidos               | 1928                            | 1979                            |
| Estonia                      | 1937                            | 1940                            |
| Filipinas                    | 1947                            | 1975                            |
| Finlandia                    | 1919                            | 1944                            |
| Francia                      | 1928                            | 1964                            |
| Gabón                        | 1960                            | 1974                            |
| Gambia                       | 1968                            | 1974                            |
| Gambia                       | 1995                            | 2013                            |
| Grecia                       | 1929                            | 1972                            |
| Granada                      | 1989                            | 2005                            |
| Guinea-Bisáu                 | 1990                            | 1998                            |
| Honduras                     | 1941                            | 2023                            |
| Irán                         | 1947                            | 1949                            |
| Irak                         | 1920                            | 1971                            |
| Islas Salomón                | 1983                            | 2019                            |
| Italia                       | 1942                            | 1958                            |
| Jamaica                      | 1962                            | 1972                            |
| Japón                        | 1930                            | 1937                            |
| Japón                        | 1952                            | 1972                            |
| Jordania                     | 1957                            | 1977                            |
| Kiribati                     | 2003                            | 2019                            |
| Kuwait                       | 1963                            | 1971                            |
| Laos                         | 1958                            | 1962                            |
| Letonia                      | 1936                            | 1940                            |
| Letonia                      | 1992                            | 1994                            |
| Lesoto                       | 1966                            | 1983                            |
| Lesoto                       | 1990                            | 1994                            |
| Líbano                       | 1954                            | 1971                            |
| Liberia                      | 1957                            | 1977                            |
| Liberia                      | 1989                            | 1993                            |
| Liberia                      | 1997                            | 2003                            |
| Libia                        | 1959                            | 1978                            |
| Lituania                     | 1921                            | 1940                            |
| Luxemburgo                   | 1949                            | 1972                            |
| Macedonia del Norte          | 1999                            | 2001                            |
| Madagascar                   | 1960                            | 1972                            |
| Malaui                       | 1966                            | 2008                            |
| Malasia                      | 1964                            | 1974                            |
| Maldivas                     | 1966                            | 1972                            |
| Malta                        | 1967                            | 1972                            |
| Mauritania                   | 1960                            | 1965                            |
| México                       | 1928                            | 1971                            |
| Nauru                        | 1980                            | 2002                            |
| Nauru                        | 2005                            | 2024                            |
| Nicaragua                    | 1930                            | 1985                            |
| Nicaragua                    | 1990                            | 2021                            |
| Níger                        | 1963                            | 1974                            |
| Níger                        | 1992                            | 1996                            |
| Noruega                      | 1928                            | 1950                            |
| Nueva Zelanda                | 1912                            | 1972                            |
| Países Bajos                 | 1928                            | 1950                            |
| Pakistán                     | 1947                            | 1950                            |
| Panamá                       | 1912                            | 2017                            |
| Papúa Nueva Guinea           | 5 de agosto de 1999             | 21 de agosto de 1999            |
| Perú                         | 1913                            | 1971                            |
| Polonia                      | 1929                            | 1949                            |
| Portugal                     | 1928                            | 1975                            |
| Reino Unido                  | 1928                            | 1950                            |
| República Centroafricana     | 1962                            | 1964                            |
| República Centroafricana     | 1968                            | 1976                            |
| República Centroafricana     | 1991                            | 1998                            |
| República del Congo          | 1960                            | 1964                            |
| República Dominicana         | 1941                            | 2018                            |
| Ruanda                       | 1962                            | 1972                            |
| Rumania                      | 1939                            | 1949                            |
| Samoa                        | 1972                            | 1975                            |
| Santo Tomé y Príncipe        | 1997                            | 2016                            |
| Senegal                      | 1960                            | 1964                            |
| Senegal                      | 1969                            | 1972                            |
| Senegal                      | 1996                            | 2005                            |
| Sierra Leona                 | 1963                            | 1971                            |
| Sudáfrica                    | 1912                            | 1998                            |
| Suecia                       | 1928                            | 1950                            |
| Suiza                        | 1913                            | 1950                            |
| Tailandia                    | 1946                            | 1975                            |
| Togo                         | 1960                            | 1972                            |
| Tonga                        | 1972                            | 1998                            |
| Turquía                      | 1934                            | 1971                            |
| Unión Soviética              | 1929                            | 1949                            |
| Uruguay                      | 1957                            | 1988                            |
| Vanuatu                      | 3 de noviembre de 2004          | 10 de noviembre de 2004         |
| Vietnam del Sur              | 1955                            | 1975                            |
| Venezuela                    | 1941                            | 1974                            |
| Yugoslavia                   | 1945                            | 1955                            |
| Zaire                        | 1960                            | 1973                            |

### Estados que nunca han tenido relaciones diplomáticas con la República de China pero sí con la República Popular China
| País                            | Año de reconocimiento de la RPC  |
| ------------------------------- | -------------------------------- |
| Albania                         | 1949                             |
| Alemania Oriental               | 1949                             |
| Andorra                         | 1994                             |
| Angola                          | 1982                             |
| Antigua y Barbuda               | 1983                             |
| Armenia                         | 1992                             |
| Argelia                         | 1962                             |
| Azerbaiyán                      | 1992                             |
| Baréin                          | 1989                             |
| Bangladés                       | 1975                             |
| Bielorrusia                     | 1992                             |
| Bosnia y Herzegovina            | 1995                             |
| Brunéi                          | 1991                             |
| Burundi                         | 1963                             |
| Cabo Verde                      | 1976                             |
| Catar                           | 1988                             |
| Comoras                         | 1975                             |
| Corea del Norte                 | 1949                             |
| Croacia                         | 1992                             |
| Emiratos Árabes Unidos          | 1984                             |
| Eritrea                         | 1993                             |
| Eslovenia                       | 1992                             |
| Estados Federados de Micronesia | 1989                             |
| Etiopía                         | 1970                             |
| Fiyi                            | 1975                             |
| Georgia                         | 1992                             |
| Ghana                           | 1957                             |
| Guinea Ecuatorial               | 1970                             |
| Guyana                          | 1972                             |
| Hungría                         | 1949                             |
| Indonesia                       | 1950                             |
| Irlanda                         | 1979                             |
| Islandia                        | 1971                             |
| Islas Cook                      | 1997                             |
| Israel                          | 1950                             |
| Kazajistán                      | 1992                             |
| Kenia                           | 1963                             |
| Kirguistán                      | 1992                             |
| Liechtenstein                   | 1950                             |
| Mali                            | 1960                             |
| Marruecos                       | 1958                             |
| Mauricio                        | 1972                             |
| Moldavia                        | 1992                             |
| Mónaco                          | 1995                             |
| Mongolia                        | 1949                             |
| Montenegro                      | 2006                             |
| Mozambique                      | 1975                             |
| Namibia                         | 1990                             |
| Nepal                           | 1955                             |
| Nigeria                         | 1971                             |
| Niue                            | 2007                             |
| Omán                            | 1978                             |
| Palestina                       | 1988                             |
| San Marino                      | 1971                             |
| Seychelles                      | 1976                             |
| Singapur                        | 1990                             |
| Siria                           | 1956                             |
| Somalia                         | 1960                             |
| Sudán                           | 1958                             |
| Sudán del Sur                   | 2011                             |
| Surinam                         | 1976                             |
| Tanzania                        | 1961 (Tanganica) 1963 (Zanzíbar) |
| Tayikistán                      | 1992                             |
| Timor Oriental                  | 2002                             |
| Trinidad y Tobago               | 1974                             |
| Túnez                           | 1964                             |
| Turkmenistán                    | 1992                             |
| Ucrania                         | 1992                             |
| Uganda                          | 1962                             |
| Uzbekistán                      | 1992                             |
| Vietnam                         | 1950                             |
| Yemen                           | 1956                             |
| Yemen del Sur                   | 1968                             |
| Yibuti                          | 1979                             |
| Zambia                          | 1964                             |
| Zimbabue                        | 1980                             |

### Acusaciones de soborno
Taiwán ha sido acusado en múltiples ocasiones de sobornar a políticos extranjeros para iniciar o mantener relaciones diplomáticas. El expresidente de Guatemala admitió ante un tribunal estadounidense haber recibido 2,5 millones de dólares de Taiwán a cambio de seguir reconociéndolo diplomáticamente. En relación con la «diplomacia del dólar» taiwanesa en Vanuatu, un observador afirmó: «los métodos que utiliza Taiwán, sobornando a países y políticos, son injustos, violan el derecho internacional y perturban a la comunidad mundial. La diplomacia del soborno no durará». Antes de que Nauru decidiera reconocer al gobierno de la República Popular China, Taiwán había proporcionado a los ministros del gobierno de Nauru un estipendio mensual de 5000 dólares a cambio de que el país insular del Pacífico mantuviera sus relaciones diplomáticas con Taipéi. Los políticos nauruanos, incluido el presidente Marcus Stephen, recibieron fondos secretos. Otros diputados recibieron 2500 dólares al mes en lo que se describió como financiación de proyectos que requiere una contabilidad mínima.

## Historia

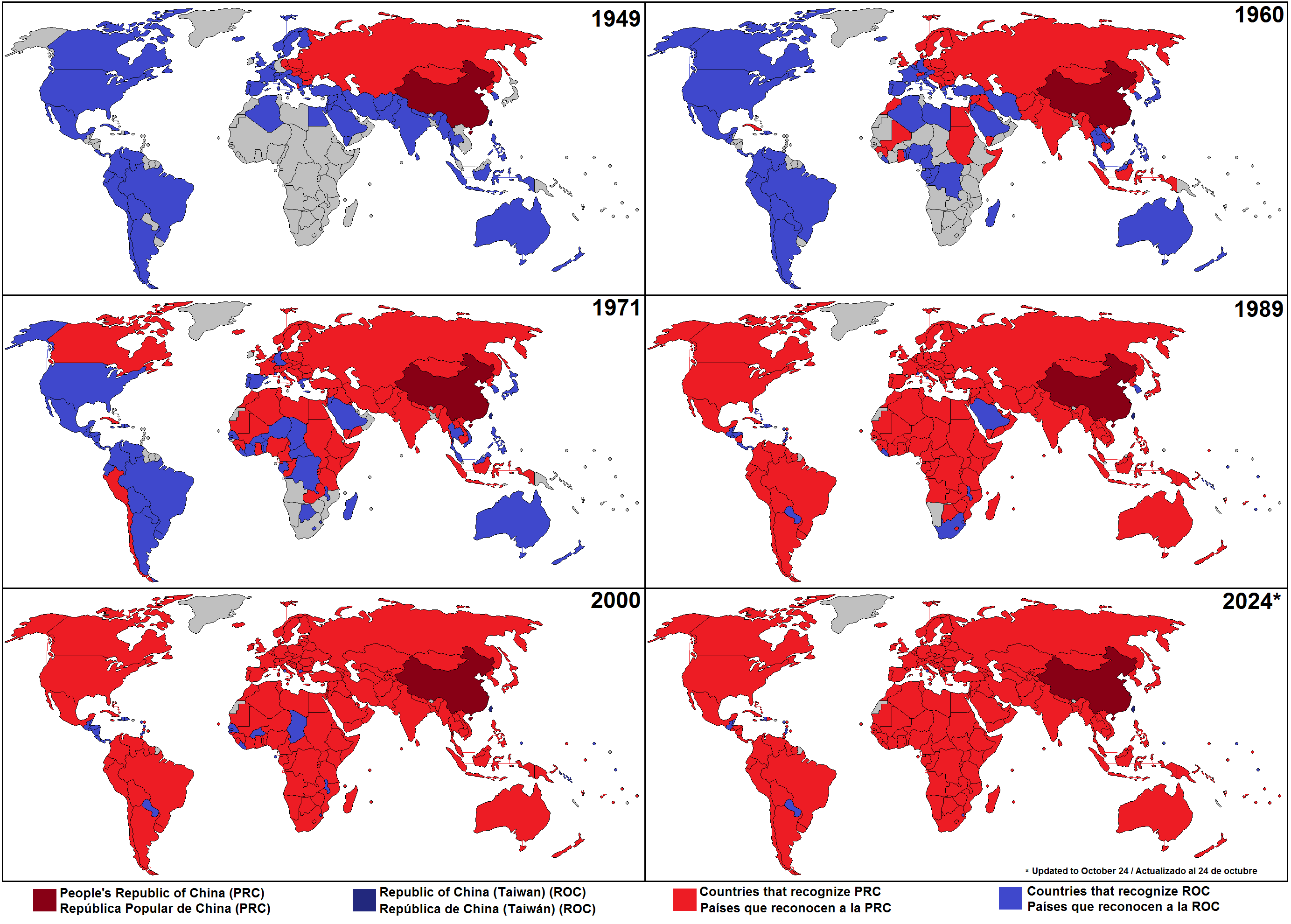
Una serie de mapas que ilustran la disputa entre la República Popular China y la RDC por el reconocimiento internacional

Taiwán fue anexionada por Japón en 1895, tras la primera guerra sino-japonesa. En la Expedición del Norte, los nacionalistas derrotaron a los señores de la guerra de la camarilla de Beiyang y establecieron un gobierno unificado para China en Nankín. Estados Unidos reconoció la República de China (RDC) el 25 de julio de 1928, siendo el primer gobierno en hacerlo. Los japoneses ocuparon partes de China durante la Segunda Guerra Mundial. Tras la derrota de Japón en 1945, Taiwán quedó bajo la administración temporal de la RDC para gestionar la rendición de la administración japonesa. La guerra civil china estalló de nuevo entre los nacionalistas y el Partido Comunista de China (PCCh). El PCCh se hizo con el control del continente en 1949 y proclamó la República Popular China (RPC), mientras que los nacionalistas huyeron a Taiwán, llevándose consigo el gobierno de la RDC. En 1952, Japón renunció a Taiwán en el Tratado de San Francisco sin especificar a quién cedía Taiwán.
En 2016, A. P. Winston, autor del artículo «Chinese Finance under the Republic» (Las finanzas chinas bajo la República), afirmó que «las principales fuentes de información sobre los temas de debate que han sido objeto de diplomacia» eran las publicaciones oficiales del Reino Unido. Winston explicó que en ese momento sólo habían aparecido unos pocos informes oficiales del gobierno chino, aparte del sector de las aduanas marítimas, y que el gobierno de la RDC era «demasiado pobre, quizá todavía demasiado reservado, para hacer una publicación regular y completa de las estadísticas».
Durante la Guerra Fría, la RDC mantuvo en general una postura anticomunista, pero a finales de los sesenta y principios de los setenta el gobierno de Chiang Kai-shek entabló negociaciones secretas con Moscú. El ministro de Asuntos Exteriores llegó incluso a sugerir que la RDC mantendría su propia «conversación de Varsovia» con los soviéticos. A lo largo de la Guerra Fría, Wang Sheng fue una fuerza impulsora de la diplomacia entre la RDC y el mundo anticomunista.
Tras retirarse allí en 1949, Chiang Kai-shek no volvió a salir de Taiwán, lo que obligaba a los dirigentes que querían reunirse con Chiang a viajar a Taiwán. El primer jefe de Estado de la era del KMT que realizó una visita de Estado al extranjero fue Yen Chia-kan en 1977, cuando visitó Arabia Saudí.
En septiembre de 2016, el Ministerio de Asuntos Exteriores planeó disolver poco menos de diez de sus embajadas para destinarlas a una «nueva política hacia el Sur».
Desde 1990, la RDC ha sido testigo de cómo una red de 16 países han cambiado su reconocimiento por el de la RPC.
En enero de 2021, el Parlamento Europeo aprobó dos resoluciones relacionadas con Taiwán. La primera contenía declaraciones de apoyo a la democracia de Taiwán. La segunda animaba a los Estados miembros a trabajar para «revisar sus políticas de compromiso con Taiwán», así como a colaborar con socios internacionales para «proteger al Taiwán democrático de las amenazas extranjeras».
| Año  | Reconocimiento de la RDC | Reconocimiento de la RPC |
| ---- | ------------------------ | ------------------------ |
| 1969 | 71                       | 48                       |
| 1971 | 68                       | 53                       |
| 1973 | 31                       | 89                       |
| 1978 | 21                       | 112                      |
| 1986 | 23                       | 134                      |
| 1990 | 28                       | 139                      |
| 2012 | 23                       | 172                      |
| 2013 | 22                       | 172                      |
| 2016 | 21                       | 174                      |
| 2017 | 20                       | 175                      |
| 2018 | 17                       | 178                      |
| 2019 | 15                       | 180                      |
| 2021 | 14                       | 181                      |
| 2023 | 13                       | 182                      |
| 2024 | 12                       | 183                      |

## Relaciones bilaterales

### Relaciones a través del estrecho de Taiwán

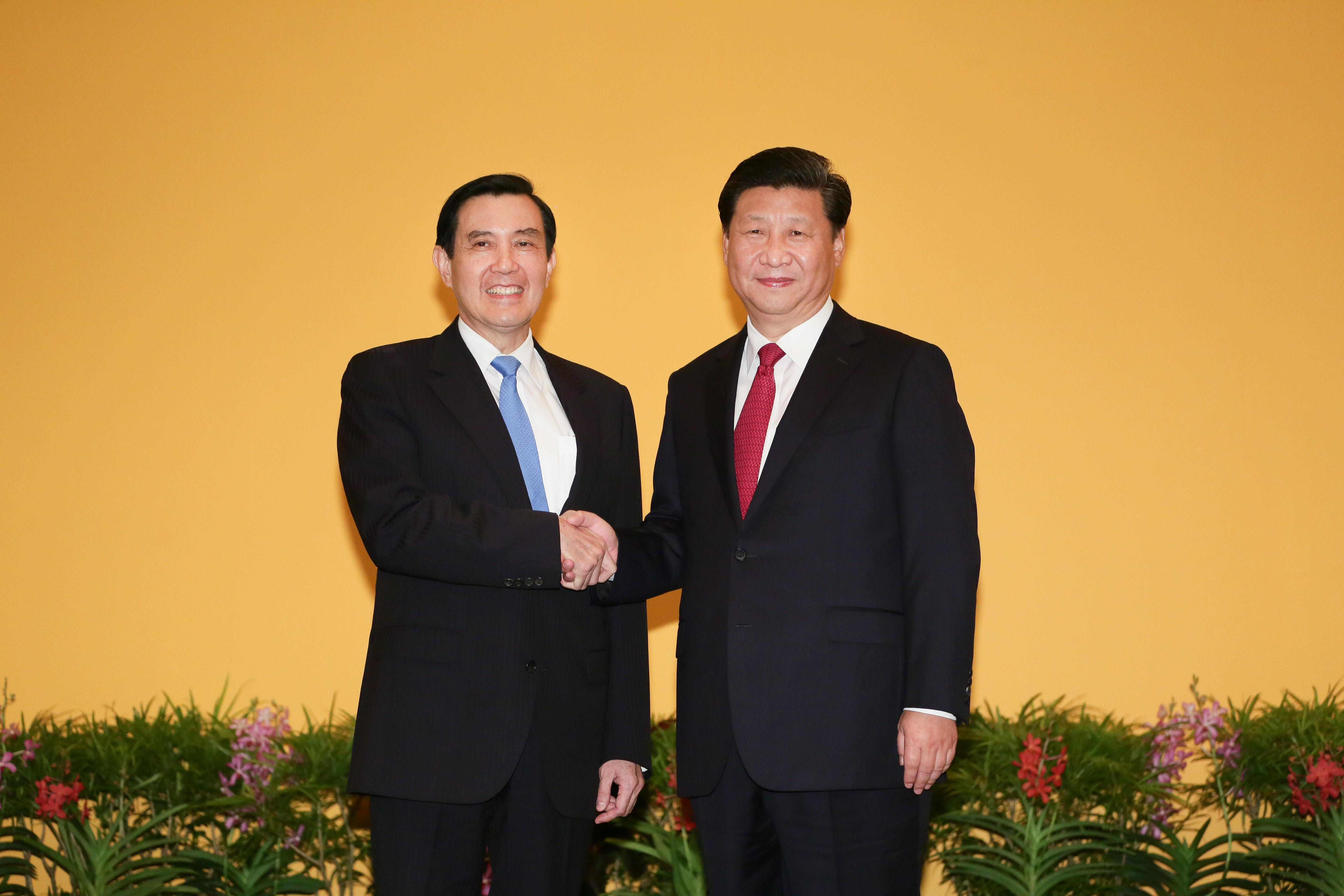
Reunión Ma-Xi en 2015

El Doble Décimo Acuerdo firmado el 10 de octubre de 1945 es el único documento legal entre ambas partes. La siguiente Conferencia Consultiva Política, se vio envuelta por la historia de la Guerra Fría y la política exterior estadounidense de contención en Asia Oriental tras la guerra de Corea. Antes de que estallara la guerra de Corea, Estados Unidos estaba preparando un golpe de Estado para mediados de 1950 con el fin de sustituir a Chiang Kai-shek por Hu Shih y Sun Li-jen y neutralizar el estatus legal de la RDC bajo la tutela de la ONU para bloquear cualquier reclamación legal de la RPC sobre Taiwán, tal y como propuso el funcionario del Departamento de Estado de Estados Unidos Dean Rusk. La Resolución de Formosa de 1955 fue aprobada por unanimidad en el Congreso de Estados Unidos. Resolver la relación a través del Estrecho exigía a ambas partes replantearse las definiciones de conceptos básicos como soberanía, «Una sola China» y unificación.
Las dos políticas de adhesión dieron lugar a la Campaña para suprimir contrarrevolucionarios de la RPC, al levantamiento de su ley marcial en territorio de la RPC y, más recientemente, a la promulgación de la Ley antisecesión de la RPC hacia la RDC. Las dos partes carecen de medidas de confianza militar a través del estrecho «para mejorar las relaciones entre militares de modo que se reduzcan los temores de ataque y las posibilidades de error de cálculo militar». Las tensiones nucleares han aumentado desde que la RPC promulgó la Ley Antisecesión.
Ni Taipéi ni Pekín consideran sus relaciones como relaciones exteriores. Sin embargo, la postura del gobierno de que tanto Taiwán como China continental son partes del mismo Estado no es aceptada universalmente entre la población de Taiwán. En particular, la coalición independentista Pan-verde considera que Taiwán y China son países diferentes. Por el contrario, la Coalición Pan-azul, favorable a la unificación, considera que tanto Taiwán como China continental son partes de la RDC. El expresidente Lee Tung-hui describió estas relaciones como «relaciones especiales de Estado a Estado». Las administraciones Chen describieron Taiwán y China diciendo «...con Taiwán y China a cada lado del estrecho de Taiwán, cada lado es un país». El expresidente Ma Ying-jeou volvió a la postura gubernamental de principios de los años noventa, calificando las relaciones con Pekín de relaciones especiales entre dos zonas de un mismo Estado. Ese Estado, según Taiwán, es la RDC y, por razones constitucionales, ni Taipéi ni Pekín se reconocen mutuamente como gobierno legítimo.
El término preferido por los gobiernos taiwanés y chino es «relaciones a través del estrecho», en referencia al separador geográfico, el estrecho de Taiwán. La posición constitucional de Taipéi es que el territorio de la RDC está dividido en la «área continental» y la «área libre» (también conocida como «área de Taiwán»). Administrativamente, las relaciones a ambos lados del estrecho no las dirige el Ministerio de Asuntos Exteriores de Taiwán, sino el Consejo de Asuntos del Continente, un instrumento del Yuan Ejecutivo. Las relaciones con Hong Kong y Macao también las dirige el Consejo de Asuntos Continentales, aunque no toda la normativa aplicable a China continental se aplica automáticamente a esos territorios.
Los gobiernos taiwanés y chino no interactúan directamente. Las conversaciones las llevan a cabo la Asociación para las Relaciones a través del Estrecho de Taiwán de China y la Fundación de Intercambio del Estrecho de Taiwán, organismos privados controlados por los poderes ejecutivos de sus respectivos gobiernos, que responden directamente ante ellos.
Hasta finales de la década de 1990, Hong Kong y Macao eran colonias británica y portuguesa, respectivamente. Eran puntos neutrales de desvío para las personas y mercancías que cruzaban el estrecho. Tanto Hong Kong como Singapur sirvieron entonces de sedes para las conversaciones entre ambas partes. Uno de los resultados de estas conversaciones fue el Consenso de 1992, fruto de una reunión celebrada en Hong Kong en 1992. En virtud de este consenso, las dos partes acuerdan que tanto Taiwán como China continental están bajo la misma soberanía única de China, pero las dos partes acuerdan discrepar sobre qué parte es la legítima representante de esa soberanía. Dejando a un lado este desacuerdo, las dos partes acuerdan cooperar en asuntos prácticos, como el reconocimiento de las certificaciones autenticadas por la otra parte.
Las relaciones entre Taipéi y Pekín se calentaron durante el gobierno de Ma con la promoción de los vínculos a través del estrecho y el aumento de los intercambios económicos y sociales entre ambas partes, pero las elecciones locales de 2014 volvieron a enfriarlas. El 11 de febrero de 2014 se celebró en Nankín una reunión de alto nivel que marcó la primera vez que China reconocía a los altos cargos del gobierno de Taiwán en asuntos a través del estrecho de Taiwán. Las tensiones descongeladas no fueron bien recibidas por la Coalición Pan-Verde por el movimiento independentista de Taiwán tras las elecciones presidenciales de 2000 y al fundamento ex injuria jus non-oriturde la Ley Antisecesión. El 7 de noviembre de 2015 se celebró una reunión entre los presidentes Xi y Ma para afirmar el Consenso de 1992 antes de las elecciones generales de 2016 de la RDC y en medio de las pruebas de la Armada estadounidense sobre las reivindicaciones marítimas de la zona. Tras las elecciones, Pekín cortó el contacto con el principal órgano de enlace con Taiwán debido a la negativa de la presidenta Tsai Ing-wen a respaldar el concepto de una única nación china.

### Mundo árabe

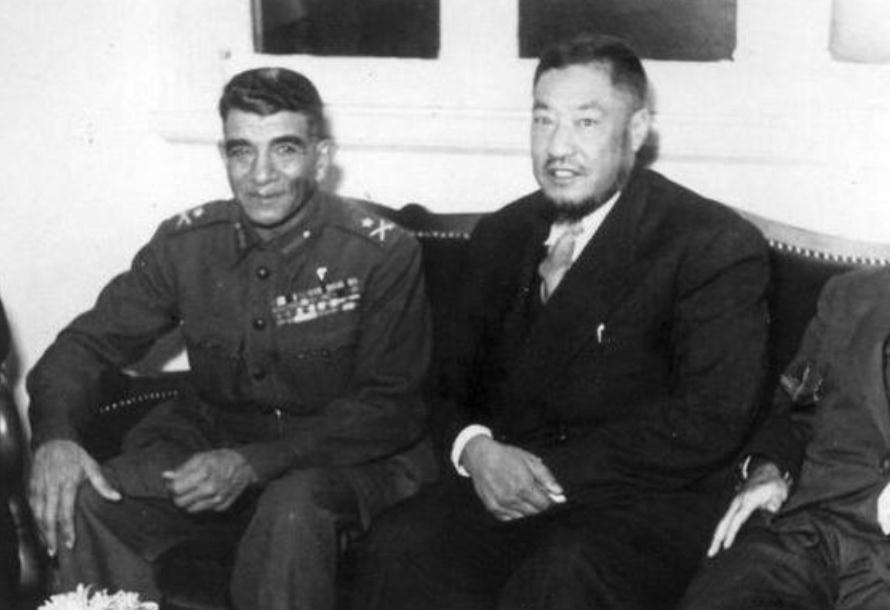
El presidente egipcio Muhammad Naguib con el General del Ejército Nacional Revolucionario Musulmán Chino Kuomintang Ma Bufang

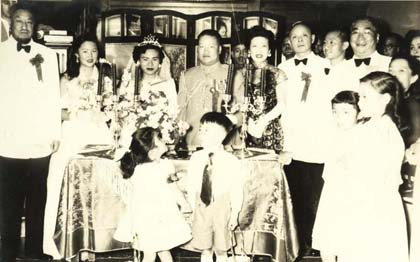
El general del Ejército Nacional Revolucionario Musulmán Chino Ma Bufang con el embajador del Kuomintang en Arabia Saudí en 1955.

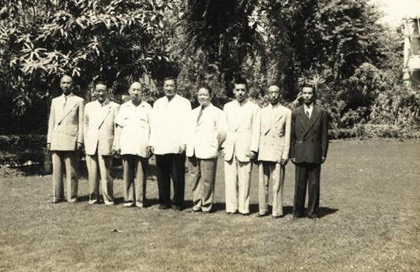
Ma Bufang y su familia en Egipto en 1954

Egipto mantuvo lazos hasta 1956, cuando Gamal Abdel Nasser cortó las relaciones y reconoció a la República Popular China. Ma Bufang, que entonces vivía en Egipto, recibió la orden de trasladarse a Arabia Saudí, y se convirtió en embajador de la República de China en ese país. Arabia Saudí puso fin a sus relaciones diplomáticas con la RDC en 1990. El embajador Wang Shi-ming, chino musulmán, fue embajador de la RDC en Kuwait. La RDC también mantuvo relaciones con Libia y Arabia Saudí.

### África

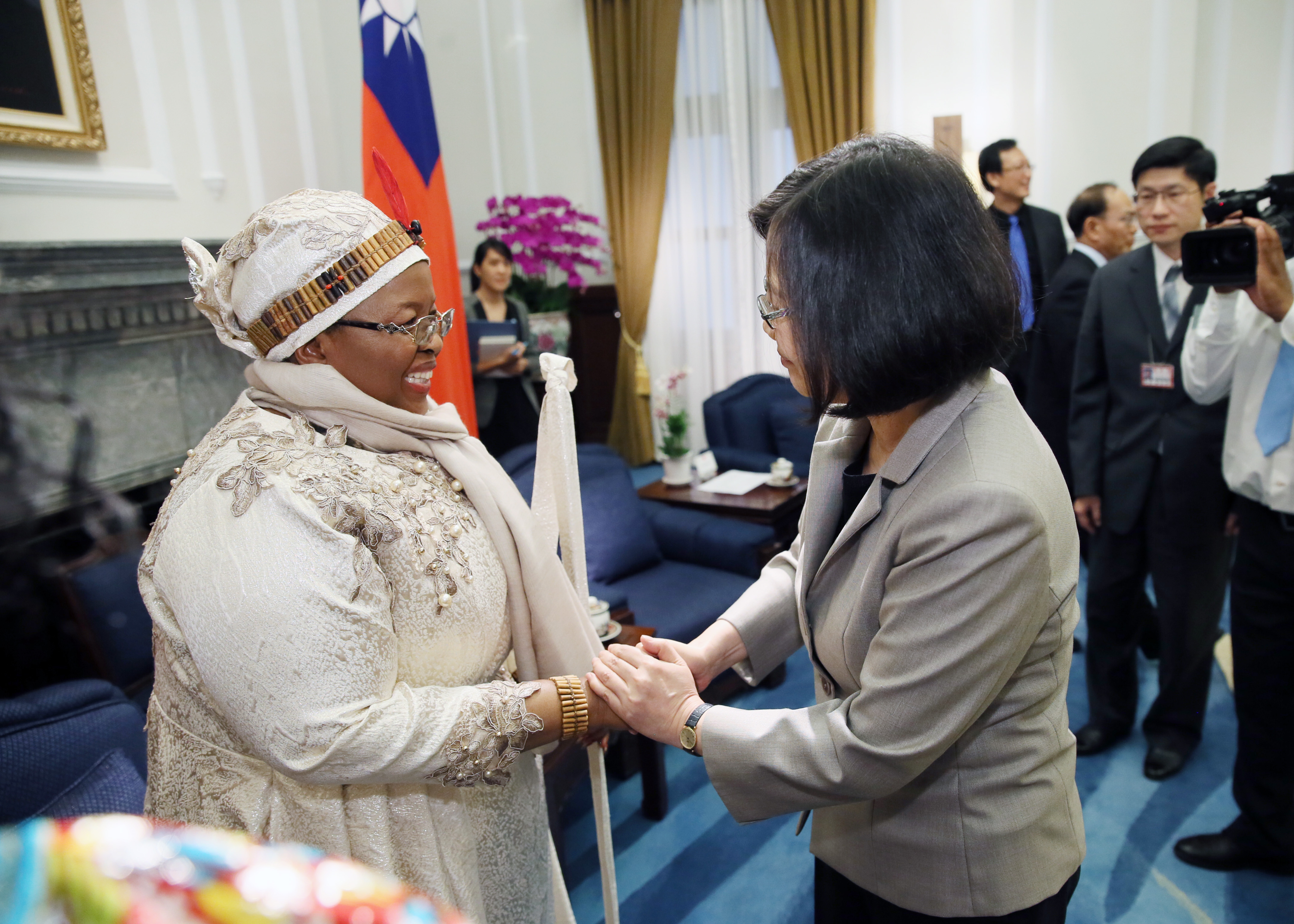
La reina madre de Suazilandia, Ntombi Tfwala, y la presidenta Tsai Ing-wen en Taiwán.

Sudáfrica cambió en 1998. Liberia reconoció a la República de China en 1989 y volvió a la República Popular China en octubre de 2003.
En diciembre de 2016, el gobierno de Santo Tomé y Príncipe cambió.
Burkina Faso reconoce a la República de China desde 1994, pero cortó sus lazos diplomáticos en mayo de 2018, estableciendo relaciones con la República Popular China. Anteriormente, Burkina Faso había rechazado 50 000 millones de dólares de China para romper lazos con Taiwán.

#### Gambia
Gambia reconoció a la República de China desde 1968 hasta 1974, y de nuevo desde 1995 hasta el 14 de noviembre de 2013, cuando la oficina del presidente Yahya Jammeh anunció que había cortado los lazos diplomáticos con efecto inmediato. Durante este periodo, Taiwán concedió cientos de millones de dólares en ayudas y préstamos a Gambia, gran parte de los cuales fueron desviados por el presidente Yahya Jammeh y sus allegados. La República Popular China reconoció a Gambia el 17 de marzo de 2016. Tras el reconocimiento de Gambia, la República Popular China comenzó inmediatamente a proporcionarle ayuda. La repetida alternancia entre el reconocimiento de la República Popular China y el de la República de China se considera un ejemplo de diplomacia de chequera.

#### Suazilandia
Después de que Burkina Faso cortara relaciones con Taiwán en 2018, Suazilandia se convirtió en el único aliado de Taiwán en África. Taiwán tiene una embajada en Mabane (Suazilandia). El 7 de junio de 2016, la Agencia Nacional de Policía y el Real Servicio de Policía de Suazilandia firmaron un pacto conjunto, transfronterizo, de lucha contra la delincuencia, que incluía intercambios, sondeos, visitas de personal, mejora de las competencias profesionales, aplicación de la ley y asistencia técnica. El rey Mswati III ha visitado Taiwán diecisiete veces hasta junio de 2018, y ha prometido seguir reconociendo a Taiwán en lugar de a la RPC. Desde junio de 2018, el embajador de Taiwán es Thomas Chen (陳經銓).

### América

#### El Salvador
El 20 de agosto de 2018, El Salvador rompió lazos con Taiwán y los estableció con la República Popular China. El Salvador ahora solo reconoce a la República Popular China. Al igual que Panamá y República Dominicana, el acto fue transmitido a todo el país por radio y televisión. Horas antes del anuncio, Taiwán (RDC) anunció que había roto lazos con El Salvador, alegando el inminente establecimiento de lazos diplomáticos y comerciales con la República Popular China (China). El presidente de El Salvador dijo que su gobierno había decidido hacer el cambio debido a la Resolución 2758 de la ONU. El gobierno taiwanés dijo que el cambio no estaba influenciado por el gobierno chino, sino que se hizo en respuesta a la negativa de Taiwán a financiar la construcción de Puerto La Unión y las elecciones presidenciales de El Salvador de 2019. En respuesta, el senador estadounidense Marco Rubio dijo que la decisión de El Salvador era terrible y amenazó con cortar la financiación para El Salvador. Rubio también dijo que el cambio podría haber estado influido por una promesa (del Partido Comunista Chino) de ayudar a financiar al actual partido político gobernante en El Salvador para que volviera a ganar las elecciones allí.

#### Estados Unidos

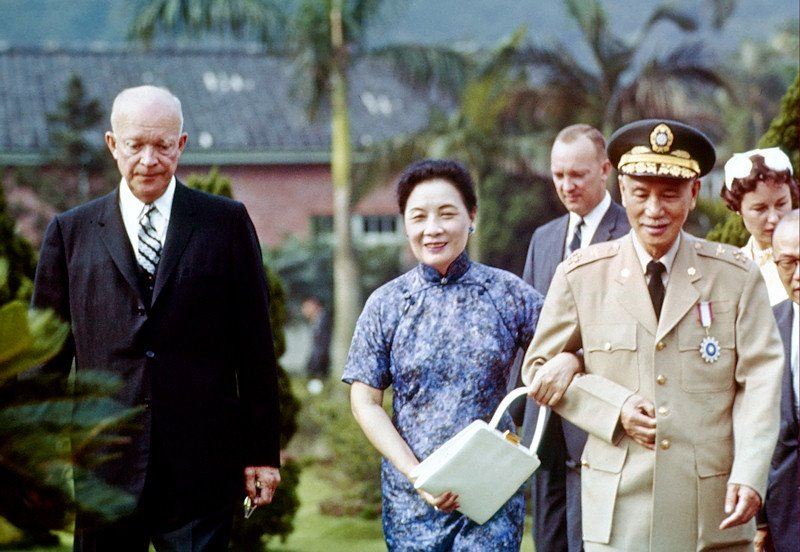
El presidente estadounidense Dwight D. Eisenhower y el presidente Chiang Kai-shek de la RDC en Taiwán. 1960.

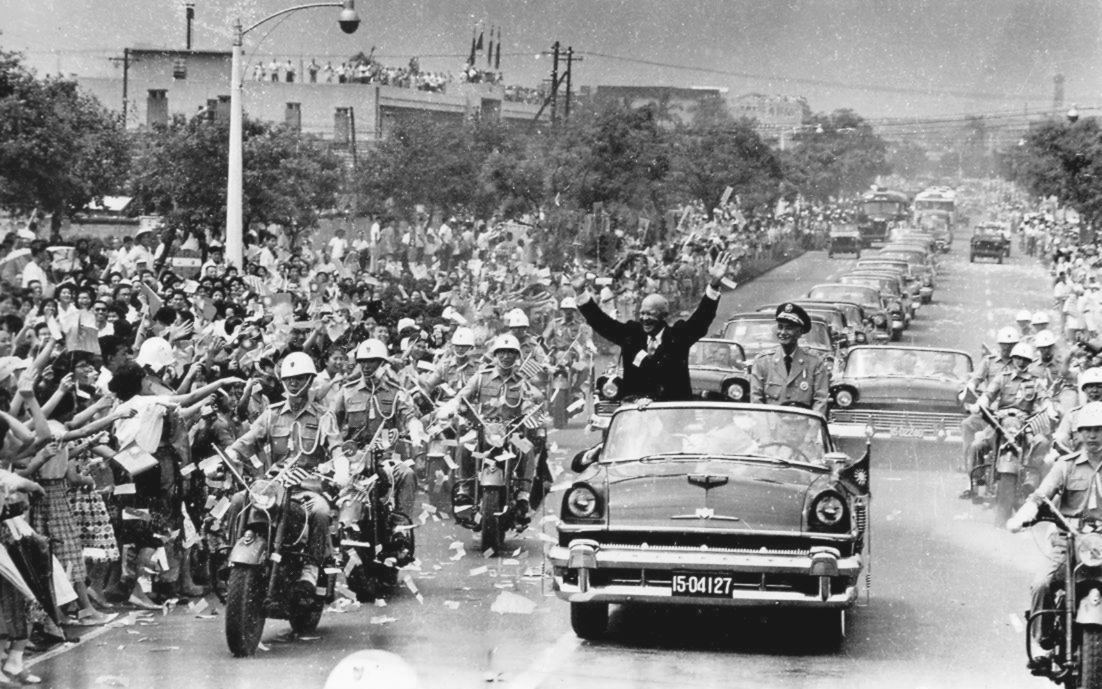
Chiang Kai-shek y Eisenhower saludan a la multitud durante su visita a Taiwán en junio de 1960.

La República Popular China y Estados Unidos firmaron un tratado formal de comercio y navegación en 1948. Por ello, los titulares de pasaportes de la República de China (RDC) pueden obtener visados E1 y E2, con renovación indefinida, siempre que su empresa siga funcionando en EE. UU. En 1979, EE. UU. reconoció a la República Popular China en lugar de a la RDC. Las relaciones comerciales (como el Acuerdo Marco de Comercio e Inversión firmado en 1994), culturales y de otro tipo se rigen actualmente, entre otras cosas, por la Ley de Relaciones de Taiwán de 1979. La Ley no reconoce la terminología «República de China». La política de Estados Unidos no apoya ni se opone a la independencia de Taiwán, sino que adopta una postura neutral de «no apoyo» a la independencia de Taiwán.
El subsecretario de Estado adjunto estadounidense Alex Wong visitó oficialmente la RDC en marzo de 2018 para protestar por la enmienda de la Constitución de la República Popular China que eliminó las restricciones al mandato presidencial. En julio de 2002, el ministro de Justicia Chen Ding-nan se convirtió en el primer funcionario del gobierno taiwanés invitado a visitar la Casa Blanca tras el cambio.
Aunque Estados Unidos reconoció la política de una sola China de la República Popular China en 1979, no aceptó la reivindicación de la República Popular China sobre Taiwán. El nombre no oficial de «Taiwán» se mencionó en los Tres Comunicados entre Estados Unidos y China. En consonancia con la política estadounidense de «una sola China», Estados Unidos no aprueba izar la bandera de la RDC en las instalaciones de un gobierno oficial en territorio estadounidense.
Los titulares de pasaportes taiwaneses están incluidos en el Programa de Exención de Visa de EE. UU. para una estancia de 90 días.
Después de 1979, el Consejo Empresarial de Estados Unidos y Taiwán siguió facilitando la actividad comercial (principalmente relacionada con la tecnología de semiconductores) y el servicio de venta de armas. La Cámara de Representantes de Estados Unidos añadió una enmienda al presupuesto de defensa estadounidense del año fiscal 2016 que incluye una cláusula que insta a la participación de la RDC en las maniobras bianuales de la Cuenca del Pacífico (RIMPAC). El Departamento de Estado de Estados Unidos mantiene una estrecha cooperación bilateral con la RDC a través del Programa Fulbright de la Oficina de Asuntos Educativos y Culturales.
Entre las recientes disputas entre EE. UU. y la RDC se encuentra la prohibición de importar carne de vacuno y porcino de EE. UU., que se resolvió después de que la RDC adoptara la nueva norma de un límite máximo de residuos de ractopamina en ambos tipos de carne.

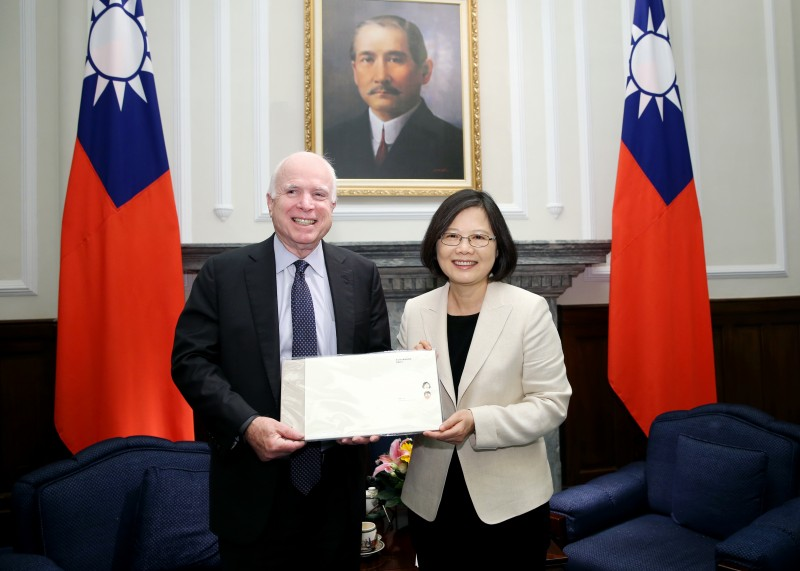
La presidenta Tsai Ing-wen se reúne con la delegación del Senado estadounidense encabezada por John McCain, junio de 2016.

En 2007, se presentó en el Congreso de Estados Unidos una medida que reforzaría drásticamente los lazos de este país con la RDC. La Cámara de Representantes de Estados Unidos aprobó una resolución en la que se pedía el levantamiento de las restricciones a las visitas de altos funcionarios o altos cargos de la RDC. La Resolución señalaba que «cada vez que visitantes de alto nivel de la RDC, incluido el Presidente, intentan venir a Estados Unidos, sus solicitudes dan lugar a un periodo de negociaciones complejas, largas y humillantes». Y añadía: «Levantar estas restricciones ayudará a sacar de su aislamiento a un amigo y aliado de Estados Unidos, lo que será beneficioso para la paz y la estabilidad en la región Asia-Pacífico».
Se presentó un proyecto de ley para respaldar la solicitud de ingreso de la RDC en la ONU. El proyecto de ley afirmaba que la RDC y sus 23 millones de habitantes «merecen ser miembros de las Naciones Unidas» y que Estados Unidos debería cumplir el compromiso de «apoyar más activamente la pertenencia de Taiwán a las organizaciones internacionales apropiadas». El proyecto de ley se presentó el 8 de noviembre de 2007. La iniciativa fue liderada por el representante de Nueva Jersey Scott Garrett.
No obstante, ambas partes mantienen relaciones diplomáticas no oficiales mediante embajadas de facto, que técnicamente son «organizaciones privadas» dotadas de personal y financiadas por los respectivos Departamentos de Estado. La red de embajadas de facto de la RDC es la Oficina Representativa Económica y Cultural de Taipéi (TECRO, por sus siglas en inglés), con oficinas en Washington D. C., otras 12 ciudades estadounidenses y muchos otros países sin vínculos oficiales. La organización análoga estadounidense es el Instituto Americano en Taiwán. Desde 2010, funcionarios de la RDC han realizado visitas cuasi oficiales a EE. UU. a nivel gubernamental y político.
El Departamento de Estado de EE. UU. aprobó en julio de 2019 la venta de 108 tanques M1A2T Abrams y 250 misiles Stinger a Taiwán. La Agencia de Cooperación de Seguridad de Defensa de Estados Unidos afirmó que la venta de armas sirve «a los intereses nacionales, económicos y de seguridad de Estados Unidos al apoyar» los «continuos esfuerzos de Taiwán para modernizar sus fuerzas armadas y mantener una capacidad defensiva creíble».
En agosto de 2019, la administración Trump anunció oficialmente la venta de armas a Taiwán, por valor de 8000 millones de dólares, que incluye los últimos 66 nuevos cazas F-16C/D construidos por Lockheed Martin. China criticó inmediatamente el acuerdo, citándolo como perjudicial para su soberanía e intereses.
El 9 de agosto de 2020, el secretario de Salud y Servicios Humanos de EE. UU., Alex Azar, llegó a Taiwán. Fue la visita oficial estadounidense de más alto nivel a Taiwán desde 1979. Como represalia, los aviones de combate chinos sobrevolaron la línea media del estrecho de Taiwán, que se encuentra en la zona de identificación de defensa aérea. La visita fue también la de más alto perfil desde la introducción de la Ley de Viajes a Taiwán.
En agosto de 2022, la presidenta de la Cámara de Representantes de EE. UU., Nancy Pelosi, visitó la isla, acto que fue condenado duramente por China.

#### Guatemala
El 18 de marzo de 2014, el expresidente de Guatemala Alfonso Portillo se declaró culpable ante el Tribunal Federal de distrito de Manhattan de la acusación de haber aceptado sobornos a cambio de reconocer a la República de China. El presidente Pérez Molina afirmó que las relaciones de Guatemala con la República de China eran y son sólidas y que la confesión de Portillo no afectaría a las relaciones diplomáticas entre ambas naciones. El Ministerio de Asuntos Exteriores de Taiwán declinó hacer comentarios.

#### Haití
Haití reconoce actualmente a la República de China por encima de la República Popular China. En 2018, Taiwán ofreció un préstamo de 150 millones de dólares para la red eléctrica de Haití en un intento de mantener los lazos diplomáticos con el país una vez que su vecino, República Dominicana, rompió lazos con Taiwán junto con Burkina Faso. En 2018, el presidente de Haití visitó Taiwán para tratar asuntos económicos y relaciones diplomáticas.

#### Honduras
En 2021, se informó de que el nuevo Gobierno de Honduras elegido en las elecciones generales de 2021, liderado por el partido Libertad y Refundación, estaba considerando reconocer a China. Este anuncio se produjo poco después de que Costa Rica, República Dominicana, El Salvador, Nicaragua y Panamá rompieran recientemente relaciones con la República de China; Taiwán perdió un total de nueve socios diplomáticos durante la presidencia de Tsai Ing-wen con el cambio de Honduras. El 15 de marzo de 2023, la presidenta Xiomara Castro declaró que ha dado instrucciones a su ministro de Asuntos Exteriores para que establezca relaciones oficiales con la RPC.
Los dirigentes taiwaneses criticaron la transición de Honduras instándoles a no «caer en la trampa de la deuda china». El ministro de Asuntos Exteriores de Honduras, Eduardo Enrique Reina, declaró que el país había pedido a Taiwán que duplicara su ayuda anual y renegociara su deuda con la isla, lo que quedó sin respuesta. El Ministerio de Asuntos Exteriores de Taiwán rebatió esta afirmación, declarando que seguían participando activamente en conversaciones bilaterales con el gobierno de Honduras. La presidenta Tsai Ing-wen respondió al anuncio programando una visita a los jefes de Gobierno y de estado de los países vecinos, Belice y Guatemala. La República de China retiró a su embajador hondureño el 23 de marzo, mientras Honduras iniciaba negociaciones con la República Popular China. Un comunicado del 25 de marzo confirmó que Honduras había completado el cambio y su embajada abrió en Pekín el 11 de junio.

#### Panamá
El 13 de junio de 2017, el gobierno de Panamá cambió, rompiendo todos los lazos con la República de China. A los panameños que estudiaban en Taiwán se les dio la opción de regresar a Panamá en un plazo de 30 días o continuar sus estudios en China. Panamá estaba motivada por promesas de inversiones multimillonarias. El cambio de reconocimiento comenzó con una carta enviada en 2015 al gobierno chino que, según Isabel Saint Malo, vicepresidenta de Panamá, se titulaba «Panamá quiere hacer lazos con China». El contenido de la carta se ha mantenido en secreto, así como las razones por las que se envió. También se ha mantenido en secreto quién entregó la carta y ayudó en el proceso de cambio, una persona descrita únicamente como «un distinguido miembro de la comunidad china residente en Panamá».
El embajador de EE. UU. en Panamá, John D. Feeley, dijo que había preguntado al presidente panameño Juan Carlos Varela sobre la conversión en 2016, pero Varela le mintió, diciendo que no había planes para hacer la conversión. Feeley también dijo que Varela no le dijo la verdad hasta una hora antes del anuncio a nivel nacional.
Otros cuestionaron por qué el gobierno panameño sigue utilizando equipos donados por Taiwán. En un principio, el gobierno panameño no dio ninguna razón, más tarde dijo que una de las razones era porque «China es el segundo mayor usuario del Canal de Panamá» y el presidente Varela dijo que era porque «no podía aceptarlo más» y «eso es lo que haría todo dirigente responsable». El gobierno panameño declaró oficialmente que Taiwán era una parte inalienable de China y que el cambio se realizaba para cumplir con la política de una sola China. El gobierno de la República de China afirmó que Panamá era su «aliado número uno» y que no participaría en la diplomacia de chequera de Pekín. El gobierno taiwanés se quejó de que Panamá ocultó maliciosamente el proceso de conversión hasta el último momento.
Más tarde, una agencia gubernamental panameña afirmó que el cambio se debía a las violaciones de la presidenta taiwanesa, Tsai Ing-wen, y a su incumplimiento del consenso de 1992 sobre China, Taiwán y la política de una sola China. El periódico panameño La Estrella cuestionó las razones que Varela dio inicialmente para la conversión, como que «China tiene la mayor población del mundo y la segunda economía y usuario del Canal de Panamá»; La Estrella calificó de contradictorias las acciones de Varela y dijo que las razones que Varela dio eran la realidad en la que Panamá ha vivido durante décadas, por lo que no podían considerarse razones válidas para la conversión. El mismo diario también dice que los planes de China en América Latina convencen fácilmente a las naciones latinoamericanas, con aparentes beneficios a corto plazo pero con dependencia de China a largo plazo y que China está invadiendo silenciosamente a otros países y a América Latina en general. También preocupa que, a largo plazo, las inversiones chinas puedan controlar la economía panameña.
En el primer año de relaciones diplomáticas se firmaron 19 tratados, incluido un Tratado de Libre Comercio. Varela afirmó que su principal objetivo era permitir a los ciudadanos chinos invertir fácilmente en Panamá. Las controversias sobre el cambio repentino incluyeron la falta del debido proceso, niveles inusualmente altos de confidencialidad y el hecho de que unas semanas antes del cambio, Taiwán había donado equipos médicos a Panamá. En 2018, el primer vuelo de Pekín a Panamá de Air China aterrizó en el Aeropuerto Internacional de Tocumen, con una escala técnica en Houston. Varela lo calificó como un hito en la aviación panameña. Debido a esta nueva ruta, el ministerio panameño de Turismo esperaba al menos 40 000 visitas turísticas chinas al año. «La historia y la realidad socioeconómica» se citaron posteriormente como razones para el cambio. Varela dijo que la medida estaba respaldada por relaciones diplomáticas que databan de 1912 y que el cambio reforzaba las relaciones existentes, a pesar de que esas relaciones eran con la República de China y no con la República Popular China. Como resultado, la Ciudad de Panamá fue añadida casi inmediatamente a la lista de destinos turísticos aprobados oficialmente por China. El gobierno del Partido Comunista Chino ha ofrecido al gobierno liderado por el Partido Panameñista un estudio de viabilidad gratuito para el proyectado cuarto juego de esclusas del Canal de Panamá con el fin de obtener una ventaja competitiva en las licitaciones para elegir a la empresa que construya el cuarto juego de esclusas, por no mencionar los planes para un parque industrial de 1200 hectáreas en la costa del Pacífico y un campus de 4 hectáreas en Amador, cerca del Biomuseo, para albergar la embajada de la República Popular China en Panamá. También se teme que Panamá se convierta en una zona de conflicto entre EEUU y la República Popular China, debido a la situación estratégica de Panamá.

#### Paraguay

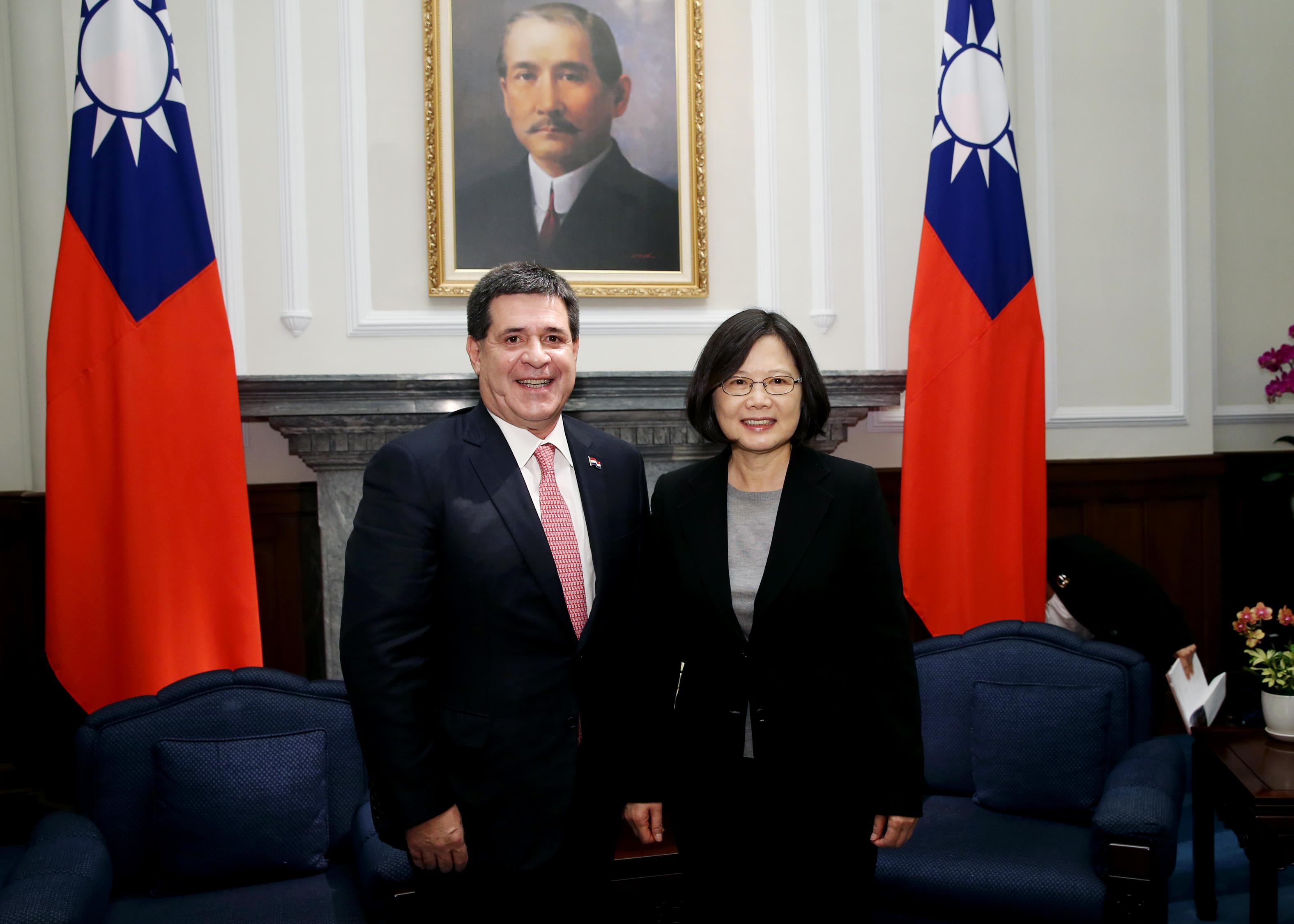
El presidente de Paraguay, Horacio Cartes, y la presidenta Tsai Ing-wen en Taiwán.

Paraguay reconoce a Taiwán. El líder paraguayo, General Alfredo Stroessner, fue socio del Generalísimo Chiang. Muchos oficiales paraguayos se entrenaron en el Fu Hsing Kang College de la República de China.
La destitución de Stroessner en 1989 y la reinvención de su sucesor, Andrés Rodríguez, como presidente elegido democráticamente, fueron seguidas inmediatamente por invitaciones de Pekín a cambiar el reconocimiento diplomático. Sin embargo, el embajador de Taiwán, Wang Sheng, y sus diplomáticos lograron convencer a los paraguayos de que continuar la relación con la República de China y mantener así su ayuda al desarrollo y el acceso a sus mercados, sería más ventajoso para Paraguay. El reconocimiento de Taiwán fue objeto de debate en las elecciones generales paraguayas de 2023, y las relaciones bilaterales se mantuvieron tras los resultados.

#### República Dominicana
El 1 de mayo de 2018, la República Dominicana realizó el cambio. En un principio, el gobierno no dio ninguna razón, aunque más tarde dijo en la ceremonia de cambio que Taiwán era una parte inalienable de China y que el cambio era para cumplir con la política de una sola China. El motivo fueron préstamos e inversiones por valor de 3100 millones de dólares. Se citaron «la historia y la realidad socioeconómica» como razones para el cambio. Flavio Darío Espinal, ejecutivo gubernamental, afirmó que «en los próximos meses y años se abrirán gradualmente enormes oportunidades de cooperación, no sólo en el ámbito comercial, sino también en el financiero, tecnológico, turístico, educativo o energético. Por poner sólo un ejemplo, más de 135 millones de turistas chinos visitan anualmente destinos internacionales. El establecimiento de estas relaciones diplomáticas permitirá que parte de ese turismo fluya hacia nuestro país en un futuro próximo. Y eso es sólo una de las cosas que mejorarán».

#### Venezuela
En 2007, el gobierno venezolano se negó a renovar los visados de cinco miembros de la representación comercial de la República de China en Caracas.
Las relaciones con Venezuela han empeorado debido a la creciente asociación entre el gobierno socialista de Hugo Chávez y la República Popular China, que ha llevado a un rechazo más abierto de la legitimidad de Taiwán por parte de Venezuela. Durante la crisis presidencial venezolana de 2019, Taiwán ha apoyado a Juan Guaidó y a la Asamblea Nacional liderada por la oposición.

### Asia

#### Bangladés
Bangladés ha mantenido intercambios bilaterales limitados con la República de China desde que declaró su independencia en 1971. Bangladés es el segundo socio comercial de la República de China en el sur de Asia, a pesar de la recesión mundial. Bangladés exporta principalmente a la República de China prendas de vestir, géneros de punto, yute, pieles y artesanía, e importa un surtido de textiles, máquinas, productos electrónicos, aceros y plásticos.

#### Corea
La República de Corea reconoció la creación de la Primera República de Corea en 1948 y considera al Gobierno de la República de Corea el único representante legítimo de la península coreana. Debido a su postura anticomunista, la República de Corea no reconoce a la República Popular Democrática de Corea como Estado.
El 4 de enero de 1949, la República de China estableció una embajada en Myeong-dong, Seúl. El 23 de agosto de 1992, la República de Chinarompió relaciones diplomáticas con la República de Corea y las estableció con la República Popular China en el marco de su Nordpolitik, siendo el último país asiático en hacerlo. En 1991, en los últimos meses de la Guerra Fría, Pekín y Seúl establecieron enlaces entre la República de Corea y la República Popular China, que posteriormente se convirtieron en embajadas.
El primer ministro de la República de China, Lai Ching-te, aprobó una prohibición total del comercio entre la República de China y la República Popular Democrática de Corea en septiembre de 2017. Empresarios taiwaneses han sido acusados de vender carbón, petróleo y gas a Corea del Norte, así como de importar textiles norcoreanos y emplear a norcoreanos en buques pesqueros taiwaneses.

#### Filipinas
Filipinas reconoce la política de Una sola China, pero mantiene relaciones con la República de China (RDC) a través de la Oficina Económica y Cultural de Manila en Taipéi y la Oficina Económica y Cultural de Taipéi en Manila. Ambas oficinas se establecieron en 1975 y se organizaron como corporaciones sin ánimo de lucro. Filipinas es el país en el que se centra la política hacia el Sur 2016-2020 de la RDC, en la que el país planea impulsar mayores lazos. En un principio, la administración de Aquino acogió favorablemente esta iniciativa, pero en mayo de 2016 fue elegida la administración de Duterte, lo que complicó la cuestión, ya que el presidente Duterte era considerado «prochino» y, por tanto, prefería mejorar los lazos con China continental antes que con Taiwán. Analistas políticos afirmaron durante un foro en Manila que los lazos entre Filipinas y la RDC habrían sido la mejor coalición en Extremo Oriente, si no existieran las disputas territoriales del Mar de China Meridional entre ambas naciones. Filipinas apoya la adhesión de la RDC a la Unesco.

#### India
A principios de la década de 1940, antes de la independencia india de Gran Bretaña, se celebraron reuniones de liderazgo entre la República de China (RDC) e India. La RDC está incluida en la Política India de atender al Este. Las relaciones bilaterales entre India y la RDC mejoraron a partir de la década de 1990, a pesar de la ausencia de relaciones diplomáticas oficiales. India sólo reconoce a la República Popular China. Sin embargo, se han ampliado los vínculos económicos y comerciales, así como los contactos interpersonales. Al igual que la República Popular China, la RDC se disputa la frontera con India en Arunachal Pradesh. La Constitución de la RDC declara esta zona parte del sur del Tíbet y cuestiona la validez de la Línea McMahon.

#### Irán
El 1 de junio de 1920 se firmó un acuerdo de amistad entre la República de China e Irán. Las ratificaciones se intercambiaron el 6 de febrero de 1922, con efecto el mismo día. Estas relaciones finalizaron en 1971, cuando Irán reconoció a Pekín. Durante la guerra entre Irán e Irak, Taiwán fue uno de los pocos países que apoyó exclusivamente a Irán. Ambos países mantienen una importante relación comercial y Taiwán importa una cantidad significativa de su petróleo de Irán. Un periódico iraní escribió en su portada de diciembre de 2022 que Taiwán tiene «derecho legal» a la independencia.

#### Israel
Debido a la política de «Una sola China», Israel y Taiwán no mantienen relaciones diplomáticas formales, pero cada uno tiene una oficina de representación en el otro país y, en la práctica, los dos países mantienen relaciones amistosas. Existe un contacto considerable en los ámbitos de la ciencia y la tecnología, incluida la tecnología militar.
Mientras que las relaciones entre Israel y la República Popular China han empeorado debido a la guerra entre Israel y Hamás, los lazos entre Israel y Taiwán siguen siendo cordiales y están impulsados por la afirmación de que ambos son democracias aisladas. Miembros del Yuan Legislativo crearon el 23 de febrero de 2024 la Asociación del Congreso Taiwán-Israel para promover los intercambios entre pueblos; la cooperación en agricultura, tecnología y educación; y las visitas bilaterales.

#### Japón

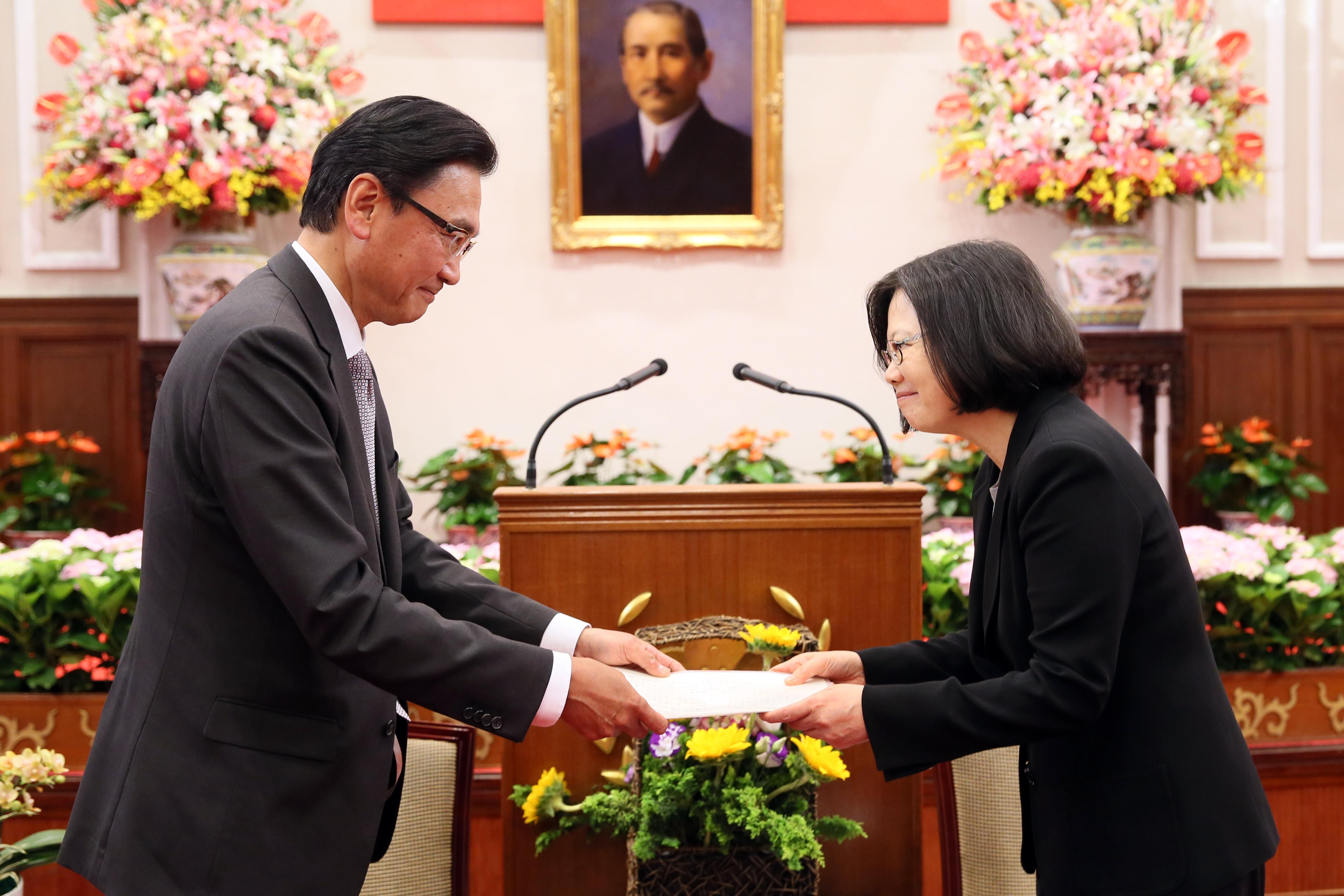
El miembro de la Cámara de Representantes de Japón Keiji Furuya y la presidenta Tsai Ing-wen en Taiwán el 20 de mayo de 2016.

Las relaciones Japón-Taiwán se rigen por el Comunicado Conjunto de Japón y China de 1972. Desde entonces, Japón ha mantenido relaciones no gubernamentales y de trabajo con Taiwán.

#### Malasia
Malasia tiene una oficina comercial en Taipéi, y la República de China una oficina económica y cultural en Kuala Lumpur.

#### Mongolia
Hasta 1945, la China nacionalista reivindicó la soberanía sobre Mongolia, pero bajo la presión soviética y en el marco del tratado de Amistad y Alianza sino-soviético de agosto de 1945, reconoció la independencia de Mongolia. En 1953, debido al deterioro de las relaciones diplomáticas con la Unión Soviética, revocó este reconocimiento y volvió a considerarla parte de China.
El 3 de octubre de 2002, el Ministerio de Asuntos Exteriores reconoció a Mongolia como país independiente,aunque no se tomaron medidas legislativas para abordar las preocupaciones sobre sus reclamaciones constitucionales a Mongolia. Se abrió una Oficina de Representativa Económica y Cultural de Taipéi en Ulán Bator, y Taipéi excluyó a Mongolia de la definición de «zona continental» a efectos administrativos. En 2006, se derogaron las antiguas leyes que regulaban la formación de banderas y monasterios en Mongolia Exterior. Las oficinas creadas para apoyar las reclamaciones de Taipéi sobre Mongolia Exterior, como la Comisión de Asuntos Mongoles y Tibetanos, están inactivas. Sin embargo, las fronteras oficiales de la República de China no se han modificado. El estatus oficial del reconocimiento es actualmente ambiguo, aunque en la práctica Mongolia es tratada como una potencia extranjera ordinaria.

#### Singapur
Singapur mantuvo relaciones no oficiales tanto con la República de China como con la República Popular China hasta 1992. En la Segunda Reunión Ministerial del APEC (Asia-Pacific Economic Cooperation, ‘Cooperación Asia Pacífico’), presidida por Singapur en 1990, se decidió la inclusión de la República de China a partir de la Tercera Reunión Ministerial de Seúl. Tras el establecimiento de lazos diplomáticos entre Singapur y la República Popular China el 3 de octubre de 1992, Singapur mantuvo estrechos vínculos económicos y militares con Taiwán como parte de su intento de posicionarse como parte neutral. Estalló una disputa diplomática entre China y Singapur cuando Lee Hsien Loong visitó Taiwán un mes antes de jurar su cargo como primer ministro de Singapur. El Ministerio de Defensa de Singapur corrigió una información errónea publicada en el diario Liberty Times sobre un ejercicio militar conjunto entre Singapur y Taiwán en marzo de 2005. Singapur es el único país extranjero que mantiene campos de entrenamiento militar en Taiwán, y sigue enviando allí regularmente personal de infantería, artillería y blindados para entrenamiento. La República Popular China se ha ofrecido a apoyar el traslado de algunas o todas estas instalaciones a Hainan. Sobre la cuestión de la participación de Taiwán en las Naciones Unidas, George Yeo y Mark Chen, ministros de Asuntos Exteriores de ambos países en aquel momento, mantuvieron un acalorado intercambio de opiniones en 2004 entre la insistencia de Pekín en que el Tratado de Libre Comercio sólo puede celebrarse entre Estados soberanos complica las cosas para Taiwán. En consecuencia, Singapur y Taiwán firmaron el «Acuerdo entre Singapur y el Territorio Aduanero Separado de Taiwán, Penghu, Kinmen y Matsu sobre Asociación Económica (ASTEP)» en noviembre de 2013.

#### Vietnam
Las relaciones Taiwán-Vietnam se desarrollan en un plano no oficial, ya que Hanói se adhiere a la política de Una sola China y sólo reconoce oficialmente a la República Popular China. Sin embargo, esto no ha impedido las visitas bilaterales y los importantes flujos de emigrantes y capital de inversión entre la República de China y Vietnam. La República de China es un importante socio de Vietnam en materia de inversión extranjera directa.
Aparte de la propia República Popular China, Vietnam es el único país comunista que mantiene una relación no oficial con la República de China.

### Oceanía
La República de China mantiene relaciones diplomáticas con tres países de Oceanía: las Islas Marshall, Palaos y Tuvalu. La República Popular China mantiene relaciones con otros 13 (entre ellos Australia, las Islas Cook, los Estados Federados de Micronesia, Fiyi, Kiribati, Nauru, Nueva Zelanda, Niue, Papúa Nueva Guinea, Samoa, las Islas Salomón, Tonga y Vanuatu). El Pacífico es una zona de intensa y continua competencia diplomática entre Pekín y Taipéi, y varios países (Kiribati, Nauru, Islas Salomón y Vanuatu) han cambiado su apoyo diplomático de uno a otro al menos una vez. Tanto la República Popular China como la República de China proporcionan ayuda al desarrollo a sus respectivos aliados. A cambio, los aliados de la República de China apoyan su candidatura de adhesión a las Naciones Unidas. Taiwán es uno de los socios económicos más importantes de Tuvalu.

#### Historia
En septiembre de 2006 se celebró la primera cumbre regional de los aliados de Taiwán en las islas del Pacífico, organizada por Palaos en la ciudad de Koror. La reunión congregó al presidente Chen y a delegados de las Islas Marshall, Tuvalu, Nauru, Palaos, Islas Salomón y Kiribati. Se convertiría en un acontecimiento periódico, conocido como la Cumbre de Aliados de Taiwán y el Pacífico. En octubre, las Islas Marshall acogieron una segunda reunión regional, a la que asistió el presidente Chen. El resultado fue la Declaración de Majuro, en la que los seis aliados de Taiwán en el Pacífico reafirmaban su reconocimiento de la soberanía de la República de China (RDC) y prometían apoyar los intentos de este país de ingresar en las Naciones Unidas.
En junio de 2007, la RDC donó un paquete de ayuda de 700 000 euros, distribuido entre ocho organizaciones regionales del Pacífico.
En enero de 2008, tras la victoria del Kuomintang en las elecciones de la RDC, el diputado del Kuomintang Yang Li-huan declaró que bajo el nuevo gobierno el interés de Taiwán por el Pacífico podría disminuir. Tres días después, sin embargo, se confirmó que la vicepresidenta de la RDC, Annette Lu, encabezaría una visita diplomática a las Islas Marshall, Nauru y Salomón.
En marzo de 2008, se informó de que el presidente electo Ma había afirmado que su gobierno pondría fin a la «diplomacia de chequera» taiwanesa en el Pacífico (o, más concretamente, a una condición similar a la diplomacia del cestui que use). En mayo de ese mismo año, Ma pidió lo que denominó un «alto el fuego» en la competencia entre la RDC y la República Popular China por conseguir aliados diplomáticos. Esto se produjo tras el escándalo provocado por las acusaciones de que el ministro de Asuntos Exteriores de Taiwán, James Huang, había intentado comprar la lealtad diplomática de Papúa Nueva Guinea. El ministro de Asuntos Exteriores de Papúa Nueva Guinea, Sam Abal, confirmó posteriormente que su país no tenía intención de reconocer a la RDC.
En octubre, Taiwán canceló una cumbre prevista con sus aliados de las islas del Pacífico. Aunque las autoridades alegaron «problemas de preparación», Radio Australia comentó que «la decisión parece ser un intento de la nueva administración del presidente Ma Ying-jeou de mantener un perfil bajo en las actividades diplomáticas de la isla y evitar ofender a China». En junio de 2009, el Ministerio de Asuntos Exteriores anunció que el presidente Ma «asistiría a una [...] cumbre de liderazgo entre Taiwán y sus aliados del Pacífico Sur» en otoño. A la cumbre, organizada por las Islas Salomón, asistirían los «jefes de Estado de los seis aliados de Taiwán en la región» y se centraría en «contrarrestar la actual contracción económica, el cambio climático y cómo fortalecer la industria pesquera». Al anunciar la cumbre, el Ministerio añadió que Ma había «desarrollado afecto por la región del Pacífico durante su anterior visita a las Islas Salomón, cuando vio a un puñado de niños en un mercado vendiendo nueces de betel y sandías mientras llevaban camisetas donadas por el pueblo de Taiwán».
En julio de 2009, La RDC donó más de 40 000 euros a un programa de becas del que se benefician estudiantes de países del Pacífico, incluidos aquellos, como Fiyi o Papúa Nueva Guinea, que no le otorgan reconocimiento diplomático. Donó 288 000 euros para programas de ayuda al desarrollo regional, que se destinarán sobre todo al acceso al agua, el saneamiento y la higiene, las energías renovables, las evaluaciones de la energía solar fotovoltaica, la gestión de la pesca, la educación y la formación de los jóvenes.
Taiwán ha solicitado ser reconocido como interlocutor oficial del Foro de las Islas del Pacífico. Ese estatus se concede actualmente a la República Popular China.

#### Australia
En febrero de 2008, Australia «reprendió a Taiwán por su renovado deseo de independencia» y «reiteró su apoyo a la política de una sola China». Las relaciones entre Australia y Taiwán están creciendo en ámbitos no políticos, como una Consulta Económica Bilateral anual, y ambas partes han establecido también una Consulta Conjunta sobre Cooperación en Energía, Minerales, Comercio e Inversión (JEMTIC, por sus siglas en inglés), así como una reunión del Grupo de Trabajo sobre Agricultura. Australia no se opone a la participación de Taiwán en organizaciones internacionales en las que se ha alcanzado un consenso, y las relaciones entre Australia y Taiwán tienen un carácter comercial y no oficial, como el Consejo Empresarial Australia-Taiwán, junto con contactos en educación, ciencia, deportes y artes.
Taiwán está representado extraoficialmente en Australia por la Oficina Económica y Cultural de Taipéi en Canberra (que tiene sucursales en Sídney, Melbourne y Brisbane), mientras que Australia está representada de forma similar por la Oficina Australiana en Taipéi. Taiwán cuenta con una sucursal oficial, copatrocinada por el gobierno, del Consejo de Desarrollo del Comercio Exterior de Taiwán en Sídney. El Consulado General de Australia en Hong Kong es responsable de los asuntos relacionados con los visados y la ciudadanía para los solicitantes de Taiwán. Perth tiene relaciones de ciudad hermana con la ciudad de Taipéi y Brisbane tiene relaciones de ciudad hermana con la ciudad de Kaohsiung.

#### Fiyi
La República de China estableció una misión comercial en Fiyi en 1971. En 1975, la República Popular China estableció relaciones diplomáticas con Fiyi. El centro comercial se convirtió en la Misión Comercial de la República de China en la República de Fiyi en 1988. En 1996, la República de China y Fiyi firmaron un comunicado de «reconocimiento mutuo» y Fiyi estableció su oficina de representación denominada Oficina de Representación Comercial y Turística de Fiyi en 1997 en Taipéi. La oficina de Fiyi cerró el 10 de mayo de 2017.
Islas Marshall

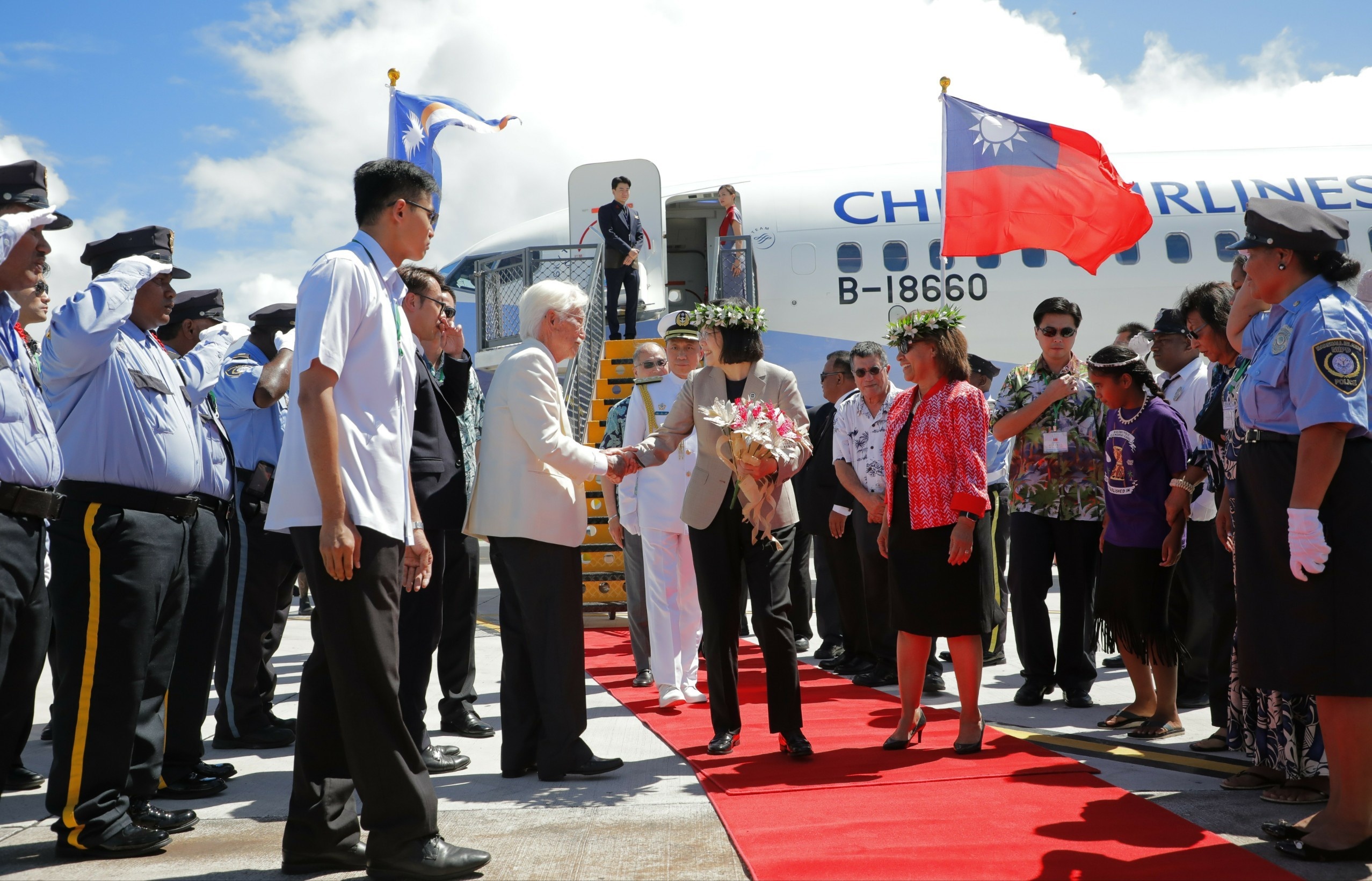
La presidenta de las Islas Marshall, H.E. Hilda C. Heine, con la presidenta de Taiwán, Tsai Ing-wen, en octubre de 2017.

Las Islas Marshall reconocen a la República de China y mantienen una embajada en Taipéi. La revista Islands Business informó de que el presidente Litokwa Tomeing, elegido en enero de 2008, podría volverse hacia la República Popular China. Sin embargo, en su cargo, Tomeing expresó su apoyo a los lazos con Taiwán y se reunió con la vicepresidenta de la República de China, Annette Lu, cuando visitó las Islas Marshall el 29 de enero de 2008.
Islas Salomón

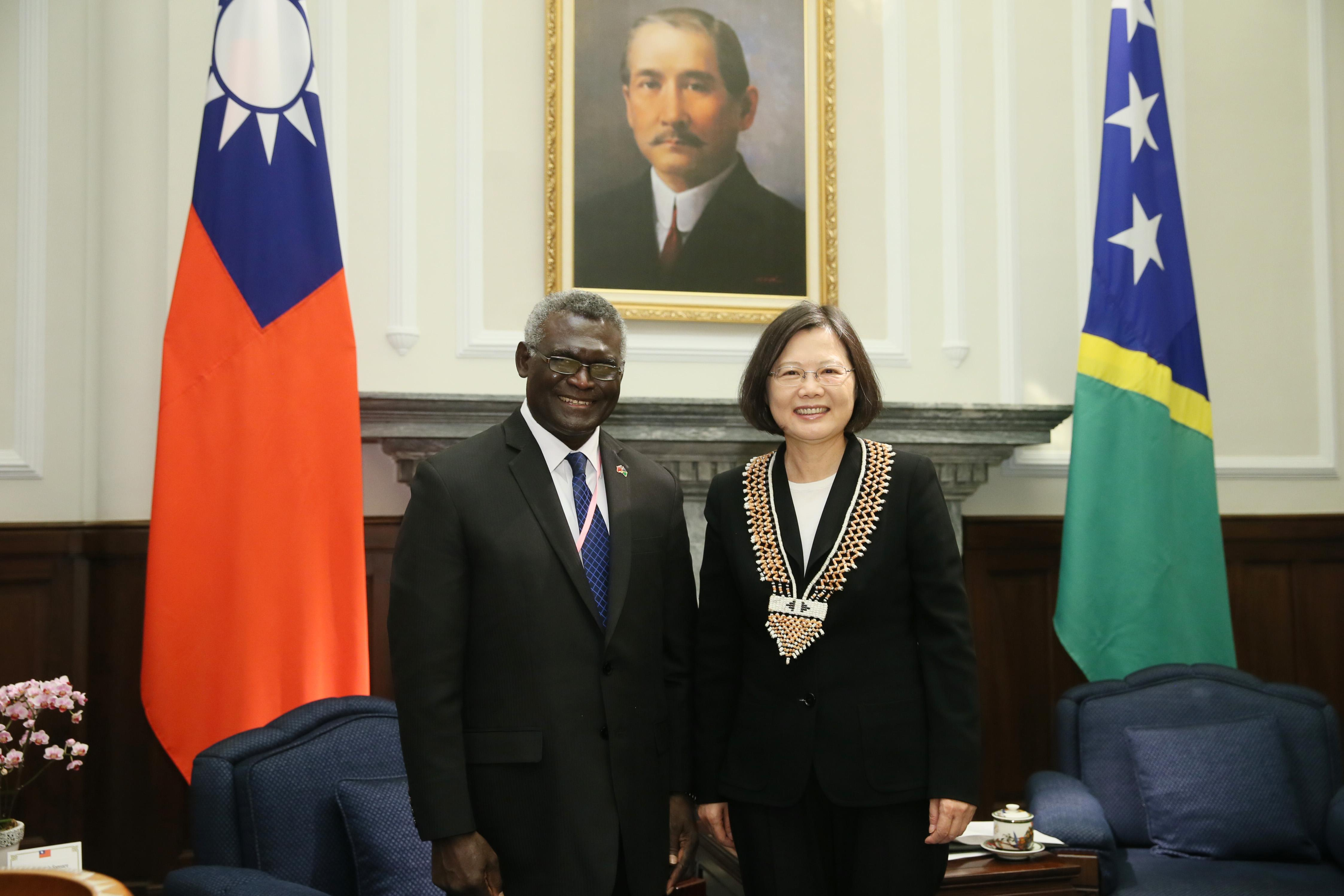
El primer ministro de las Islas Salomón, Manasseh Sogavare, se reúne con la presidenta de Taiwán, Tsai Ing-wen, en julio de 2016.

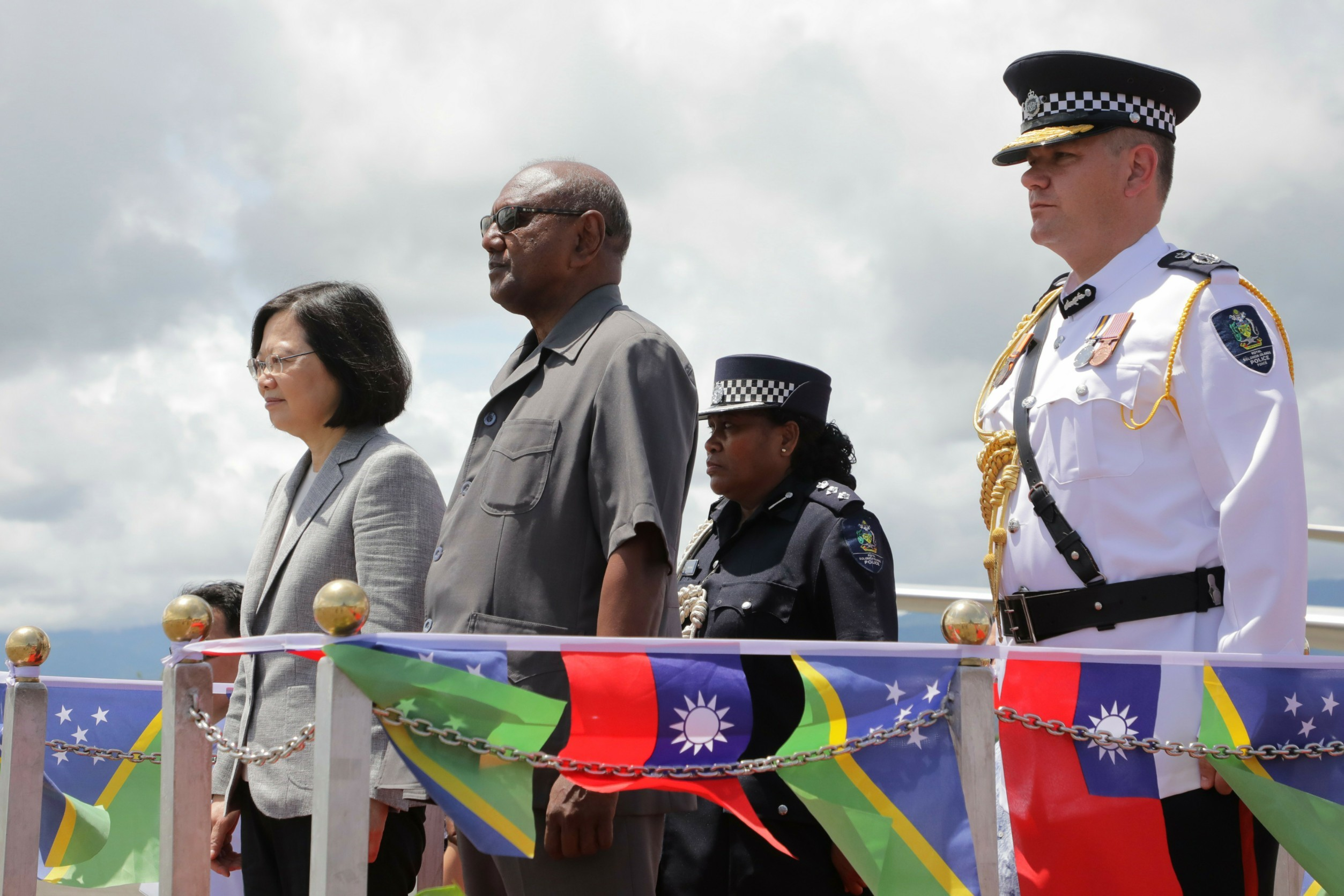
Imagen de la visita de Estado de la presidenta Tsai Ing-wen a las Islas Salomón en noviembre de 2017.

Ambos países establecieron relaciones diplomáticas el 23 de mayo de 1983. El consulado general de la República de China (RDC) en Honiara se convirtió en embajada dos años después. Desde 2011, el embajador de las Islas Salomón ante la RDC es Laurie Chan, ciudadano salomonense de origen chino y antiguo ministro de Asuntos Exteriores de las Islas Salomón, que apoyó la continuación de las relaciones de su país con Taiwán.
Después de que el primer ministro pro taiwanés Manasseh Sogavare fuera destituido en diciembre de 2007 en una moción de censura y sustituido por Derek Sikua, el presidente de la RDC, Chen, telefoneó al primer ministro Sikua, ofreciéndole sus felicitaciones y la ayuda continuada de Taiwán, y solicitó al gobierno de Sikua que mantuviera su apoyo diplomático. Chen también invitó a Sikua a visitar Taiwán, lo que hizo en marzo de 2008. Sikua fue recibido con honores militares por Chen, quien declaró: «Taiwán es el aliado más leal de las Islas Salomón. [...] Taiwán nunca abandonará al pueblo ni al gobierno de las Islas Salomón». Las Islas Salomón han seguido reconociendo a la RDC bajo el liderazgo de Sikua.
En junio de 2019, se informó de negociaciones secretas con Australia que implicaban que las Islas Salomón volvieran a evaluar si querían cambiar el reconocimiento a la República Popular China con un plazo interno hasta mediados de septiembre para realizar un cambio o dejar el statu quo. A principios de septiembre, anunciaron su intención de cambiar el reconocimiento a la República Popular China. El 16 de septiembre rompió oficialmente sus lazos con Taiwán y pasó a reconocer a la República Popular China.
En junio de 2020, el primer ministro de la provincia de Malaita, crítico con el cambio de reconocimiento, aceptó arroz de Taiwán como ayuda estatal. Esto fue criticado por el gobierno nacional, que le pidió que respetara la política exterior del país.

#### Kiribati

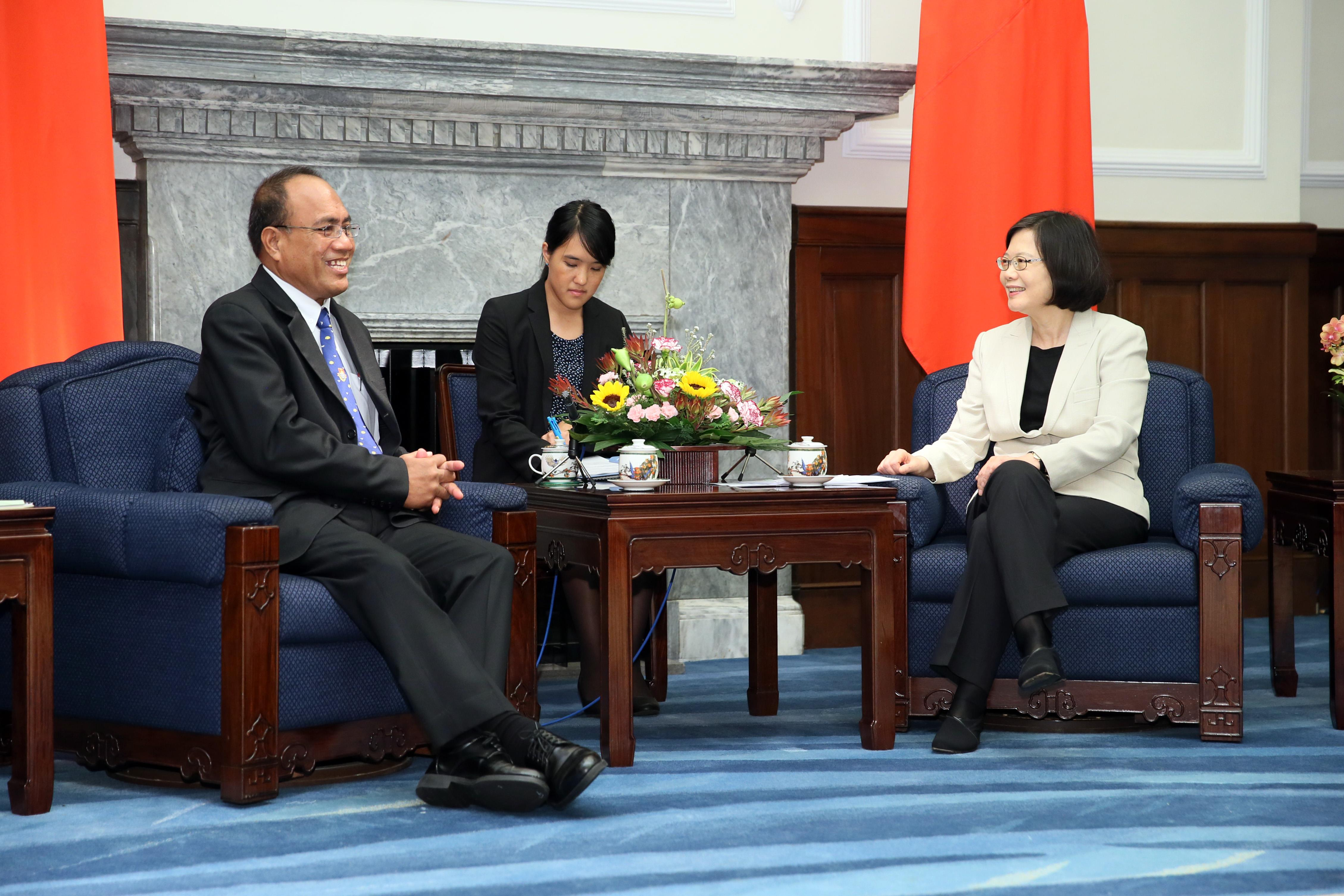
El presidente de Kiribati, Taneti Maamau, y la presidenta Tsai Ing-wen en Taiwán.

Kiribati, bajo el gobierno del Presidente Taneti Maamau, reconoció inicialmente a la República de China, pero más tarde se pasó a la República Popular China.
De 1980 a 2003, Kiribati reconoció a la República Popular China. Las relaciones entre China y Kiribati se convirtieron entonces en un asunto político controvertido dentro del país. El presidente Teburoro Tito fue destituido en 2003 en una moción de censura parlamentaria, por su negativa a aclarar los detalles de un contrato de arrendamiento de tierras que había permitido a Pekín mantener una estación de seguimiento por satélite en el país desde 1997 y por la reconocida donación monetaria del embajador chino Ma Shuxue a «una sociedad cooperativa vinculada a Tito». En las elecciones siguientes, Anote Tong ganó la presidencia tras «levantar sospechas de que la estación se utilizaba para espiar instalaciones estadounidenses en el Pacífico». Tong se había comprometido previamente a «revisar» el contrato de arrendamiento.
En noviembre de 2003, Tarawa estableció relaciones diplomáticas con Taipéi y Pekín rompió sus relaciones con el país. Para la República Popular China, la presencia de la estación de seguimiento por satélite había hecho que las relaciones con Kiribati fueran relativamente importantes; la estación se había utilizado en particular para seguir el vuelo espacial de Yang Liwei. Por ello, durante tres semanas, la República Popular China pidió al presidente de Kiribati, Anote Tong, que rompiera relaciones con Taiwán y reafirmara su apoyo a la política de «una sola China». Sólo después de esas tres semanas la República Popular China rompió relaciones, perdiendo así el derecho a mantener su base de seguimiento por satélite. La República de China comenzó a proporcionar ayuda económica a Kiribati, mientras que Kiribati empezó a apoyar a Taiwán en las Naciones Unidas.
En 2004, el presidente Tong dijo que creía que la República Popular China intentaba influir en su país. El comentario se debió principalmente a la negativa de la República Popular China a retirar a todo su personal de su embajada cerrada. Tong afirmó que el personal chino, que permanecía en Kiribati en contra de su voluntad, repartía panfletos contra el gobierno; declaró al periodista neozelandés Michael Field: «Estoy seguro de que si hiciéramos esto en Pekín, estaríamos en la cárcel en medio segundo». El hermano y principal oponente político de Tong, Harry Tong, respondió acusando a Taiwán de ejercer una influencia excesiva en Kiribati, sobre todo en el clero del país.
En 2008, Taiwán liquidó las facturas impagadas de Kiribati a Air Pacific, lo que permitió a la aerolínea mantener sus servicios de Tarawa a Kiritimati.
En noviembre de 2010, a pesar de su falta de relaciones diplomáticas, la República Popular China fue uno de los quince países que asistieron a la Conferencia sobre el Cambio Climático de Tarawa en Kiribati y uno de los doce que firmaron la Declaración de Ambo sobre el cambio climático resultante. El 20 de septiembre de 2019, Kiribati cambió sus relaciones diplomáticas con la República de China a la República Popular China.

#### Micronesia
Micronesia reconoció a la República de China hasta 1989, año en que cambió su reconocimiento internacional a la República Popular China. En 2023, poco antes de finalizar su mandato como presidente, David Panuelo escribió una carta abierta en la que acusaba a Pekín de sobornar a funcionarios micronesios para obtener su reconocimiento y mantenerse al margen de un posible conflicto, así como de espiar al gobierno micronesio y vigilarle personalmente. Además, abogó por retomar las relaciones con la República de China y mantuvo reuniones con el ministro de Asuntos Exteriores taiwanés, Joseph Wu, para determinar si era posible.

#### Nauru

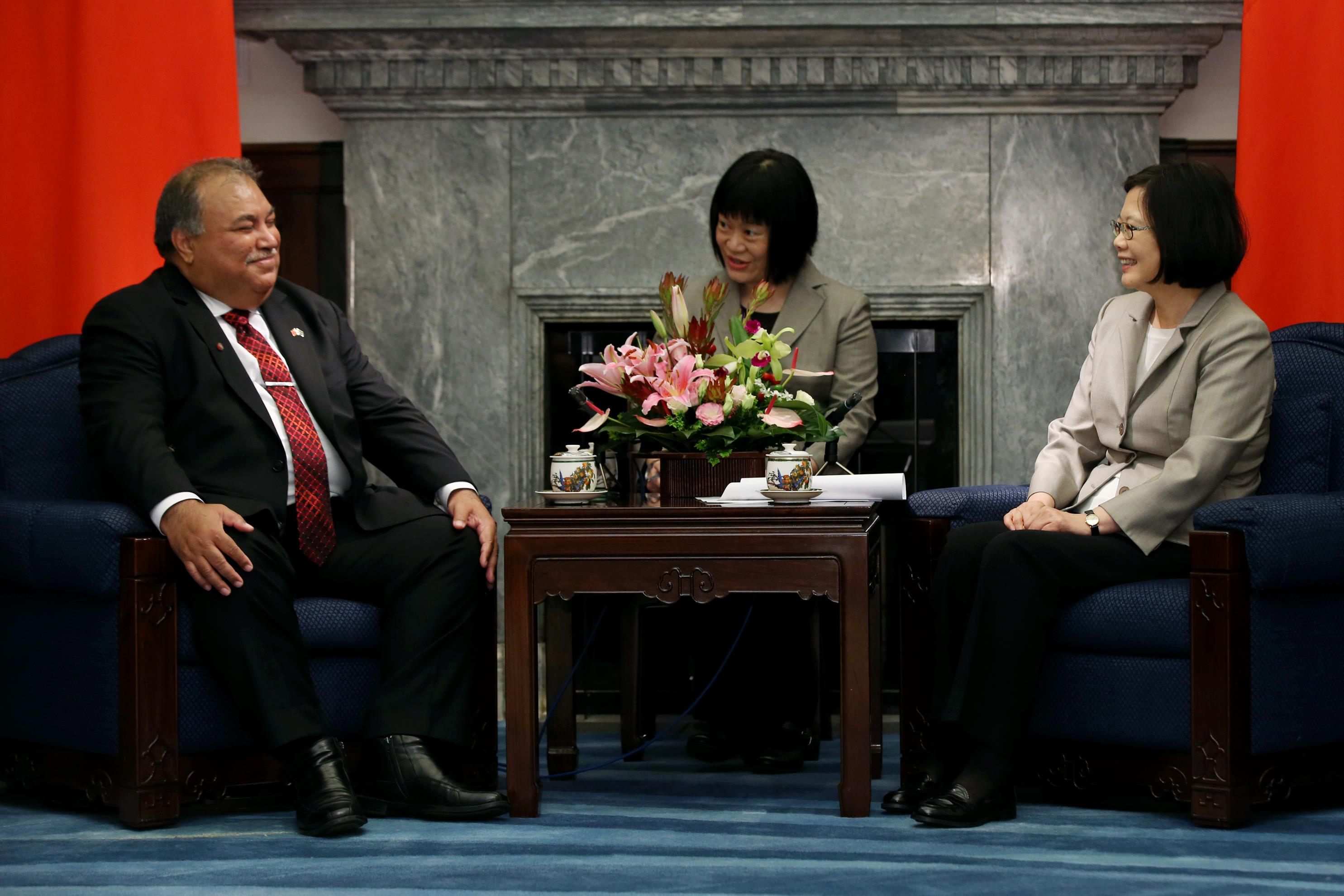
El presidente de Nauru, Baron Waqa, y la presidenta Tsai Ing-wen en Taiwán.

Nauru reconoció a la República de China (RDC) hasta 2024, antes de cambiar su reconocimiento a la República Popular China.
En 1980, Nauru estableció relaciones oficiales con la RDC. Sin embargo, en 2002 el gobierno de René Harris estableció relaciones con la República Popular China y adoptó la política de «Una sola China». En consecuencia, Taiwán rompió sus relaciones con Nauru y acusó a la República Popular China de haber comprado la lealtad de Nauru con una ayuda financiera de más de 90 000 000 de euros. Un periodista de The Age se mostró de acuerdo, afirmando que «Hace poco, Pekín se libró de la amenaza de Nauru de volver a Taiwán, sólo seis meses después de abrir lazos con China continental, ofreciendo un gran préstamo al Gobierno de Nauru, casi en la indigencia».
En 2003, Nauru cerró su recién creada embajada en Pekín. Dos años después, el presidente de la RDC, Chen, se reunió con el presidente de Nauru, Ludwig Scotty, en las Islas Marshall. En mayo de 2005 la RDC y Nauru restablecieron sus relaciones diplomáticas y abrieron embajadas en sus respectivas capitales. En consecuencia, la República Popular China rompió sus relaciones con Nauru.
La RDC es uno de los dos principales socios económicos de Nauru (junto con Australia). A cambio, Nauru utiliza su escaño en Naciones Unidas para apoyar la propuesta de admisión de la RDC. Taiwán proporciona asistencia médica regular a Nauru, enviando médicos especializados al único hospital del país.
En 2007, Scotty fue reelegido en medio de acusaciones de que su campaña electoral había sido financiada por Taiwán. Los oponentes de Scotty afirmaron que la RDC quería asegurarse de que un gobierno pro Taiwán se mantuviera en el poder. Scotty fue sustituido por Marcus Stephen en diciembre de 2007. Tras la elección de Stephen, el presidente Chen le telefoneó para felicitarle, asegurarle que la RDC seguiría prestando ayuda a Nauru, solicitarle a cambio el apoyo de Nauru e invitarle a visitar Taiwán.
Nauru sigue siendo el centro de la competencia diplomática entre Pekín y Taipéi. En 2006, según la revista New Statesman, el presidente Scotty «fue supuestamente abordado por una horda de gritones funcionarios chinos que intentaron arrastrarlo hasta un avión con destino a Pekín justo cuando embarcaba en uno con destino a Taipéi».
En 2008, Nauru presentó una propuesta a las Naciones Unidas en la que solicitaba que la Asamblea General de la Naciones Unidas considerase la posibilidad de permitir «la participación de Taiwán en las actividades de los organismos especializados de la Naciones Unidas». La propuesta fue rechazada.
En 2011, WikiLeaks reveló que Taiwán había estado pagando un «estipendio mensual» a ministros del gobierno de Nauru a cambio de su apoyo continuado, así como una suma menor a otros miembros del parlamento, como «financiación de proyectos que requiere una contabilidad mínima». El periódico digital Brisbane Times informaba: «Al parecer, un diputado utilizó su estipendio taiwanés para comprar el desayuno diario de todos los escolares de su distrito, mientras que otros se contentaron con embolsarse el dinero». Un «ex diplomático australiano con estrecho conocimiento de la política en Nauru» afirmó que el presidente de Nauru, Marcus Stephen, el ministro de Asuntos Exteriores, Kieren Keke, y el expresidente Ludwig Scotty, entre otros, habían aceptado financiación «por debajo del mostrador» de Taiwán. Las filtraciones revelaron que «agentes chinos (de la República Popular China) también habían intentado influir en las elecciones de Nauru mediante pagos en efectivo a los votantes, con al menos 40 000 dólares distribuidos en un caso en 2007».
WikiLeaks también reveló que Australia había estado «presionando» a Nauru para que rompiera sus relaciones con Taiwán y estableciera relaciones con la República Popular China. Al parecer, el entonces presidente Scotty se había resistido alegando que «no era asunto de Australia».
A finales de 2011, Taiwán «duplicó su ayuda sanitaria» a Nauru, en particular proporcionando un equipo médico residente con un nombramiento de cinco años.
Del 11 de junio de 2013 al 27 de agosto de 2019, bajo el gobierno del presidente Baron Waqa, Nauru mantuvo su reconocimiento de la RDC.
En 2018, se produjo una disputa diplomática entre la República Popular China y Nauru en el Foro de las Islas del Pacífico cuando los nauruanos solo sellaban visados de entrada en los pasaportes personales de los funcionarios diplomáticos de China continental en lugar de en los pasaportes diplomáticos.
El 15 de enero de 2024, Nauru optó por reconocer a la República Popular China, rompiendo los lazos diplomáticos con Taiwán.

#### Nueva Zelanda
Aunque Nueva Zelanda no mantiene relaciones diplomáticas formales con Taiwán, ambos países mantienen relaciones comerciales, económicas y culturales informales. Taiwán tiene dos Oficinas Económicas y Culturales en Auckland y Wellington. Nueva Zelanda también tiene una Oficina de Comercio e Industria en Taipéi.
El 10 de julio de 2013, Nueva Zelanda y la República de China firmaron un Acuerdo de Cooperación Económica bilateral.

#### Palaos
Palaos reconoce a la República de China y es uno de los pocos países que mantiene una embajada en Taipéi. Las relaciones diplomáticas comenzaron en 1999, cinco años después de la independencia de Palaos. La República de China mantiene una embajada en la ciudad de Koror. La República de China proporciona becas a estudiantes palauanos, así como ordenadores para las escuelas de Palaos. En 2008, Mario Katosang, ministro de Educación de Palaos, declaró:

Taiwán nos dio 100 ordenadores con Windows. En el sector educativo predominan los ordenadores Apple Macintosh, así que mencioné que quizá también necesitáramos software. Taiwán nos entregó inmediatamente 100 copias nuevas de Windows XP y se ofreció a formar a nuestros técnicos informáticos.

Viajar desde la China continental a Palaos es ilegal.
Taiwán y Palaos firmaron un acuerdo de cooperación marítima en marzo de 2019. Taiwán acordó financiar la construcción de un buque patrullero de ocho toneladas en Palaos. El acuerdo también permite a los patrulleros taiwaneses reabastecerse en Palaos, intercambios de personal y entrenamiento conjunto. El primer ejercicio conjunto tuvo lugar el 23 de marzo de 2019, cuando la fragata guardacostas taiwanesa Hsun Hu N.º 7 llevó a cabo una misión de patrulla con buques palauanos.

#### Papúa Nueva Guinea
Papúa Nueva Guinea reconoce a la República Popular China.
En 2005, Papúa Nueva Guinea, junto con Fiyi, apoyó el deseo de Taiwán de ingresar en la Organización Mundial de la Salud.

#### Tuvalu

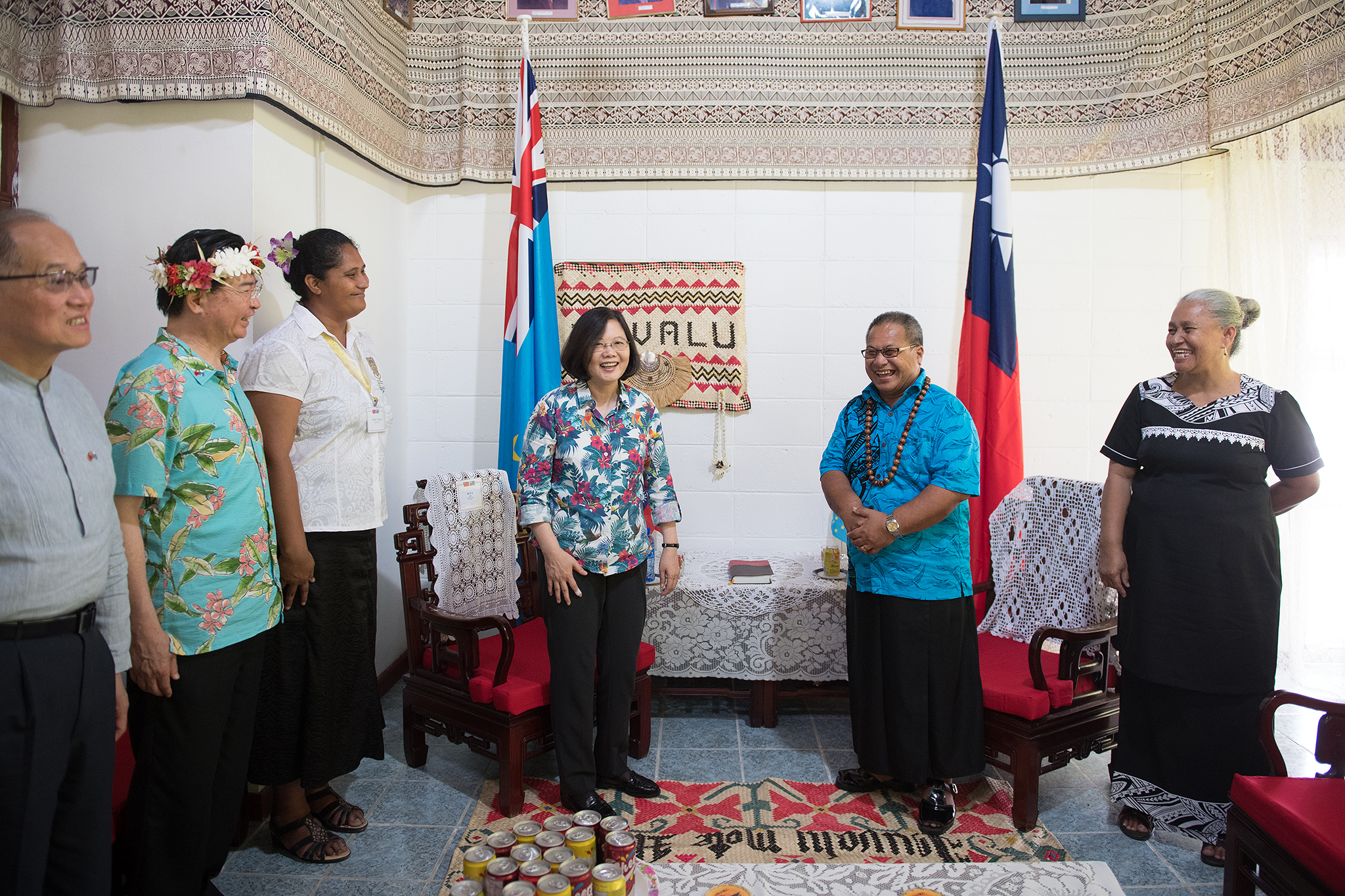
La presidenta Tsai visita al gobernador general de Tuvalu, Iakoba Italeli, en noviembre de 2017.

Tuvalu reconoce a la República de China (RDC); Taiwán mantiene la única embajada extranjera residente en Tuvalu, en Funafuti.
Tuvalu apoya la candidatura de la RDC para ingresar en las Naciones Unidas, y Taiwán ha proporcionado a Tuvalu misiones médicas móviles.
En 2006, Taiwán reaccionó ante los informes de que la República Popular China intentaba alejar a Tuvalu de la RDC. En consecuencia, Taiwán reforzó sus debilitadas relaciones diplomáticas con Tuvalu.
En 2019, poco después de que Kiribati y las Islas Salomón pusieran fin a sus relaciones con la RDC, Tuvalu reiteró su apoyo a la RDC.

#### Vanuatu
Vanuatu reconoce a la República Popular China. En noviembre de 2004, el primer ministro Serge Vohor estableció brevemente relaciones diplomáticas con Taiwán, antes de ser destituido por ese motivo en una moción de censura.

### Europa

#### Alemania
En enero de 2021, el gobierno alemán hizo un llamamiento al gobierno taiwanés para que ayudara a las empresas taiwanesas de semiconductores a aumentar la producción, ya que la escasez mundial de semiconductores estaba obstaculizando la recuperación de la economía alemana tras la pandemia del virus COVID-19. La falta de semiconductores había provocado la paralización de las líneas de producción de vehículos. La falta de semiconductores había provocado la paralización de las líneas de producción de vehículos, lo que llevó al ministro de Economía alemán, Peter Altmaier, a ponerse personalmente en contacto con el ministro de Economía de Taiwán, Wang Mei-hua, para intentar que las empresas taiwanesas de semiconductores aumentaran su capacidad de fabricación.

#### Bélgica
En 2020, la Cámara de Representantes de Bélgica aprobó una resolución de apoyo a Taiwán. En 2021, el Parlamento flamenco hizo lo mismo aprobando una resolución de apoyo a Taiwán con 117 votos a favor, ningún voto en contra y cuatro abstenciones. Las empresas flamencas de energía eólica Jan De Nul y DEME participan en el desarrollo de parques eólicos marinos en Taiwán.

#### Dinamarca
El 9 de enero de 1950, Dinamarca se convirtió en uno de los primeros países europeos en reconocer a la República Popular China. Aunque Dinamarca ha seguido manteniendo relaciones no oficiales con la República Popular China desde entonces, éstas han estado relacionadas principalmente con el comercio, la cultura, la ciencia y los asuntos económicos.

#### Eslovaquia
En 2021, la Comisión de Asuntos Exteriores del Consejo Nacional de Eslovaquia aprobó una resolución para apoyar la asistencia de Taiwán a la Asamblea Mundial de la Salud.

#### Italia
Hasta 1970, Taiwán, como República de China, estuvo representada por una embajada en Roma y un consulado general en Milán. Esto era independiente de la Embajada de la República de China ante la Santa Sede, que, aunque situada en territorio italiano, sigue acreditada ante la Ciudad del Vaticano. Esto provocó confusión en 1989, tras las protestas de la plaza de Tiananmen en Pekín, cuando los italianos protestaron ante la embajada, creyendo que era la de la República Popular China.
En 2014, Taiwán decidió no participar en la Expo 2015 de Milán después de que el Gobierno italiano propusiera que estuviera representado como entidad corporativa y no como país.
En 2020, Taiwán donó equipos y suministros a Italia como parte de su diplomacia médica en respuesta a la pandemia COVID-19. El equipo donado incluyó 15 respiradores donados a los hospitales de la Organización Mundial de la Salud en la región de Lombardía, duramente golpeada en abril de 2020.

#### Letonia
En la actualidad, las relaciones bilaterales entre Letonia y Taiwán son positivas, con lazos económicos establecidos, un régimen de viajes sin visado entre ambas naciones y el apoyo de algunos parlamentarios letones a la participación de la República de China en organizaciones como la Organización Mundial de la Salud.

#### Lituania
En noviembre de 2021, Taiwán abrió su oficina de representación en Vilna con el nombre de «taiwanesa» (la primera con este nombre en el mundo), y la oficina lituana en Taipéi se abrirá en la primavera de 2022. Posteriormente, la República Popular China ha impuesto numerosas sanciones económicas no oficiales a Lituania, ha retirado a su embajador en Vilna, Shen Zhifei, y ha exigido a Lituania que retire a su embajadora en Pekín, Diana Mickevičienė.

#### Macedonia del Norte
Macedonia del Norte reconoció a la República Popular China en 1999, pero cambió en 2001 después de que la esta impusiera sanciones económicas y utilizara un raro veto en el Consejo de Seguridad de la ONU para bloquear los esfuerzos de mantenimiento de la paz. Además, Macedonia del Norte fue el primer país europeo en firmar un acuerdo militar con Taiwán.

#### Países Bajos
Las relaciones entre los Países Bajos y Taiwán se remontan al siglo XVII, cuando la Compañía Holandesa de las Indias Orientales estableció una colonia en Taiwán. En la era moderna se definen por el alto grado de inversión extranjera directa que fluye entre ambos países y las asociaciones económicas duraderas entre empresas holandesas y taiwanesas.
En 2020, la Cámara de Representantes de los Países Bajos aprobó una moción de apoyo a la participación de Taiwán en organizaciones internacionales.

#### Reino Unido
Las relaciones del Reino Unido con Taiwán se desarrollan extraoficialmente a través de la Oficina Británica en Taipéi y el Consejo Británico en Taipéi.
Tras la guerra civil china y la retirada del gobierno del Kuomintang a Taiwán, el Reino Unido rompió relaciones diplomáticas con la República de China y reconoció a la República Popular China a partir del 6 de enero de 1950. En septiembre de 1962, Taiwán abrió una oficina de representación en Londres con el nombre de Centro Chino Libre, que posteriormente pasó a denominarse Oficina de Representación de Taipéi en el Reino Unido a partir de abril de 1992. El Reino Unido abrió una oficina de representación en Taipéi en 1993 con el nombre de Oficina Comercial y Cultural Británica, que posteriormente pasó a denominarse Oficina Británica de Taipéi en 2015.
En septiembre de 2020, los ministros de Relaciones Exteriores y de la Mancomunidad de Naciones declararon que el Reino Unido espera que se permita a Taiwán asistir a la Asamblea Mundial de la Salud en calidad de observador.

#### República Checa
Las relaciones entre Chequia y Taiwán son importantes. Jaroslav Kubera, presidente del Senado de la República Checa, planeó una visita a Taipéi antes de su muerte, lo que provocó amenazas de represalias por parte del Ministerio de Relaciones Exteriores de China. Sin embargo, el sucesor de Kubera, Miloš Vystrčil, encabezó una delegación a Taiwán que llegó a Taipéi el 31 de agosto de 2020.

#### Rusia
Durante la guerra civil china, la Unión Soviética mantuvo una relación tumultuosa pero estratégica con la China nacionalista liderada por el Kuomintang hasta 1949. En la Segunda crisis del estrecho de Taiwán de 1958, el líder soviético Nikita Jruschov recomendó la internacionalización de la cuestión de Taiwán y apeló a las Naciones Unidas y otras organizaciones multilaterales para que intervinieran. El 27 de septiembre de 1958, el Partido Comunista de la Unión Soviética convocó la Cumbre de las Diez Naciones en Nueva Delhi para debatir la cuestión, como uno de los precursores de la posterior ruptura sino-soviética. Desde la formación de la Federación Rusa, Taiwán ha exportado muchos materiales férricos a Rusia entre 2004 y 2005. En 2005, el importe total del comercio entre ambas economías ascendió a 2 188 944 473 dólares. Rusia tiene una oficina de representación en Taipéi, y la República de China, en Moscú. Rusia mantiene un balance positivo en sus relaciones comerciales con Taiwán, principalmente de petróleo crudo, hierro fundido y acero, metales no ferrosos, productos petroquímicos, ferroaleaciones, carbón de coque, madera y fertilizantes químicos. Rusia importa sobre todo electrónica y componentes electrónicos, ordenadores y sus componentes, y electrodomésticos. Ambos países establecieron relaciones diplomáticas no oficiales entre 1993 y 1996. Taipéi se dirige a Rusia en busca de oportunidades de exportación y potencial de comercialización.

#### Santa Sede (Ciudad del Vaticano)
Las relaciones diplomáticas entre la Santa Sede y la República de China (RDC) se establecieron el 23 de octubre de 1942 y, con la presentación por el arzobispo Antonio Riberi de su carta credencial al presidente en 1946, la Delegación Apostólica de la Santa Sede en China obtuvo estatus diplomático.
La Santa Sede intentó cambiar el reconocimiento al Partido Comunista Chino (República Popular China) tras el final de la guerra civil, pero fue rechazada y acabó reconociendo al Kuomintang (RDC) en Taiwán. La Santa Sede y la RDC se reconocen mutuamente desde entonces. La Santa Sede mantiene negociaciones con la República Popular China para su reconocimiento; sin embargo, la Santa Sede ha dado garantías a la RDC de que cualquier negociación con la República Popular China no se hará a expensas de sus relaciones.

#### Unión Europea
La Unión Europea (UE) ha hecho hincapié en los derechos humanos en sus relaciones con Taiwán. Es la mayor fuente de inversión extranjera directa en Taiwán. La Unión Europea mantiene relaciones no oficiales con Taiwán a través de la Oficina Económica y Comercial Europea, inaugurada el 10 de marzo de 2003. Taipéi es uno de los principales socios comerciales a través de la Asociación Europea de Libre Comercio, y socio comercial de la eurozona. Los titulares de pasaportes taiwaneses con número de documento de identidad no necesitan visado Schengen para visitar el espacio Schengen; recíprocamente, la República de China también ha eliminado la obligación de visado para los ciudadanos de todos los países de la UE. Las relaciones entre la Unión Europea y Taiwán se debatieron en el Parlamento Europeo. Dieciséis Estados miembros de la UE han establecido oficinas en Taipéi, junto con algunas oficinas funcionales.
La Oficina de Representación de Taipéi en la UE y Bélgica es la representación diplomática no oficial de Taiwán en la UE. China Taipéi es observadoren la OCDE, que tiene su sede en París, Francia. La Comisión de Protección y Formación de la Función Pública (CSPTC, por sus siglas en inglés) de la República de China y el Instituto Belga de Formación de la Administración Federal (TIFA, por sus siglas en inglés) firmaron el 7 de noviembre de 2014 un Memorando de Entendimiento para la asistencia de funcionarios públicos a un taller que puso de relieve el liderazgo, la innovación y la gestión de conflictos, así como las estrategias de competitividad global en Bruselas. La UE rechaza conceder a China continental el estatus de economía de mercado.

## Representación extranjera en Taiwán

### Embajadas

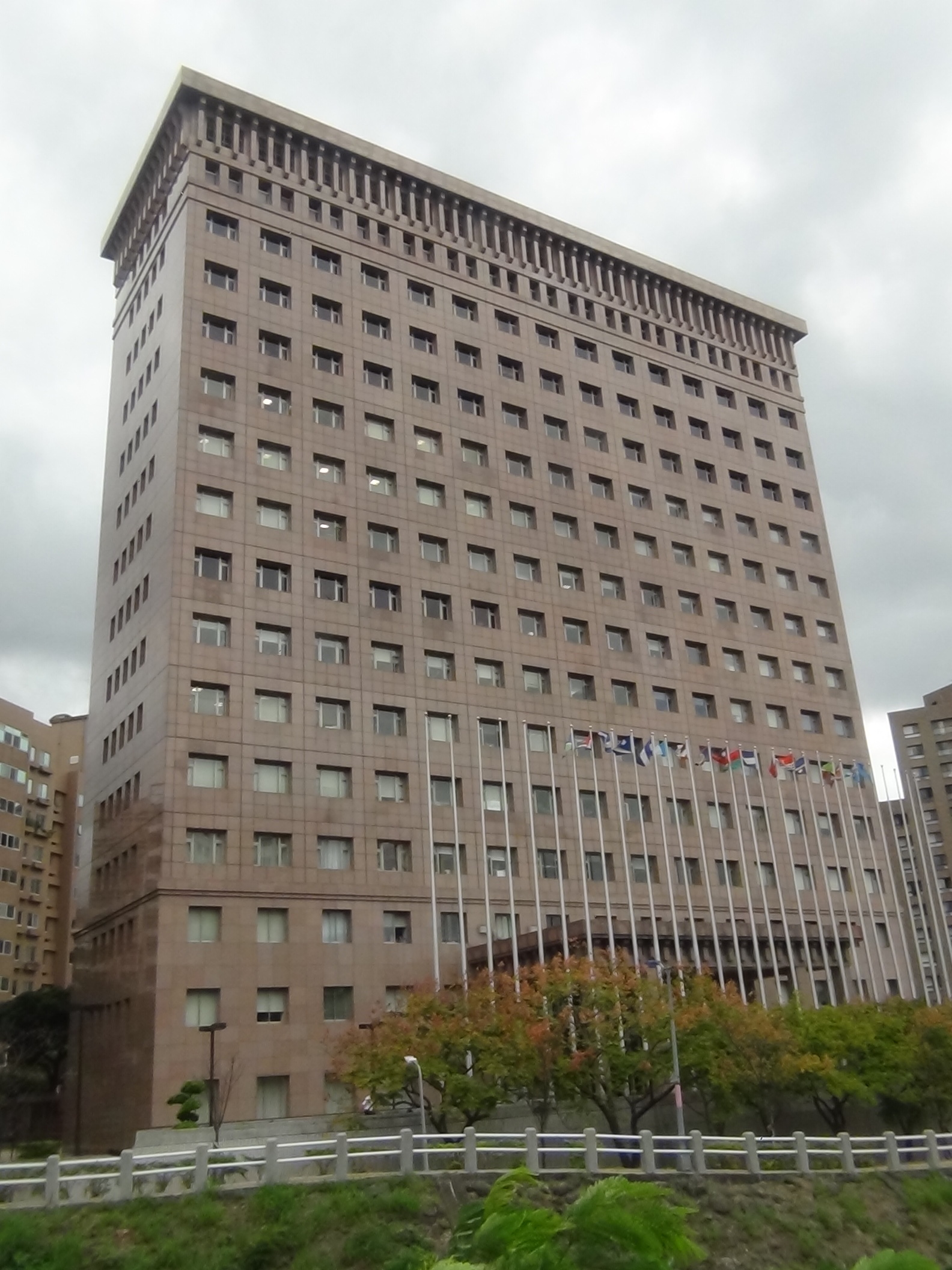
Área de la embajada

#### América
- Belice
- Guatemala
- Haití
- Paraguay
- San Cristóbal y Nieves
- Santa Lucía
- San Vicente y las Granadinas

#### Oceanía
- Islas Marshall
- Palaos
- Tuvalu

#### Europa
- Santa Sede

#### África
- Suazilandia

### Oficina

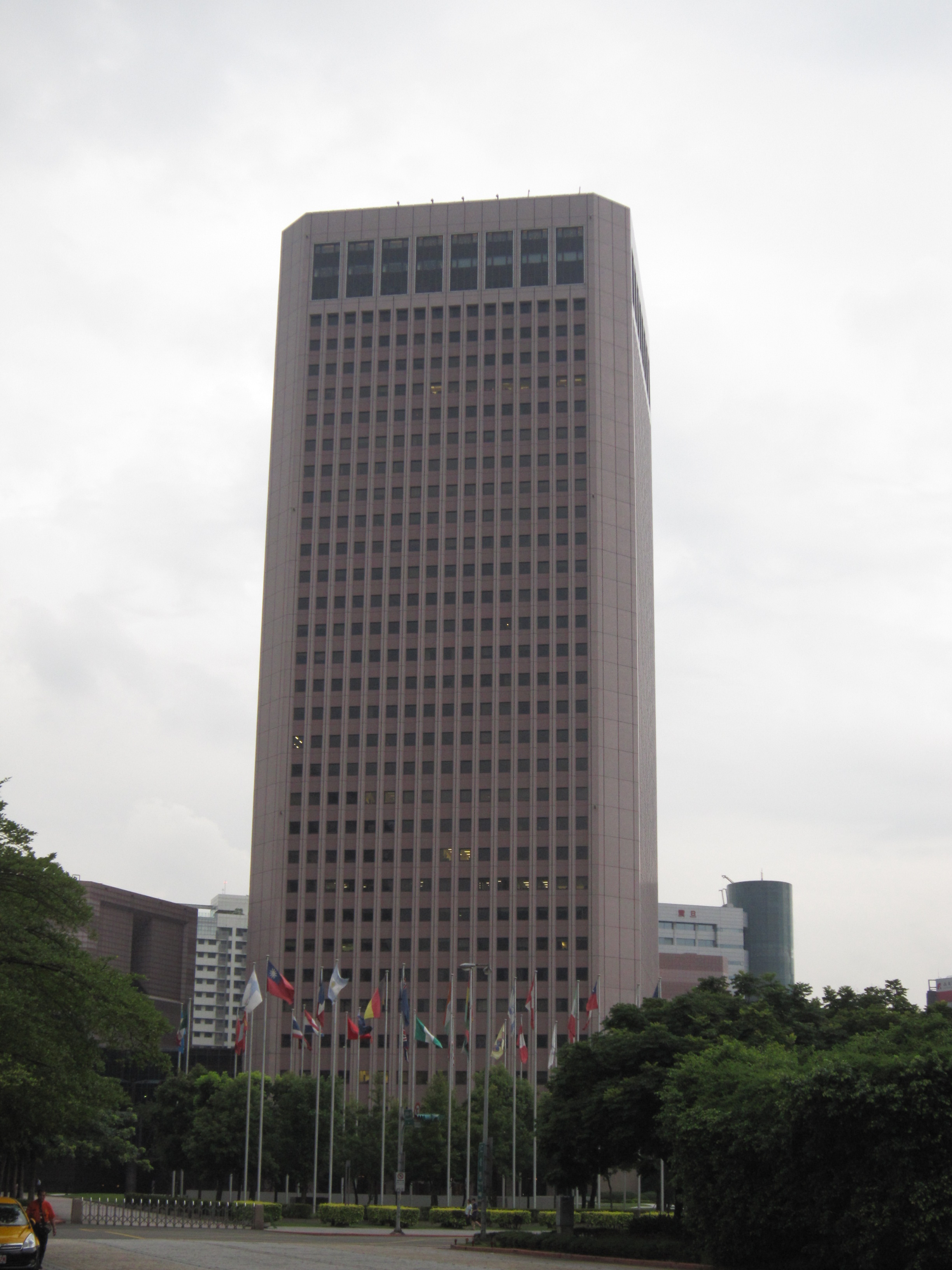
reaO de la ofceina

#### África
- Nigeria
- Somalilandia (estado de facto)
- Sudáfrica

#### Asia y el Pacífico
- Australia
- Brunéi
- Filipinas
- India
- Indonesia
- Japón
- Malasia
- Mongolia
- Nueva Zelanda
- Papúa Nueva Guinea
- Singapur
- Corea del Sur
- Tailandia
- Vietnam

#### Asia Occidental
- Arabia Saudita
- Baréin
- EAU
- Israel
- Jordania
- Kuwait
- Omán
- Turquía

#### Europa
- Alemania

- Austria
- Bélgica
- Dinamarca
- Eslovaquia
- España
- Finlandia
- Francia
- Hungría
- Italia
- Letonia
- Lituania
- Luxemburgo
- Países Bajos
- Polonia
- República Checa
- Reino Unido
- Rusia
- Suecia
- Suiza

#### América
- Argentina
- Brasil
- Canadá
- Estados Unidos
- Chile
- Colombia
- Ecuador
- México
- Perú

### Organizaciones multilaterales en Taiwán
- Oficina de la  Unión Europeaen Taiwán - Oficina Económica y Comercial Europea

## Acuerdos de libre comercio
- Guatemala - julio de 2005
- Paraguay - febrero de 2018
- Suazilandia - junio de 2018

## Organizaciones internacionales

Bandera sordolímpica de China Taipéi

Bandera de China Taipéi en los Juegos Olímpicos oficiales

Bandera paralímpica de China Taipéi

Bandera de la Universiada de China Taipéi

Bajo la presión de la República Popular China, la República de China ha sido excluida de muchas organizaciones internacionales o ha bajado de categoría en ellas. En otros casos, la República de China puede mantener una participación plena, debido al uso de nombres como «China Taipéi» o «Taiwán».
La República de China es miembro de 39 organizaciones internacionales intergubernamentales o de sus instituciones afiliadas. Además, participa en 25 organizaciones internacionales intergubernamentales o sus instituciones afiliadas en calidad de observador

### Uso del nombre
- Ha participado en 37 organizaciones internacionales intergubernamentales con el nombre de «China Taipéi».
- Ha participado en 8 organizaciones internacionales intergubernamentales con el nombre «República de China».
- Ha participado en 6 organizaciones internacionales intergubernamentales denominadas «Taiwán».
- Ha participado en 6 organizaciones internacionales intergubernamentales denominadas «Taiwán (República de China)».
- Ha participado en 5 organizaciones internacionales intergubernamentales denominadas «China Taipéi».

A continuación figura una lista de dichas organizaciones internacionales con el nombre por el que se conoce a Taiwán en cada una de ellas:
- Consejo Académico del Sistema de las Naciones Unidas (ACUNS, Academic Council of the United Nations System): participa como «Oficina Económica y Cultural de Taipéi en Nueva York».[395]
- Asociación de Líneas Aéreas de Asia y el Pacífico (AAPA, Association of Asia Pacific Airlines): incluida como «Aerolínea miembro».[396]
- Organización Afroasiática de Desarrollo Rural (AARDO, Afro-Asian Rural Development Organization): participa como «República de China (Taiwán)».[397]
- Agencia de Cooperación y de Información para el Comercio Internacional (ACICI): participa como «Territorio aduanero separado de Taiwán, Penghu, Kinmen y Matsu».
- Amnistía Internacional (AI): participa como «Taiwán»,[398][399][400] el Yuan Legislativo de la República de China debatió y ratificó el Pacto Internacional de Derechos Civiles y Políticos y el Pacto Internacional de Derechos Económicos, Sociales y Culturales el 31 de marzo de 2009.[401]
- Consejo Asiático: participa como «Taiwán».[402]
- Federación Asiática de Biotecnología (AFOB, Asian Federation of Biotechnology):[403] participa como Sociedad de Ingeniería Bioquímica de Taiwán (BEST, Biochemical Engineering Society of Taiwan).[404]
- Pacto de los Pueblos Indígenas de Asia (AIPP, Asia Indigenous Peoples Pact):[405] organización no gubernamental con estatus consultivo especial en el Consejo Económico y Social de las Naciones Unidas, participa como Taiwán.[406]
- Red de Noticias de Asia (ANN, Asia News Network): participa como The China Post.[407]
- Asociación de Instituciones de Investigación Agrícola de Asia y el Pacífico (APAARI, Asia-Pacific Association of Agricultural Research Institutions):[408] participa a través del Consejo de Agricultura.[409]
- Grupo sobre Blanqueo de Capitales de Asia y el Pacífico (APG, Asia/Pacific Group on Money Laundering): participa como China Taipéi.[410]
- Conferencia Regional de Internet para Asia y el Pacífico sobre Tecnologías Operativas (APRICOT, Asia Pacific Regional Internet Conference on Operational Technologies): participa como la economía de Taiwán.[411]

- Federación de Bolsa de Valores de Asia y Oceanía (AOSEF, Asian and Oceanian Stock Exchanges Federation): participa como «Taiwan Stock Exchange Corp.».[412][413]

- Foro Asiático para los Derechos Humanos y el Desarrollo (FORUM-ASIA, Asian Forum for Human Rights and Development): participa como «Taiwan Association for Human Rights».[414]
- Red Asiática de Grandes Ciudades 21 (ANMC21, Asian Network of Major Cities 21): participa como Ciudad de Taipéi.[415]
- Asociación de Consejos Asiáticos de Investigación en Ciencias Sociales[416] (AASSREC, Association of Asian Social Science Research Councils): participa como miembro asociado de la Academia Sínica-Taipéi.[417]
- Asociación de Maquinaria Informática (ACM, Association for Computing Machinery): presenta el Premio Turing, participa como «Taiwán»[418]
- Asociación de Profesionales Financieros (AFP, Association for Financial Professionals):[419] proporciona información específica sobre el país como «Taiwán».[420]
- Asociación de Mercados de Futuros[421] (AFM, Association of Future Markets): participa como «Mercado de futuros de Taiwán» (TAIFEX, Association of Future Markets).[422]
- Asociación Montessori Internacional[423] (AMI, Association Montessori Internationale): participa oficialmente como «Taiwán/China», según la definición de la ONU del territorio de Taiwán y Taiwán, provincia de China, separada de China.[424]
- Asociación de Naciones de Asia Sudoriental (ASEAN, Association of Southeast Asian Nations): participa como «Taiwán (República de China)»[425]
- Organización Asiática de Productividad[426] (APO, Asian Productivity Organization): participa como República de China.[427][428][429][430]
- Cooperación Económica Asia-Pacífico (APEC, Asia-Pacific Economic Cooperation): sobre la base del Memorando de Entendimiento de 1991[431][432] y participando en el programa de tarjetas de viaje de negocios de la APEC) participa como «China Taipéi».[433]
- Banco Asiático de Desarrollo (BAsD): participa como «Taipéi, China».[434][nota 6]
- Instituto del Banco Asiático de Desarrollo (ADBI, Asian Development Bank Institute): ubicado en el edificio Kasumigaseki, participa como Taipéi, China.[436][437]
- Association for Information Systems (AIS, Asociación de Sistemas de Información): participa como «Taiwán».[438]
- Asociación de Autoridades Electorales Asiáticas[439] (AAEA, Association of Asian Election Authorities): participa como República de China (Taiwán).[440]
- Centro de Información de Redes de Asia-Pacífico (APNIC, Asia Pacific Network Information Centre): participa como economía de Taiwán el Centro de Información de Redes de Taiwán.[441][441]
- Unión de Parlamentarios de Asia y el Pacífico (APPU, Asian-Pacific Parliamentarians' Union):[442] celebra la 16.ª y la 40.ª sesión plenaria, participa como República de China.[443][444]
- Banco de Pagos Internacionales (BPI): denominado «Taiwán».[445]
- Foro de Belmont:[446] El Foro de Belmont es miembro de la Alianza de Ciencia y Tecnología para la Sostenibilidad Global,[447] contratada por el Ministerio de Ciencia y Tecnología de Taiwán.[448]

- Asociación Internacional de Jardines Botánicos para la Conservación (BGCI, Botanic Gardens Conservation International):participa como «Taiwán».[449]
- Foro de Boao para Asia (BFA, Boao Forum for Asia): participa como «Fundación del Mercado Común del Estrecho».[450][451]
- Banco Centroamericano de Integración Económica (BCIE): participa como República de China.
- Consejo Británico (British Council): administra exámenes internacionales de educación a distancia y exámenes profesionales y en nombre de otros tribunales examinadores internacionales en Taiwán.[452]
- Comunidad del Caribe (CARICOM, Caribbean Community): con los Estados miembros de Belice, Haití, San Cristóbal y Nieves, Santa Lucía y San Vicente y las Granadinas que reconocen a la República de China.
- Centro para el Desarrollo de Recursos Energéticos y Medioambientales (CEERD, Centre for Energy Environment Resources Development):[453] en contacto como «China Taipéi».[454]
- Conservación Internacional (CI, Conservation International): figura en el Índice Anual de Salud de los Océanos.[455]
- Asociación Internacional de Consumidores (CI, Consumers International): participa como «Fundación de Consumidores China Taipéi».[456]
- Consejo de Cooperación para la Seguridad en Asia y el Pacífico (CSCAP, Council for Security Cooperation in the Asia Pacific): participa como «participante con capacidad individual»[457][458] en la «Vía Dos de la Diplomacia Asia-Pacífico».[459][459][460]
- Consejo de Edificios Altos y Hábitat Urbano (CTBUH, Council on Tall Buildings and Urban Habitat): participa como Taiwán, China.[461][462][463]
- Centro de Ciberciencia Ciudadana (CCC):[464] fundado por el Instituto de las Naciones Unidas para Formación Profesional e Investigaciones, participa la Academia Sínica.
- Cumulus:[465] reconocido por la UNESCO desde 2011, participa como Taiwán(China).[466]
- Internacional de la Educación (IE, Education International): participa como «Taiwán».[467][468]
- Grupo Egmont de Unidades de Inteligencia Financiera: participa como «Taiwán».[469]
- Banco Europeo para la Reconstrucción y el Desarrollo (BERD): coopera desde hace tiempo con el BERD como «China Taipéi».[470]
- Oficina Europea de Patentes (OEP): incluida en la Información asiática sobre patentes como «China Taipéi».[471]
- Organización Europea para la Investigación Nuclear (CERN, Conseil européen pour la Recherche nucléaire): tiene contactos científicos como «China (Taipéi)».[472][473]
- Centro de Tecnología de Alimentos y Fertilizantes[474] (FFTC, Food and Fertilizer Technology Center): participa como «Taiwán».[475]
- Movimiento para el Libre Acceso al Derecho (FALM, Free Access to Law Movement): participa como Taiwan Legal Information Institute.[476][477]
- Farmacopea Europea: participa como observador la Administración de Alimentos y Medicamentos de Taiwán (TFDA, Taiwan Food and Drug Administration) del Ministerio de Sanidad y Bienestar (República de China).[478]
- Consejo Europeo de Investigación (ERC, European Research Council): miembro de los Puntos Nacionales de Contacto de las oportunidades de financiación del ERC, participa como «Taiwán».[479]
- Observatorio Europeo Austral (ESO, European Southern Observatory): participa en el proyecto Atacama Large Millimeter Array/submillimeter Array (ALMA) de la Academia Sínica (AS) de Taiwán, y el Consejo Nacional de Ciencia de Taiwán (ahora (Ministerio de Ciencia y Tecnología de la República de China.[480][481][482]
- Organizaciones Internacionales del Sello de Comercio Justo (FLO, Fairtrade Labelling Organizations International): participa como Fairtrade Taipéi City.[483]
- Federación Internacional de Filatelia (FIP, Fédération Internationale de Philatélie): en asociación con la Administración Postal de las Naciones Unidas y la Unión Postal Universal, participa como China Taipéi.[484]
- Organización de las Naciones Unidas para la Agricultura y la Alimentación (FAO, Food and Agriculture Organization): debido a la presión política de la República Popular China, participa en varias organizaciones subsidiarias como «China - Taipéi», entre ellas la Asociación de Instituciones de Investigación Agrícola de Asia y el Pacífico, la Comisión Internacional de Riego y Drenaje y la Asociación de Semillas de Asia y el Pacífico.[485]
- FIABCI:[486] participa como «Taiwán Chino».[487]
- FreedomInfo.org:[488] enlaza los esfuerzos de los defensores de la libertad de información en todo el mundo, incluido Taiwán.[489]
- Francmasonería: participa como Gran Logia de China.[490]
- Instituto de Educación Internacional (IIE, Institute of International Education): participa a través del Programa Fulbright[192] del Consejo de Intercambio Internacional de Académicos[491] como Taiwán (República de China).[492]
- Federación Internacional de Baloncesto (FIBA, Fédération Internationale de Basket-ball): participa como «China Taipéi».[493]
- Federación Internacional de Fútbol Asociación (FIFA, Federation Internationale de Football Association): participa como China Taipéi.[494]
- Observatorio de Derechos Humanos (HRW, Human Rights Watch): participa como «Taiwán».[495]
- Intercambio Internacional por la Libertad de Expresión (IFEX, International Freedom of Expression Exchange): participa como «Taiwán».[496]
- Asociación Internacional de Productores Hortícolas (AIPH, Association of Horticultural Producers): participa como «China Taipéi».[497]
- Asociación Internacional de Transporte Público (UITP): participa como «Taiwán».[498][499]
- Organismo Internacional de Energía Atómica (OIEA): firmó un acuerdo trilateral[500] con Estados Unidos y el OIEA en 1971 por el que la República de China seguía respetando los términos del Tratado de No Proliferación Nuclear. Aunque no es miembro del OIEA, Taiwán sigue suscribiendo las salvaguardias del OIEA en virtud de dos acuerdos, INFCIRC/133 e INFCIRC/158.[501]
- Asociación Internacional de Jueces (IAJ, International Association of Judges):[502][503] como organización internacional profesional y apolítica, que la asociación tiene estatuto consultivo ante las Naciones Unidas (a saber, la Oficina Internacional del Trabajo y el Consejo Económico y Social de las Naciones Unidas) y ante el Consejo de Europa, participa como «República de China (Taiwán)».[504]
- Asociación Internacional de Transporte Aéreo (IATA, International Air Transport Association): incluida como Taiwán/China Taipéi.[505][506]
- Colegio Internacional de Abogados (IBA, International Bar Association): participa en la sección como«Taiwán».[507][508]
- Organización del Bachillerato Internacional (IB, International Baccalaureate):[509] en Taiwán hay 4 Colegios del Mundo del IB que ofrecen uno o más de los tres programas del IB;[510] sin embargo, actualmente no hay universidades en Taiwán que reconozcan el IB.[511]
- Asociación Internacional de Innovación Empresarial (IBIA, International Business Innovation Association): participa el Instituto de la Industria de la Información.[512]
- Campaña Internacional para la Prohibición de las Minas Terrestres (ICBL, International Campaign to Ban Landmines): incluida como CBL de Taiwán.[513]
- Cámara de Comercio Internacional (CCI):[514] la CCI participa en las actividades de la CNUCYD (Conferencia de las Naciones Unidas sobre Comercio y Desarrollo),[515] incluida la Corte Internacional de Arbitraje,[516] participa como «China Taipéi».[517][518]
- Comisión Internacional de Juristas (CIJ): afiliada por el Colegio de Abogados de Taipéi.[519][520][521]
- Red Internacional de Autoridades de Competencia (ICN, International Competition Network): participa como Comisión de Comercio Justo de Taiwán.[522]
- Asociación Internacional de Congresos y Convenciones (ICCA, International Congress and Convention Association): participa como «China Taipéi».[523]
- Consejo Internacional de Museos (ICM, International Council of Museums): participa como Taiwán en la Junta del ICM.[524][525]
- Programa Internacional Cospas-Sarsat (Cospas-Sarsat): participa como Compañía Internacional de Desarrollo de las Telecomunicaciones (ITDC, International Telecommunication Development Company), «China Taipéi».[526]
- Consejo Internacional del Bienestar Social (CIBS):[527] participa como «Taiwán» en la región de Asia nororiental del CIBS.[528]
- Consejo Internacional de Mujeres (ICW, International Council of Women): participa como «Taiwán, República de China».[529]
- Asociación Internacional para la Evaluación del Rendimiento Educativo (IEA, International Association for the Evaluation of Educational Achievement): originalmente asociada a la Unesco,[530][531] participa como «China Taipéi».[532]
- Consejo Internacional de Tecnologías de la Información en la Administración Pública (ICA, International Council for Information Technology in Government Administration):[533] participa como «Taiwán».[534]
- Consejo Internacional para la Ciencia (ICSU, International Council for Science): participa como China: Taipéi, Academia de Ciencias situada en Taipéi.[535]
- Consejo Internacional de Asociaciones de Diseño Gráfico (Icograda, Consejo Internacional de Asociaciones de Diseño Gráfico): con alianzas internacionales de la ISO, la Alianza Mundial para la Diversidad Cultural de la Unesco, la ONUDI y la OMPI,[536] participa como «Taiwán (China Taipéi)».[537]
- Consejo Internacional de Sociedades de Diseño Industrial (ICSID, International Council of Societies of Industrial Design): participa como «Taiwán (China Taipéi)».[538]
- Unión Democrática Internacional (IDU, International Democrat Union): participa como «Taiwán».[539]
- Agencia Internacional de la Energía (AIE): incluido como país no miembro como «China Taipéi».[540]
- Federación Internacional de Organizaciones de Derechos de Reproducción[541] (IFRRO, International Federation of Reproduction Rights Organization): participa como Asociación China de Gestión Colectiva de Derechos de Autor Orales y Literarios.[542]
- Instituto Internacional de Ciencias Administrativas (IIAS, International Institute of Administrative Sciences): participa como «Taiwán, China».[543]
- Instituto Internacional para la Democracia y Asistencia Electoral (IDEA Internacional): aparece en los datos de participación electoral como «Taiwán».[544]
- Agencia Internacional de Energías Renovables (IREA, International Renewable Energy Agency): aparece como «Taiwán», ya que IREA participa en el Comité Directivo de la REN21 (Red de Política de Energía Renovable para el siglo XXI).[545]
- Instituto Internacional de Prensa (IPI, International Press Institute): participa como Taiwán (República de China).[546]
- Instituto de Ingenieros Eléctricos y Electrónicos (IEEE, Institute of Electrical and Electronics Engineers):[547] participa como «Sección Taipéi del IEEE»[548] y «Sección Tainan del IEEE».[549]
- Instituto de Finanzas Internacionales (IIF, Institute of International Finance): participa como Mega International Commercial Bank, «Taiwán, China».[550]
- Federación Internacional de Productores Agrícolas (IFAP, Federation of Agricultural Producers): participa como «Asociación Provincial de Agricultores de Taiwán.[551]
- Federación Internacional por los Derechos Humanos (FIDH): participa como «Taiwán».[552]
- Federación Internacional de Periodistas (FIP): participa como «Taiwán».[553]
- Organización Internacional del Trabajo (OIT): denominada «Taiwán, provincia de China».[554]
- Federación Internacional de Salvamento (ILS, International Life Saving Federation): denominada «Taiwán, China».
- Organización Marítima Internacional (OMI): denominada «Taiwán, provincia de China».
- Fondo Monetario Internacional (FMI): denominada «Taiwán, provincia de China».[555][556] Refuerza la soberanía de la República de China canalizando indirectamente el FMI a través del Acuerdo Especial sobre Tipos de Cambio firmado con la OMC.[557][558][559]
- Red Internacional de Agencias de Garantía de la Calidad en la Enseñanza Superior (INQAAHE, International Network for Quality Assurance Agencies in Higher Education):[560][561] participa en calidad de observador como «Taiwán».[562]
- Junta Internacional de Fiscalización de Estupefacientes (JIFE): participa como «Provincia china de Taiwán».[563]
- Comité Olímpico Internacional (COI): participa como «China Taipéi» y presentó candidatura para los Juegos Asiáticos de 2018 por el Gobierno de la ciudad de Taipéi.[564][565]
- Comité Internacional de la Cruz Roja (CICR): mantiene relaciones no oficiales con el CICR y se denomina «Organización de la Cruz Roja de Taiwán» en la categoría de Fuentes Públicas.[566]
- Federación Internacional de Oficinas de Auditoría de Circulación (IFABC, International Federation of Audit Bureaux of Circulations): participa como «China Taipéi».[567]
- Instituto Internacional de Análisis Empresarial (IIBA, International Institute of Business Analysis): Educación avalada impartida por Maestro Project Management Consultants Co., Ltd.[568]
- Asociación de Derecho Internacional (ILA, International Law Association): participa como «rama china (Taiwán)».[569]
- Asociación Internacional de Policía (IPA, International Police Association): Invitada a afiliarse como Miembro Asociado Extranjero (FAM, Foreign Associate Members).[570]
- Simposio Ejecutivo Internacional de Policía (IPES, International Police Executive Symposium):[571] El IPES tiene estatus consultivo especial ante las Naciones Unidas,[572] contiene la Enciclopedia Mundial de la Policía,[573] designado como «Taiwán».[574]
- Panel Interacadémico (IAP, InterAcademy Panel): participa como Academia Sínica, Taipéi, China.[575]
- Asociación Internacional de la Seguridad Social (AISS): participa como «Taiwán».[576]
- Unión Internacional de Telecomunicaciones (UIT): incluido en el plan nacional de numeración como «Taiwán, China».[577]
- Centro de Comercio Internacional (ITC, International Trade Centre): participa como China Taipéi».[578]
- Confederación Sindical Internacional (CSI): participa como «Taiwán».[579]
- Federación Internacional de los Trabajadores del Transporte (ITF, International Workers' Federation): participa como «Taiwán».[580]
- Unión Internacional de Ferrocarriles (UIF): participa como «Taiwán (China)».[581]
- Unión Internacional de Organizaciones de Investigación Forestal (IUFRO, International Union of Forest Research Organizations): participa como «China-Taipéi».[582]
- Internet Society (ISOC): participa como Capítulo de Taiwán de la ISOC.[583][584]
- Organización Internacional de Comisiones de Valores (OICV): colabora estrechamente con el G20 y el Consejo de Estabilidad Financiera (CEF) en el programa de reforma de la regulación mundial,[585] participa como miembro afiliado de la OICV en calidad de China Taipéi.[586][587]
- Unión Internacional de Física Pura y Aplicada (IUPAP, International Union of Pure and Applied Physics): participa como «China: Sociedad de Física con sede en Taipéi».[588]
- Liga de Ciudades Históricas:[589] participa como Tainan, «China Taipéi».[590]
- Bolsa de Metales de Londres (LME, London Metal Exchange): la mayor bolsa de metales del mundo, aprobó Kaohsiung, Taiwán, como un buen punto de entrega de aluminio primario, aleación de aluminio, cobre, plomo, níquel, estaño y zinc y como la novena ubicación de la LME en Asia el 17 de junio de 2013.[591]
- Administración Nacional de Aeronáutica y el Espacio (NASA, National Aeronautics and Space Administration): participa como Organización Espacial Nacional.[592]
- Organización del Tratado del Atlántico Norte (OTAN): participa como «Taiwán».[593][594][595]
- Comisión de Pesca del Pacífico Norte (NPFC, North Pacific Fisheries Commission): participa como «China Taipéi» en calidad de entidad pesquera.[596]
- Organización para la Cooperación y el Desarrollo Económico (OCDE): participa como «China Taipéi» en calidad de observador.[597]
- Organización de Países Exportadores de Petróleo (OPEP): figura por cooperación económica como «Taiwán».[598]
- Foro de las Islas del Pacífico (FIP): dialoga regularmente como «Taiwán» y emite una declaración diplomática conjunta en cada conferencia de diálogo.[599]
- Consejo de Cooperación Económica del Pacífico (PECC, Pacific Economic Cooperation Council): participa como «China Taipéi».[600]
- Alianza de Derechos de Propiedad (PRA, Property Rights Alliance): participa como «Taiwán».[601]
- Internacional de Servicios Públicos (PSI, Public Services International): participa como Taiwán.[602][603]
- Organización Regional de Ordenación Pesquera (RFMO, Regional Fisheries Management Organisation): participa como entidad pesquera en virtud del Acuerdo de las Naciones Unidas sobre las poblaciones de peces.[604][605]
- Reporteros Sin Fronteras (RSF): incluida como «Taiwán»[606] y cuya primera oficina asiática fue inaugurada en 2017 en la ciudad de Taipéi.[607]
- Sistema de Integración Centroamericana (SICA): participa como República de China en calidad de Observador Extrarregional.[608][609]
- Objetivos de Desarrollo Sostenible (ODS): incluidos como Taiwán en el índice global de felicidad de la Red de Soluciones para el Desarrollo Sostenible de las Naciones Unidas.[610]
- Centro de Investigación y Formación de los Bancos Centrales del Sudeste Asiático (SEACEN, South East Asian Central Banks Research and Training Centre):[611] participa como Banco Central, «China Taipéi».[612]
- Acuerdo de Seúl: participa como el Instituto de Formación de Ingenieros de Taiwán (IEET, Institute of Engineering Education Taiwan) «China Taipéi».[613]
- Confederación Regional de Informática del Sudeste Asiático (SEARCC, South East Asia Regional Computer Confederation): la SEARCC es miembro afiliado de la Federación Internacional de Procesamiento de la Información,[614] participa como Sociedad de Informática de Taiwán de la República de China.[615]
- Grupo de Estudio sobre Administración e Investigación Tributaria en Asia (SGATAR, Study Group on Asian Tax Administration and Research):[616] participa como China Taipéi.
- Cumbre por la Democracia: participa como Taiwán.[617]
- Transparencia Internacional (TI): para impulsar la Convención de las Naciones Unidas contra la Corrupción y la Convención de la OCDE contra el Soborno, participa como «China Taipéi».[618]
- Impacto Académico de las Naciones Unidas (UNAI, United Nations Academic Impact): participa como «China»).[619][620]
- Fondo de las Naciones Unidas para la Infancia (Unicef, United Nations International Children's Emergency Fund): participa como «Taiwán».[621][622][623]
- Comisión de las Naciones Unidas para el Derecho Mercantil Internacional (CNUDMI): debe considerarse por separado de la República Popular China, pero no ha obtenido estatus en la Convension de Viena[624] ni el de Ley Modelo.[625]
- Conferencia de las Naciones Unidas sobre Comercio y Desarrollo (UNCTAD, United Nations Conference on Trade and Development): denominada «Provincia china de Taiwán».[626]
- Departamento de Asuntos Económicos y Sociales de las Naciones Unidas (UN DESA, United Nations Department of Economic and Social Affairs): clasificado como «Provincia china de Taiwán».[627]
- Comisión Económica y Social de las Naciones Unidas para Asia y el Pacífico (CESPAP): denominada «Provincia china de Taiwán».[628][629]
- Programa de Naciones Unidas para los Asentamientos Humanos (ONU Hábitat): incluido como «Provincia china de Taiwán».[630][631]
- Organización de las Naciones Unidas para el Desarrollo Industrial (ONUDI): incluida como «Provincia china de Taiwán».[632]
- Instituto de las Naciones Unidas de Investigación sobre el Desarme (UNIDIR, United Nations Institute for Disarmament Research): investigado y denominado «Taiwán».[633][634]
- Estrategia Internacional de las Naciones Unidas para la Reducción de Desastres (UNDRR, United Nations Office for Disaster Risk Reduction): cubierto como Taiwán (China).[635]
- Oficina de Naciones Unidas contra la Droga y el Delito (ONUDD, United Nations Office on Drugs and Crime): denominada «Provincia china de Taiwán».[636][637]
- Instituto de Investigación de las Naciones Unidas para el Desarrollo Social (UNRISD, United Nations Research Institute for Social Development): investigado como «Taiwán, provincia de China».[638]
- División de Estadística de las Naciones Unidas (UNSD, United Nations Statistics Division): denominada «Taiwán, provincia de China».[639]
- Unión Postal Universal (UPU): eliminada y excluida por la UPU en 1972; la empresa «taiwanesa» Chunghwa Post sigue prestando los servicios postales como entidad postal no reconocida.
- Organización de Naciones y Pueblos No Representados: (UNPO, Unrepresented Nations and Peoples Organization): participa como «Taiwán».
- Acuerdo de Washington (Alianza Internacional de Ingeniería): participa como «China Taipéi».[640]
- Asociación Mundial de las Guías Scouts (AMGS): participa como «Taiwán»; no hay ningún miembro nacional de la AMGS en la República Popular China.
- Banco Mundial (BM): cubierto por separado[641] en la sección Sector Privado,[642] incluido como la economía de Taiwán, China.[643]
- Confederación Mundial del Trabajo (CMT): participa como «Taiwán».
- Foro Económico Mundial (FEM): figura oficialmente como «Taiwán, China».[644]
- Consejo Mundial de Energía (CME): participa como «Taiwán, China».[645]
- Federación Mundial de Bolsas (WFE, World Federation of Exchanges): participa como «Bolsa de Taiwán» y «Bolsa de Futuros de Taiwán».[646][647][648] Bajo el paraguas de la Federación Mundial de Bolsas, la compañía financiera MSCI incluye a Taiwán como Índex MSCI de Taiwán.[649] Además, Bolsa de Metales de Londres participa bajo Bolsa de Londres en asociación con la Federación Mundial de Bolsas en relación con Taiwan Future Exchange.[650][651]
- Organización Mundial de la Salud (OMS): En el brote de síndrome respiratorio agudo severo y con la preocupación de Vigilancia de la enfermedad, fue invitado como «China Taipéi» sobre la base de caso por caso.[652] Sus relaciones con la OMS se rigen por un Memorando de Entendimiento de fecha 14 de mayo de 2005 entre la República Popular China y la OMS.[653] El régimen de seguro de salud en Taiwán se hace referencia en la publicación de la OMS.[654] China Taipéi está invitado en calidad de observador en la Asamblea Mundial de la Salud sobre la base de la Resolución 2758 y la condición de las relaciones a través del Estrecho.[655] El 21 de mayo de 2018, 15 de los 18 Estados miembros de la ONU que entonces reconocían a la República Popular China (excluyendo así a Guatemala, Honduras y Palaos) expresaron su apoyo a la condición de observador en la Asamblea Mundial de la Salud.[656] Esto incluía a Burkina Faso, que cortó lazos con la República Popular China solo tres días después, estableciendo lazos con la RPC en su lugar.
- Worldwatch Institute: en asociación como Taiwan Watch.[657]
- Organización Mundial de la Propiedad Intelectual (OMPI): no es signataria del Tratado de Cooperación en materia de Patentes ni del Convenio de París para la Protección de la Propiedad Industrial, participa como «Taiwán, Provincia de China»).[658][659]
- Asociación Médica Mundial (AMM):[660] participa como «Taiwán» por la Asociación Médica de Taiwán.[661]
- Organización Meteorológica Mundial (OMM): firmó y ratificó el Convenio de la Organización Meteorológica Mundial el 2 de marzo de 1951, citado como «Región de Taiwán».[662][663]
- Organización Mundial de Sanidad Animal (OMSA): participa como «Taipéi (China)».[664]
- Organización Mundial del Movimiento Scout (OMMS): participa como «Scouts de China».
- World Tax: fundada por Euromoney Institutional Investor PLC, participa como «Taiwán».[665][666][667]
- Asociación de Centros de Comercio Mundial (WTCA, World Trade Centers Association): participa como World Trade Center Taipéi, World Trade Center Taichung y World Trade Center Kaohsiung.[668][669][670]
- Organización Mundial del Comercio (OMC): miembro de pleno derecho como «Territorio Aduanero Separado de Taiwán, Penghu, Kinmen y Matsu» («China Taipéi») y delegado por la Misión Permanente del Territorio Aduanero Separado de Taiwán, Penghu, Kinmen y Matsu ante la OMC en Ginebra.[671][672]
- Federación Mundial de Veteranos (WVF, World Veterans Federation): participa como «República de China en Taiwán».[673]

## Acuerdos internacionales
La República de China es parte en los principales tratados internacionales, entre ellos:
- Artículo 33[674][675] de la Carta de las Naciones Unidas.
- Tratado de Comercio y Navegación con los Estados Unidos de América.[676]
- Convención del Metro (asociado como «China Taipéi»).[677]
- Acuerdo marco de cooperación económica con la República Popular China, firmado entre la Straits Exchange Foundation y la Association for Relations Across the Taiwan Straits (Asociación para las Relaciones a través del Estrecho de Taiwán) para la República de China y la República Popular China, respectivamente,[678] e incluía el tema de los vuelos directos. Con la mejora de las relaciones entre China continental y Taiwán, se inauguraron oficialmente en la Oficina Económica y Cultural de Taipéi en Hong Kong[679] y la Oficina Económica y Cultural de Taipéi en Macao, así como en Taiwán la Oficina Económica, Comercial y Cultural de Hong Kong[680] y la Oficina Económica y Cultural de Macao.

## Conflictos territoriales
La República Popular China reclama las islas del Mar de China Meridional sobre la misma base que su reivindicación del territorio chino histórico que conserva las fronteras anteriores a la creación de la República Popular China, incluidos el Tíbet y Mongolia Exterior. Sin embargo, a diferencia de sus reivindicaciones en el continente asiático, la República de China reivindica y defiende activamente algunas de estas islas. Entre ellas se encuentran todas las islas Spratly, las islas Paracel, el Banco Macclesfield y Bajo de Masinloc. Estas islas están administradas por varios gobiernos del Mar de China Meridional. La RDC también reclama las islas Senkaku, administradas por Japón. Como la ASEAN y la República Popular China no invitaron a la República de China a participar en la «Declaración sobre la Conducta de las Partes en el Mar de China Meridional», la República de China no la reconoció.
La República Popular China, por su parte, se autoproclama único gobierno legítimo de China y reclama todos los territorios administrados por la RDC.

## Diplomacia especializada

### Diplomacia gastronómica
Taiwán destaca sus mercados nocturnos y el alto índice de restaurantes veganos, entre otros aspectos de su cultura culinaria, en un esfuerzo por promocionar la nación a nivel mundial.
En 2010, Taiwán lanzó una campaña de diplomacia gastronómica de 20 millones de libras.

### Diplomacia médica
La diplomacia médica de Taiwán comenzó en 1961 con el envío de un equipo de profesionales médicos a Libia. En 2018, Taiwán creó un fondo sanitario de 2 millones de dólares para sus aliados de las naciones insulares del Pacífico. Taiwán denomina oficialmente a la mayor parte de su diplomacia médica «diplomacia de salud pública».
La diplomacia médica ha constituido una parte fundamental de las relaciones de Taiwán con los países de la región, especialmente en el Sudeste Asiático. Es uno de los cinco componentes clave de la Nueva Política hacia el Sur. A diferencia de los programas anteriores, la diplomacia médica de la Nueva Política hacia el Sur no se centra en proporcionar asistencia médica directa o programas básicos de salud pública, sino en transferir conocimientos profesionales de alto nivel.

#### Diplomacia para la prevención de epidemias
Los medios de comunicación locales se han referido a la diplomacia médica de Taiwán relacionada con la pandemia de COVID-19 como «diplomacia de prevención de epidemias». En marzo de 2020, Australia y Taiwán acordaron intercambiar un millón de litros de alcohol australiano para fabricar gel antibacterial por tres toneladas métricas de tela no tejida taiwanesa para fabricar mascarillas faciales.

## Transportes y comunicaciones

### Conexiones aéreas

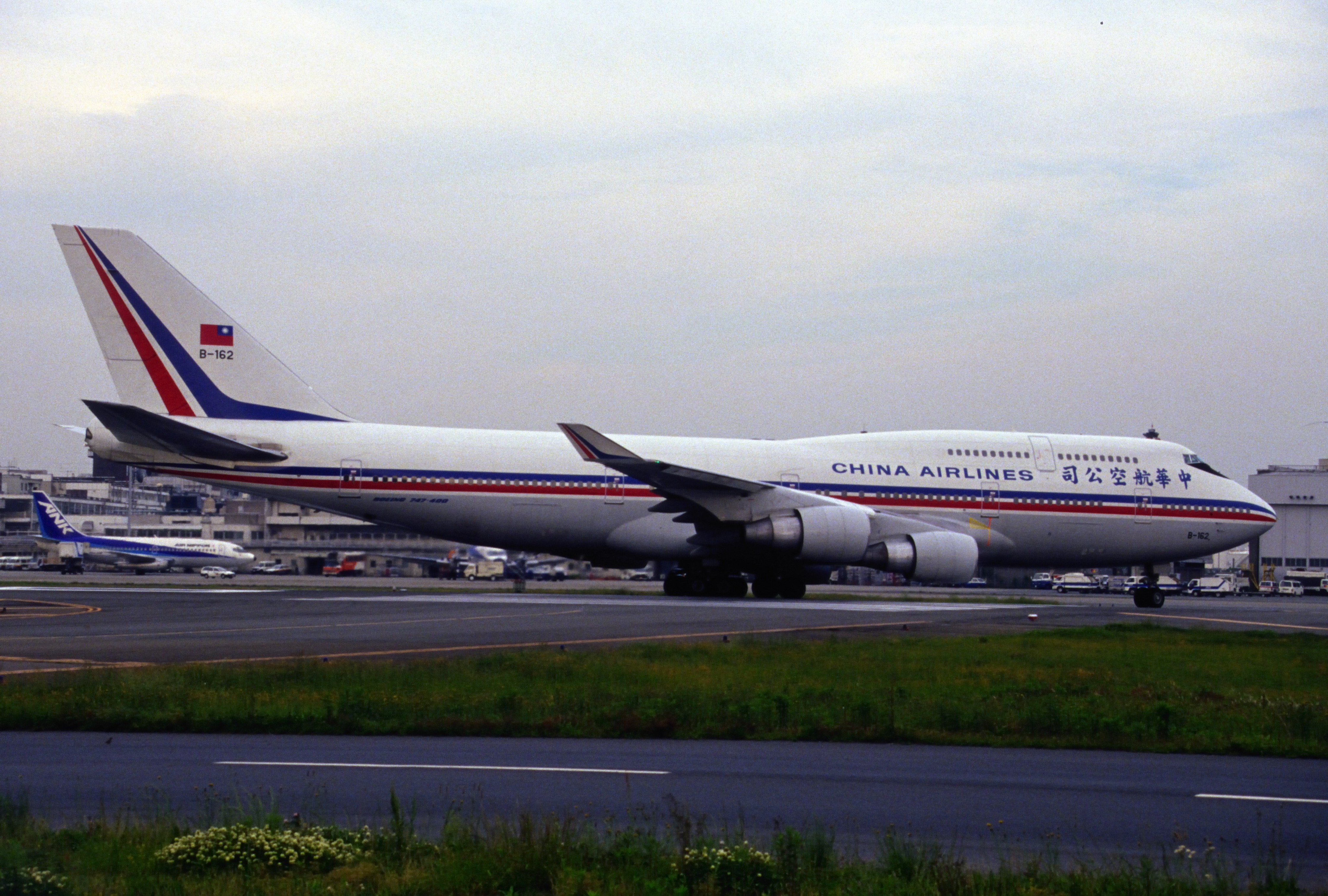
Un Boeing 747-400 de China Airlines con la antigua librea y la bandera de la República de China

La disputa sobre el estatus de Taiwán afecta a las conexiones aéreas de la isla con el mundo exterior, especialmente Europa, Norteamérica y Australia.
Durante muchos años, Mandarin Airlines, filial de China Airlines (CAL), la aerolínea nacional de Taiwán, operó en muchos destinos internacionales que CAL no cubría por motivos políticos. Sin embargo, en 1995, CAL eliminó los colores nacionales de su librea y ahora vuela a destinos internacionales con su propio nombre. Las aerolíneas nacionales de muchos países también crearon filiales especiales, conocidas como «aerolíneas en la sombra», para realizar vuelos a Taipéi, con un nombre diferente y una librea que omitía los símbolos nacionales. La filial de British Airways, British Asia Airways, operaba vuelos a Londres; la filial de KLM, KLM Asia, operaba vuelos a Ámsterdam; la filial de Swissair, Swissair Asia, operaba vuelos a Zúrich; Air France Asie operaba vuelos a París; Japan Air Lines creó una filial llamada Japan Asia Airways para operar vuelos a Tokio; mientras que Qantas tenía una filial llamada Australia Asia Airlines, que operaba vuelos a Sídney. Estas filiales dejaron de funcionar cuando sus empresas matrices fueron privatizadas o quebraron (en el caso de Swissair), siendo KLM Asia la única filial en la sombra que permanece activa. Las compañías abanderadas de otros países, como la alemana Lufthansa, operaban vuelos a Taipéi utilizando una filial existente (en el caso de Lufthansa, Condor).
Antes de la finalización de la segunda pista del Nuevo Aeropuerto Internacional de Tokio (ahora Aeropuerto Internacional de Narita) en Chiba, Japón, las aerolíneas de Taiwán debían utilizar el Aeropuerto Internacional de Haneda para sus rutas a Tokio con el fin de no ofender a las aerolíneas de la República Popular China que volaban a Narita. All Nippon Airways, sin embargo, utilizaba una filial ya existente, Air Nippon. Con la aplicación de un nuevo acuerdo aéreo entre Japón y Taiwán, Japan Air Lines y All Nippon Airways se hicieron cargo de las operaciones de vuelo entre Japón y Taiwán en abril de 2008.
A partir de julio de 2008, los vuelos chárter entre China continental y Taiwán, que tradicionalmente sólo se permitían en festividades especiales como el Año Nuevo chino, se ampliaron considerablemente.
China ha empezado a obligar a las aerolíneas extranjeras con privilegios de aterrizaje en la China continental a identificar los destinos taiwaneses como si formaran parte del gobierno continental, por ejemplo, T'aipei CN en lugar de T'aipei TW (Taiwán).

### Telecomunicaciones
En la década de 1960, la Unión Internacional de Telecomunicaciones (UIT), organismo dependiente de las Naciones Unidas, asignó códigos de telefónicos internacionales a sus Estados miembros y sus dependencias. A pesar de que la República de China en Taiwán seguía siendo miembro de las Naciones Unidas y, por tanto, de la UIT, otros Estados miembros declararon que «los únicos representantes del pueblo de China son los delegados ante la UIT y sus órganos permanentes nombrados por el Gobierno Central de la República Popular China». Esto hizo que a la República Popular China se le asignara el código de país 86. En consecuencia, a principios de la década de 1970, a Taiwán se le tuvo que asignar extraoficialmente un indicativo independiente, el 886, aunque hubo presiones por parte de China para cambiarlo al 866. Éste tuvo que figurar como «reservado», pero en 2006, el código se asignó formalmente a «Taiwán, China».
Desde entonces, se han asignado códigos del rango de números +86 6 a ciudades de China continental; por ejemplo, el código de área de Shanwei es 0660. En consecuencia, las llamadas desde China continental a Taiwán requieren el código de acceso internacional y el código de país 00886.